# Legionslager Inchtuthil

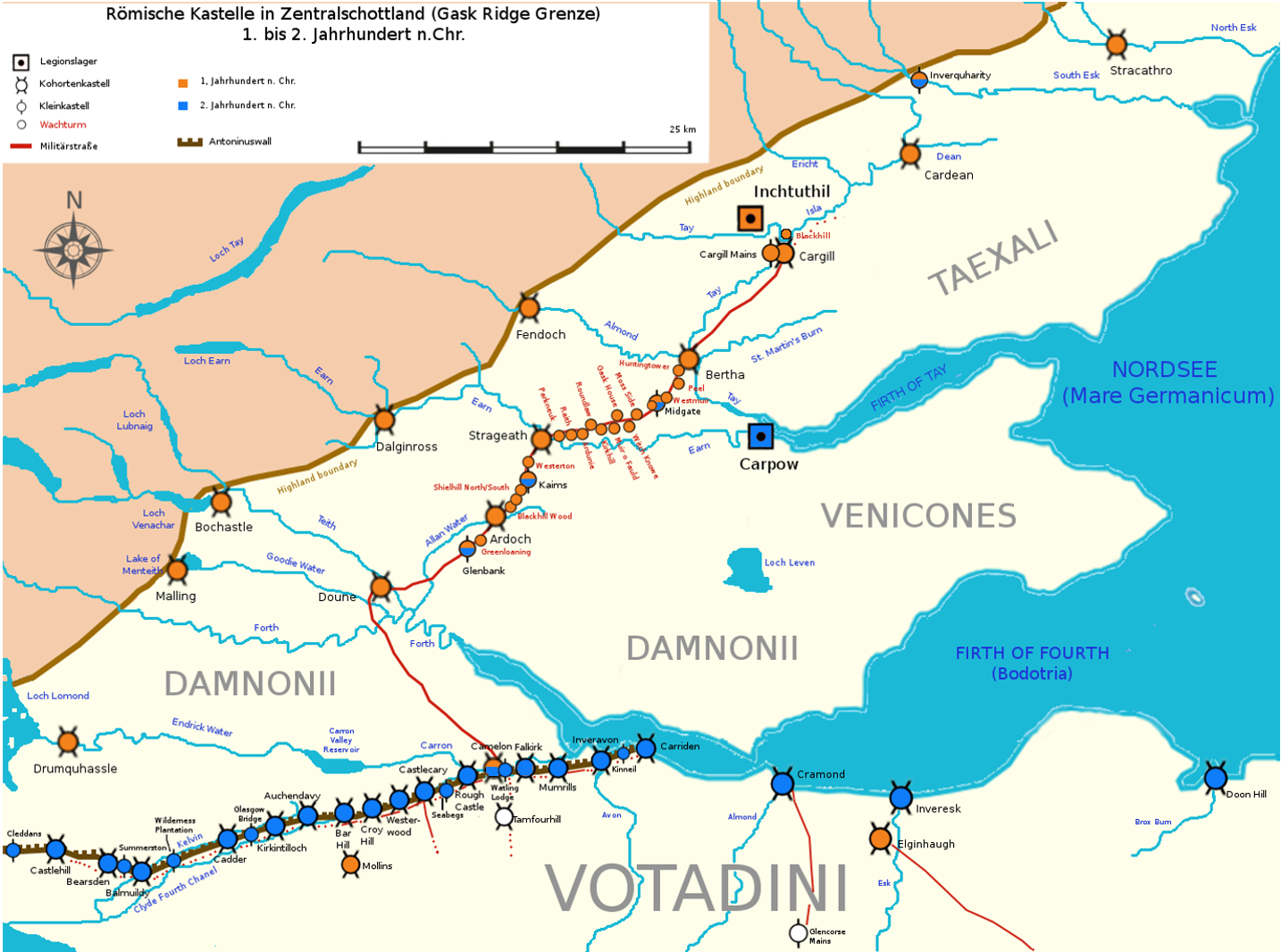
Kastell- und Wachturmkette der Gask Ridge, sowie Verlauf der Militärstraße (85 n. Chr.)

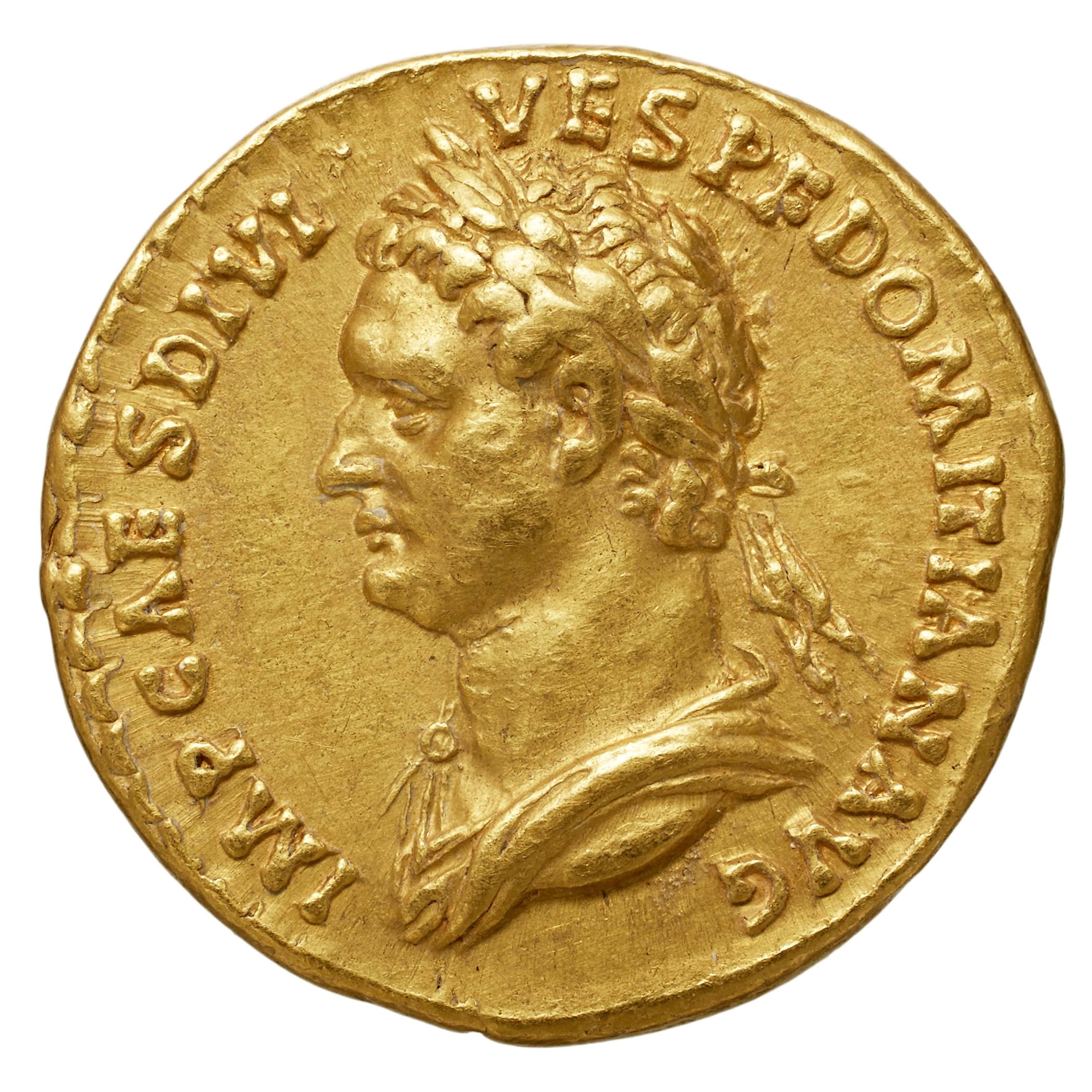
Münzportrait des Domitian

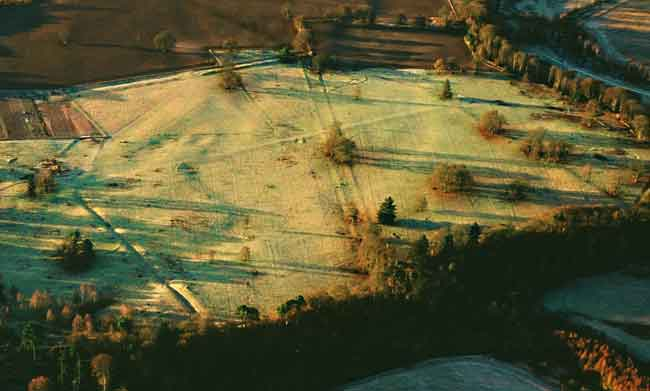
Luftaufnahme des Inchtuthil Plateau von SO

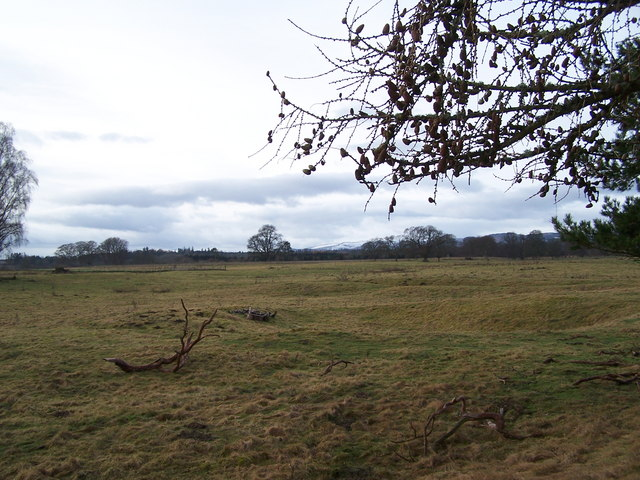
Blick auf das Lagerareal

Das Legionslager Inchtuthil (ausgesprochen Inch-Tewth-Ill) war ein römischer Militärstützpunkt der frühen Kaiserzeit. Es befindet sich auf dem Gebiet des Parish Caputh bei Blairgowrie and Rattray, einem administrativen Zusammenschluss zweier Kleinstädte der Council Area Perth and Kinross, in Schottland.
Das Lager diente mit ziemlicher Sicherheit im späten 1. Jahrhundert n. Chr. dem britischen Statthalter Gnaeus Iulius Agricola als Basis für seine Feldzüge gegen die keltoschottischen Stämme. Die Region war in römischer Zeit das Bindeglied zwischen zwei Territorialzonen (Hoch- und Tiefland), die Kontrolle über diese Schlüsselstellung war daher für die Aufrechterhaltung der römischen Herrschaft von entscheidender Bedeutung. Inchtuthil war zudem das Hauptquartier der schlagkräftigsten römischen Armeeeinheit, die zu dieser Zeit in Schottland stationiert war. Es war in weiterer Folge Teil eines Überwachungsnetzes von Kastellen und Wachtürmen, das die Aktivitäten der Hochlandstämme einhegen und sie vor allem von den fruchtbaren Tiefländern und der Nordseeküste fernhalten sollte. Aufgrund der prekären Kriegslage am osteuropäischen Limes musste das Legionslager nach nur wenigen Jahren wieder aufgegeben werden. Sein relativ guter Erhaltungszustand machte dieses Bodendenkmal zu einem der Schwerpunkte der römischen Provinzialarchäologie im Vereinigten Königreich. Es zählt zu den wenigen Lagern, die in ihren Innenbereichen gänzlich ohne Umbauten blieben, nur die Umwehrung mit ihrem quadratischen Grundriss und ihren abgerundeten Ecken wurde nachträglich durch eine Steinmauer verstärkt, weshalb die Archäologen anhand der Befunde die Gründungsphase eines römischen Militärlagers exakt rekonstruieren konnten. Überregional bekannt wurde die archäologische Stätte aber vor allem durch die Entdeckung von mehreren Tonnen Nägeln, die beim Abzug der Besatzung dort vergraben worden waren.
Das in diesem Artikel beschriebene Bodendenkmal umfasst die Überreste der Legionsfestung und die zeitgleich entstandenen temporären Lager auf dem Inchtuthil-Plateau. Der Befund ist stark erodiert, jedoch sind einzelne Abschnitte der Umwehrung und des Grabens noch oberirdisch sichtbar.

## Lage
Blairgowrie befindet sich etwa 15 km nordnordöstlich von Perth und etwa 25 km nordwestlich von Dundee. Die Flur Inchtuthil liegt etwa 6 km westlich von Blairgowrie.
Dieser Platz wurde wohl vom römischen Vermessungstrupp (Agrimensores) aus drei Gründen ins Auge gefasst:
- wegen der Nähe des Plateaus zu einem schiffbaren Fluss, der auch zur Wasserversorgung herangezogen werden konnte,
- seiner topografisch strategisch guten Lage für den Zugang zum Hochland im Nordwesten und
- der raschen Erreichbarkeit der Grenzzone.

Das Legionslager hat mit den früheren britischen Stützpunkten weniger gemein als mit den Festungen an den nördlichen Ripae des Reiches. Auch sie liegen an großen natürlichen Barrieren mit weitem Blick auf feindliches Gebiet. In Bezug auf die Wahl des Standortes ist Inchtuthil am ehesten mit dem Lager von Nimwegen, das am Rande einer Flussterrasse mit weitem Blick über den Waal thront, oder mit Mainz, das sich in einer ähnlichen Position befindet, vergleichbar. Die neue Festung lag an einer Verteidigungslinie gegenüber dem Hochlandmassiv, einer markanten natürlichen Barriere, ähnlich wie die Flüsse Rhein und Donau auf dem Kontinent.
Das Legionslager befindet sich auf einem annähernd dreieckigen, mit der Spitze nach Norden ausgerichteten, 55 m hohen Plateau, bestehend aus fluvio-glazialem Sand- und Schotterablagerungen, die von Gletschern aus den Tälern des Tay, des Lunan Burn und des Ericht stammen. Es kann grob in zwei Abschnitte unterteilt werden. Der Ostteil misst 1080 m × 890 m, der Westteil 540 m × 320 m (jeweils von Osten nach Westen). Das Legionslager und zwei Nebenlager nehmen den Ostteil des Plateaus ein, während der Westteil von zwei temporären Lagern besetzt war, die im Zuge der Errichtung der Legionsfestung angelegt wurden. Sein Areal ist heute teilweise bewaldet, besonders zum Flussufer hin. Die Hänge sind relativ steil abfallend, außer an der Südseite. Vom Kastellplateau aus hatte man einen hervorragenden Blick auf den Fluss Tay (Tina), nahe dem Punkt, an dem dieser beim heutigen Dunkeld und bei der Highland Boundary Fault aus dem Hochlandmassiv austritt und dann durch die Ebene des Strathmore weiter in Richtung Nordseeküste (Firth of Tay) fließt. Zwischen Caputh und Kinclaven hat er mit seinen Sedimenten eine breite Schwemmlandebene mit vielen, heute verlandeten Nebenarmen angehäuft. Der Fluss transportiert aufgrund seines geringen Gefälles nur wenig Erosionsmaterial in Richtung Küste, sondern lagert stattdessen das Meiste davon an seinen Ufern ab. Deshalb änderte er über die Jahrhunderte oft seinen Lauf, sodass der Uferbereich unterhalb des Plateaus früher stark versumpft gewesen sein muss, was den Zugang zum Legionslager für Angreifer erheblich erschwerte. Somit sind in der Schwemmlandebene auch keine Spuren von antiken Straßen oder Ähnlichem erhalten. Ohne künstliche Entwässerung wäre ein Großteil der Flussniederungen, wie zur Zeit der Römer, noch immer unbenutzbar. Im Norden und Westen ist das Terrain zudem stark durch Hochwasser gefährdet, welches das Plateau von Inchtuthil bei Höchststand kurzzeitig in eine Insel verwandeln kann. Solche Hochwasserereignisse führten wohl auch dazu, dass der Kastellwall im Norden zum größten Teil abgeschwemmt wurde.
Das Lager Inchtuthil befand sich relativ zentral an der Mündung des Strath Tay und überwachte eine wichtige Straßenverbindung in den Norden. Von dort hatte man auch einen guten Blick auf das Nordufer und konnte u. a. die Zugangswege nach Braemar und seinem Hinterland blockieren. Über diesen Fluss und sein Umland verlief damals eine der Hauptrouten zwischen Hoch- und Tiefland. Die Festung wurde in der Nähe des Punktes platziert, an dem der Tay das Hochland verlässt, ein Standort von doppeltem Wert. Das Flusstal war die wahrscheinlichste Route für einen Einfall der Caledonii, da sie in diesem Fall die römischen Kommunikations- und Versorgungslinien hinter der Front rasch durchtrennen mussten. Gleichzeitig war das Flusstal der beste und schnellste Weg für einen römischen Vormarsch durch das zentrale Hochland in Richtung des heutigen Inverness. Durch seine Position an einer Flussschleife des Tay war auch eine Versorgung durch die britische Flotte, der Classis Britannica, gewährleistet. Römische Prahme hatten einen flachen Tiefgang (40 cm), konnten bis zu 53 Tonnen Ladung aufnehmen und so bis nahe zum Kastell von Bertha, 5,6 km stromaufwärts getreidelt werden. Es ist auch möglich, dass der Meeresspiegel im Firth of Tay damals etwas höher lag als heute. Eine Weiterfahrt ab Bertha war aufgrund von Stromschnellen unterhalb von Stanley und insbesondere der Wasserfälle bei Campsie Linn nicht möglich. Ab Bertha hätte das Ladegut über Land bis zu einem geeigneten Verladepunkt oberhalb der Wasserfälle gebracht werden müssen, von dort wären es etwa noch 8–13 km nach Inchtuthil oder 17,7 km vom Kastell bei Cargill aus gewesen.
Pinnata Castra, mit dem das Lager gleichgesetzt wurde, war eine der vier Städte in Britannien, für die der römische Geograph Claudius Ptolemäus auch astronomische Daten überlieferte. Der längste Tag wurde von ihm mit 18,5 Stunden angegeben (vgl. Londinium 17 Stunden), was bedeutet, dass sie sehr weit im Norden gelegen haben muss. Diese Angaben könnten aber auch den nördlichsten Punkt markieren, den Agricolas Heer in Schottland erreicht hat.

## Name
Der antike Name des Lagers könnte Pinatra Castra, Alata Castra (griech. Πτερωτον Στρατοπεδον, Pteroton Stratopedon) oder auch Victoriae (Οὐικτωρία (Ouiktōria)) gelautet haben. Schriftquellen (Altäre, Bauinschriften etc.), die dies zweifelsfrei beweisen könnten, sind bis dato aber vor Ort noch nicht gefunden worden. Pinata Castra wird im Werk des Geographen Claudius Ptolemäus im 2. Jahrhundert n. Chr. als einer der vier Orte erwähnt, die zum Siedlungsgebiet der Vacomagi gehörten, desgleichen in der Kosmologie des Geographen von Ravenna, dort als Pinnatis. Pinnata Castra wird von Ptolemaios auch als polis (πόλεις, Stadt) bezeichnet. Es ist jedoch ungewiss, ob es der Ort eines eisenzeitlichen Hillforts o. ä. war oder erst später von den Römern gegründet wurde, die es für gewöhnlich vorzogen, ihre Militärstützpunkte in der Nähe etablierter einheimischer Siedlungen zu platzieren und ihnen deren Namen zu geben. Die meisten römischen Waffenplätze im hohen Norden Britanniens waren nicht lange mit Soldaten belegt, es handelte sich dabei in der Mehrzahl um temporäre Marschlager, denen normalerweise keine Namen gegeben wurden. Es ist jedoch denkbar, dass ein solches Lager als Standort eines zukünftigen Kastells vorgesehen war. Seine geographische Lage war lange Gegenstand kontroverser Debatten. Der Archäologe Ian Richmond setzte es 1922 mit Inchtuthil gleich. Später wurde dieser Vorschlag in Forscherkreisen jedoch wieder verworfen und darauf hingewiesen, dass Ptolemäus’ Koordinatenangaben es eindeutig an der Küste von Moray platzieren, eine Schlussfolgerung, die weiters durch die Tatsache gestützt wird, dass es die Geographia des Ptolemaios und die Ravenna Kosmographie Pinnata Castra nahe dem Fluss Tuesis, der allgemein mit dem Spey gleichgesetzt wird, verorten. Heute glaubt man, dass es sich in Wahrheit östlich von Burghead, Council area Moray, befand. In der Nähe der Küste des Moray-Firth, in der sie nach Ptolemaios gestanden haben soll, wurde allerdings bislang keine Legionärsfestung nachgewiesen. Ptolemaios nennt auch eine Festung namens „Victoriae“. Einige Historiker glauben, dass ein Militärstützpunkt nach der Schlacht von Mons Graupius so benannt wurde – der Name Victoria wurde oft nach einem römischen Sieg über feindliche Stämme verliehen. Es konnte jedoch nie ein größeres Kastell in der Nähe des Standorts identifiziert werden, den Ptolemaios beschrieb. Der Standort von Victoria und Pinnata Castra konnte bis heute nicht sicher lokalisiert werden, es ist daher – mangels anderer Quellen – unmöglich, Inchtuthil einen römischen Namen zuzuweisen.
Pinna (oder Penna) steht im Lateinischen für Feder oder Flügel, eventuell eine Verballhornung des ursprünglichen britokeltischen (oder vielleicht auch altgriechischen) Ortsnamens. Was dieser Benennung letztlich zugrunde liegt, bleibt ein Geheimnis – eventuell bezieht sich die Bezeichnung auf eine besondere Zinnenform, vgl. auch den Begriff pinna bzw. Pinnae. Die Zinnen von Inchtuthil könnten durchaus für den antiken Ortsnamen Pate gestanden haben, da das Lager zu dieser Zeit in Schottland sicher einzigartig war. Der heutige Ortsname, ausgesprochen „Inch-Tewth-Ill“ mit Betonung der vorletzten Silbe, leitet Inchtuthil, laut Watson, von inis 'Flussbiegung' und dem Personennamen Tuathal ab: Inis Tuathail bedeutet demnach 'bei Tuathal's Flussbiegung'. Tuathal ist ein altbekannter Name; keltisch Teutoualos, gleichbedeutend mit dem altirischen Tuathal und dem walisischen Tudwal, was „der Stärkste des Stammes“ bedeutet.

## Forschungsgeschichte

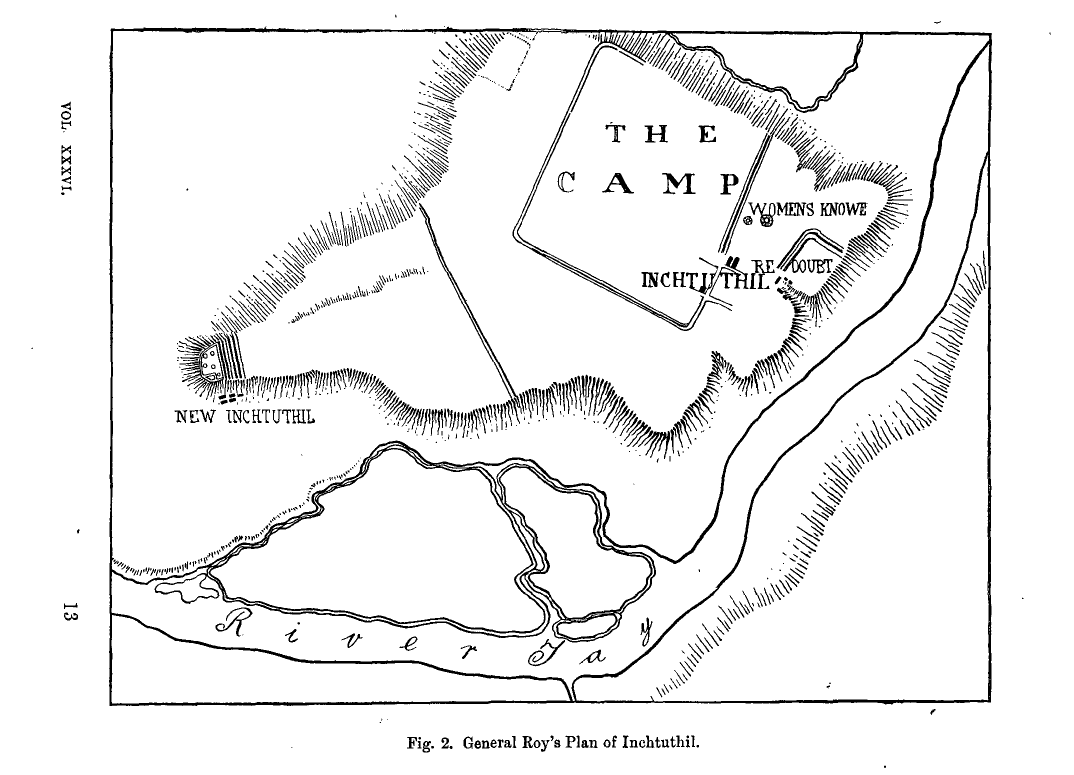
Römische Bauten auf dem Inchtuthil Plateau, William Roy, 1755

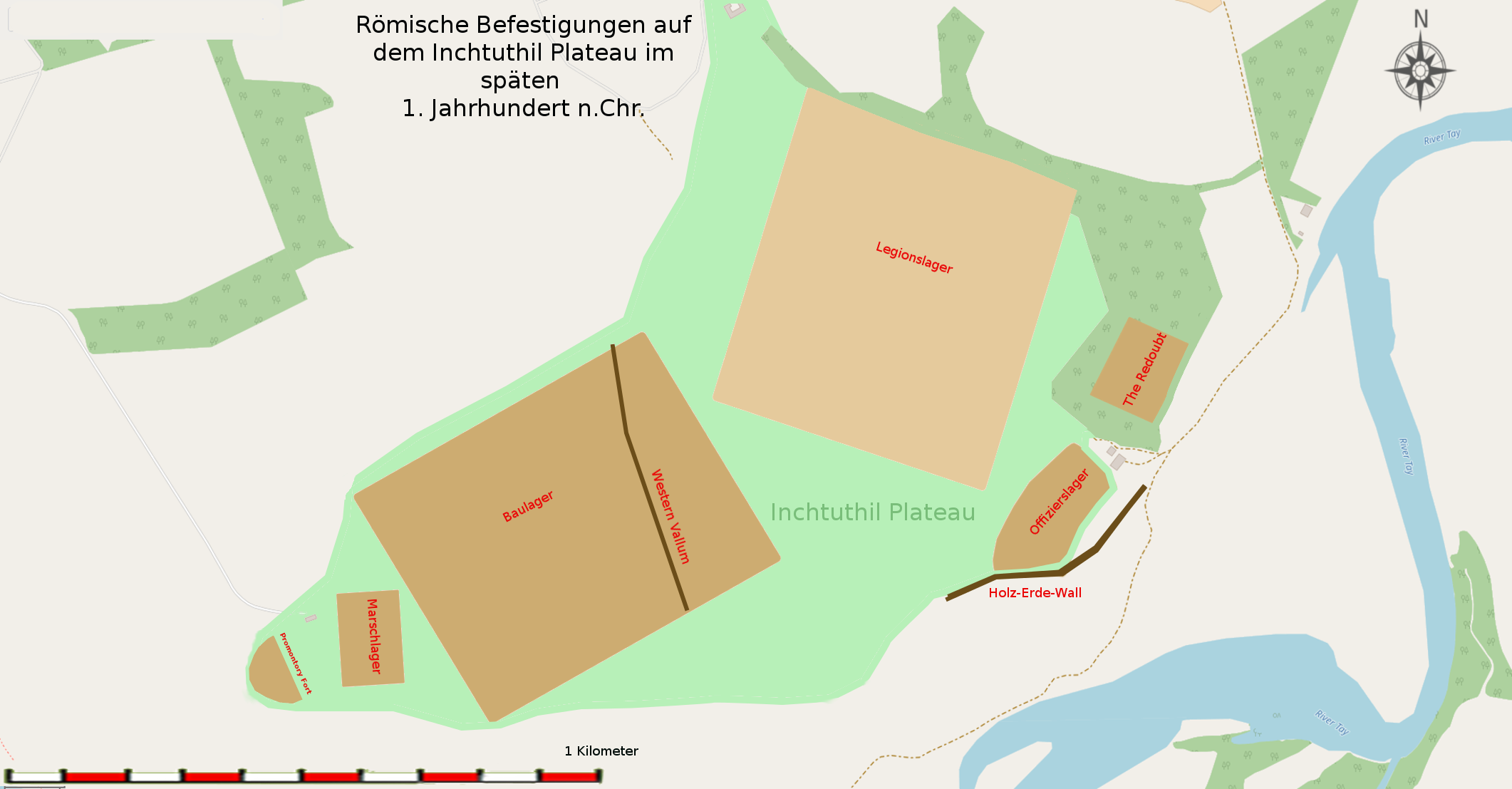
Lage der römischen Befestigungen nach den Befunden von 1952–1965

Der Standort des Legionslagers war seit dem 16. Jahrhundert bekannt. 1503 wurde Inchtuthil von Hector Boece in seinen Scotorum Historiae als eine „Stadt der Pikten“ beschrieben. 1755 kartografierte William Roy Schottland für den Ordnance Survey und beobachtete Gräben und Erdwälle im Umland von Inchtuthil. Im Jahr 1757 berichtet William Maitland von der Entdeckung steinerner Gebäudereste im Offizierslager (Anm. die des Badehauses) und interpretierte sie als Hinweise auf eine „Stadt“. Nur römische Städte und Festungen von bedeutender Größe verfügten seiner Ansicht nach über solche Gebäude. Weiters erwähnt er ein Areal, befestigt mit einem Doppelwall und einem breiten und tiefen Graben, am westlichen Ende des Plateaus eine halbkreisförmige Festung (Promontory fort), die auf der Ostseite mit fünf sehr hohen Erdwällen und einer ähnlichen Anzahl Gräben eingehegt war. Seine Schlussfolgerungen wurden in seiner „Geschichte und Altertümer Schottlands“ veröffentlicht. Eine weitere Beschreibung stammt von Thomas Pennant, der 1772 Inchtuthil besuchte.
Das Areal von Inchtuthil wurde 1901 im Auftrag des damaligen Grundherren, Sir Alexander Muir Mackenzie of Delvine, von Sir John Abercromby, Foreign Secretary der Society of Antiquaries of Scotland, und seinen Mitarbeitern Thomas Ross, Joseph Anderson und Alexander Mackie wissenschaftlich untersucht. Er kartierte das Gelände neu und konnte das von Maitland erwähnte Badehaus bestätigen. Es wurden jedoch keine bedeutenden Funde gemacht, die römischen Soldaten waren offensichtlich sehr gründlich und hatten bei ihrem Abzug alles aus dem Lager entfernt, was für die Einheimischen irgendwie von Nutzen sein konnte, bei den Ausgrabungen konnten nur 31 Glasfragmente geborgen werden. Die Ausgrabung von 1901 zeigte dennoch, dass Inchtuthil für das weitere Studium der römischen Besetzung Schottlands noch bedeutende Befunde liefern könnte. 1919 überarbeitete Sir George MacDonald die Ergebnisse der Ausgrabung von 1901 und postulierte, dass Inchtuthil Agricolas Hauptbasis vor der Schlacht am Mons Graupius gewesen sein musste. Im Jahr 1937 plante der Archäologe Ian Alexander Richmond eine Grabung in Inchtuthil. Er wollte schon im Sommer 1938 damit beginnen, wegen der zunehmenden politischen Spannungen in Europa musste sie aber um einige Jahre verschoben werden.
Das Studium der Entwicklung von Inchtuthil ist nicht nur lehrreich in puncto Aufbau eines Holz-Erde-Legionslagers, da es schon vor seiner vollen Inbetriebnahme wieder abgetragen wurde, verrät es den Archäologen auch viel über den Ablauf seines Zerstörungsprozesses. Da das Areal im Gegensatz zu anderen britischen Legionslagern in späteren Epochen nicht überbaut wurde und immer als Weideland genutzt wurde, waren seine Grundfesten zwischen 1952 und 1965, anlässlich der Grabungen von Ian Richmond und John St. Joseph, noch weitgehend erhalten bzw. gut erkennbar. Die Archäologen waren weiters in der Lage, einmalig für eine römische Legionsfestung, auch einen vollständigen Bebauungsplan zu liefern. Er konnte vor allem anhand der ca. 0,72 × 0,85 cm messenden Fundamentgräben erstellt werden, die sich noch sehr deutlich in den antiken Straten abzeichneten. Später wurden zusätzlich Luftaufnahmen angefertigt, die die Grabungsergebnisse weitgehend bestätigten. Unter den römischen Schichten befanden sich noch weitere Baustrukturen, wahrscheinlich prähistorischen Datums. 1960 wurde in der Fabricia des Lagers der weltbekannte Nagelhort entdeckt, darunter auch ein Ballistenbolzen, der heute im National Museum of Scotland aufbewahrt wird, und neun Eisenreifen. Bei den Ausgrabungen wurde zusätzlich eine beträchtliche Menge datierbarer Keramik gefunden. Anhand ihrer Stempel konnten sie sieben Töpferwerkstätten zugeordnet werden; die des Loginus, Iullinus, Secundus, Patricius, Censor, Frontinus und Pontheius. Ein Großteil der bisher geborgenen Keramik konnte auf die Jahre zwischen 75 und 90 n. Chr. datiert werden.
2009 wurde eine Vermessung mittels Bodenradar durchgeführt, die fast das gesamte Lagerareal und große Flächen in Osten und Westen abdeckte. Zusätzlich wurde eine Bodenwiderstandsvermessung in der unmittelbaren Umgebung durchgeführt. Die dabei gewonnenen Daten zeigten, dass die interne Gebäudeanordnung weitgehend Richmonds Plan aus den 1960er Jahren entspricht, wenn auch mit einer großen neuen Gebäudestruktur im Nordwesten. 2009–2011 wurde auch das umwehrte Areal in der nordöstlichen Ecke des Kastellplateaus („the Redoubt“) geophysikalisch untersucht. Es konnten dabei keine inneren Gebäudestrukturen festgestellt werden, es ist jedoch nicht ungewöhnlich, dass eine solche Untersuchung keine Spuren der – mutmaßlichen – Holzgebäude erkennbar machen kann. 2011 wurden das Lagerhospital und die umliegenden Kasernen gescannt, sogar einzelne Pfostenlöcher waren zu sehen. Aber auch die Scans der Principia und Fabrica lieferten neue, vielversprechende Daten (u. a. Entdeckung eines Durchgangs zwischen den Räumen im nordöstlichen Flügel der letzteren).

## Entwicklung

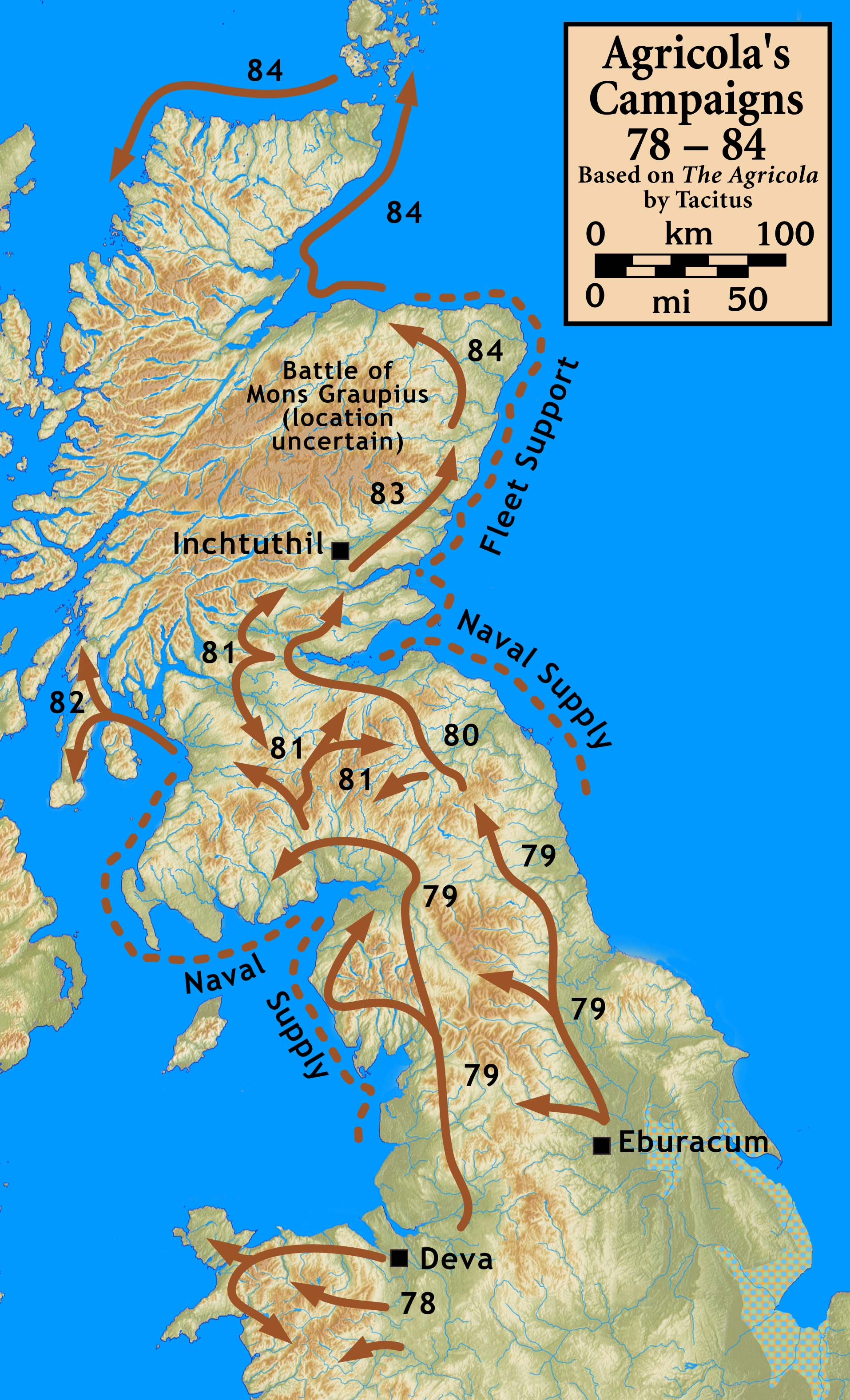
Die Caledonienfeldzüge des Agricola, 78–84

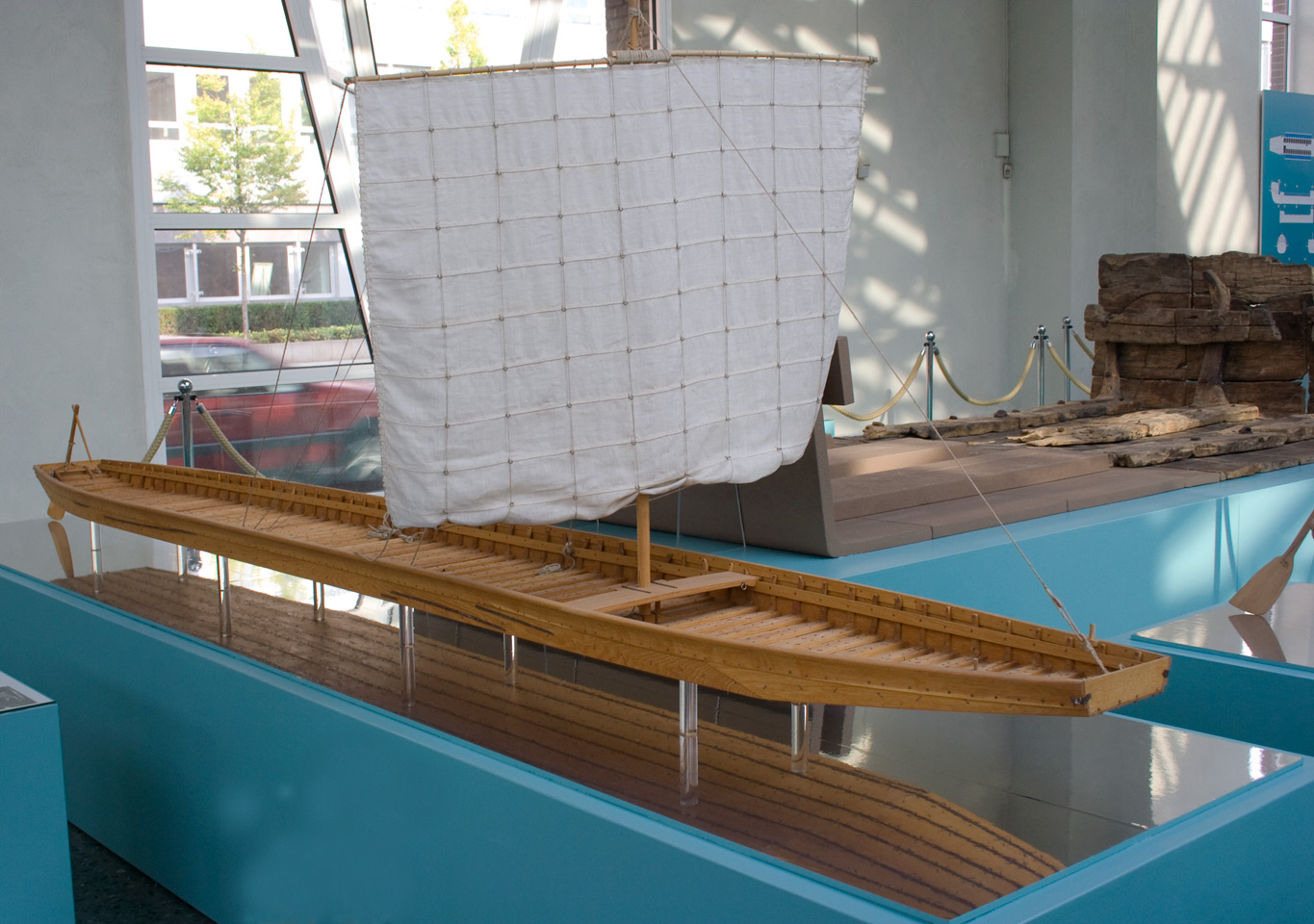
Modell (vorne) und Originalfundstück (hinten rechts) eines römischen Lastkahns (Plattbodenschiff, Prahm vom Typ Zwammerdam 6) aus dem 1. Jahrhundert

In der Schlacht am Mons Graupius, 83/84 n. Chr., hatte der britische Statthalter Gnaeus Iulius Agricola eine Koalition der schottischen Stämme, die nach dem Bericht des römischen Chronisten Tacitus von einem Mann namens Calgacus angeführt wurde, vernichtend geschlagen. Nach ihrer Niederlage änderten die Caledonii vermutlich ihre Taktik, diejenigen, die sich nicht beugen wollten, zogen sich in die nur schwer zugänglichen Täler (Glen's) des Hochlandes zurück, um von dort aus den Guerillakampf gegen die römischen Eindringlinge fortzusetzen. Inchtuthil zählte zu einem Netz aus Kastellen, Straßen und Wachtürmen, die den Aktionsradius der Caledonii eindämmen sollte, heute bekannt als das Grenzüberwachungssystem (Limes) der Gask Ridge. Sein Bindeglied war eine Militärstraße nach Norden, ausgehend von Camelon nach Stirling und von Strathallan über Ardoch nach Strageath und Bertha. Die Festung sollte in weiterer Folge wohl auch als Waffenplatz und Versorgungsbasis für zukünftige Armeeoperationen in Nordschottland dienen.
Die Errichtung eines Legionslagers, vermutlich während der letzten zwei Jahre seiner Statthalterschaft, in einer der abgelegensten Regionen der britischen Insel war Teil einer großangelegten Militäraktion, deren Ziel es war, das landwirtschaftlich nutzbare Vorfeld des schottischen Hochlandmassivs unter römische Kontrolle zu bringen. Solche Lager waren oft die Keimzellen für die Gründung neuer Kolonien oder Städte, da sie den neu unterworfenen Völkern die zivilisatorische Überlegenheit Roms vermittelten. Die Umwandlung eines Militärlagers in eine Kolonie oder eine Stadt war damals ein schon oft erprobter Prozess der römischen Expansion. Als größte Militärbasis dieser Region bildete sie zudem das Rückgrat des 37 km langen Gask-Ridge-Limes, wahrscheinlich in seiner Dimension ein noch viel größeres Überwachungssystem, da im Norden bei Strathmore und am südlichen Hochlandrand noch eine weitere Reihe von Kastellen und Wachtürmen vermutet wird, für dessen Besatzungen der Dreh- und Angelpunkt das Lager Inchtuthil war. Seine Garnison war groß genug, um notfalls auch alleine größere Operationen durchzuführen. Es könnte schon kurz nach dem Sieg am Mons Graupius errichtet worden sein. Hierfür wurden am Flussufer zunächst einige provisorische Lager angelegt, in denen die Soldaten auch über den Winter sicher untergebracht werden konnten. Erbaut wurde das Lager wohl von der Legio XX Valeria Victrix, die ursprünglich in Viroconium (Wroxeter) ihr Hauptquartier hatte. Agricola war auch mit dem damals am nördlichsten gelegenen Legionslager Britanniens, Eboracum (York), sehr gut vertraut, da er dort in den frühen 80er Jahren Verbesserungen an dessen Verteidigungsanlagen beaufsichtigt hatte. Auch Eboracum befand sich in der Nähe der schiffbaren Flüsse Ouse und Foss. Es ist wahrscheinlich, dass ihn dies dazu veranlasste, auch in Schottland ein solches Lager an einer ähnlichen Stelle zu errichten. Die Operationen der römischen Marine waren entscheidend für den Erfolg der kaledonischen Feldzüge Agricolas, denn die in Britannien stationierte Flotte hatte eine wichtige Rolle bei der Versorgung seiner Truppen gespielt. Wahrscheinlich konnten aber nur kleinere Plattbodenprahme den Tay befahren. Es ist anzunehmen, dass die Classis Britannica nicht nur Logistikaufgaben zu erfüllen hatte, es scheint, dass Agricola die Seeleute auch bei den Kämpfen gegen die Caledonii eingesetzt hat.
Inchtuthil war jedoch nur etwa drei Jahre lang mit Soldaten belegt (von 83 bis 86 n. Chr.) Die jüngsten Münzen, die man dort fand, stammen aus dem Jahr 86 n. Chr. Der Grund dafür war wohl die Verlegung der Legio II Adiutrix aus ihrem Lager Deva Victrix (Chester) in die Provinz Moesia, um dort mitzuhelfen einen massiven Einfall der Daker abzuwehren. An der unteren Donau hatte Oppius Sabinus, Statthalter dieser Provinz im Jahr 85 eine schwere Niederlage durch sie hinnehmen müssen. 86 oder möglicherweise erst 87 erlitt der Prätorianerpräfekt, Cornelius Fuscus, dasselbe Schicksal. Endlich konnte im Jahr 88 in der Schlacht von Tapae ein römischer Sieg errungen werden. Bei Ausbruch des Krieges mit den Dakern (im Jahr 86) wurde Moesien in zwei Provinzen geteilt. Domitian gründete die Provinz Obermoesien, eine neue Legionsfestung in Singidunum (Belgrad, Serbien) ergänzte die schon bestehende in Viminacium. In der neuen Provinz Untermösien entstanden die Legionsstandorte in Novae und Oescus. Der Grund war vielleicht, die Talente zweier erfahrener Statthalter in einem Sektor zusammenzubringen, der normalerweise von einem regiert wurde. All dies brachte massive Truppenaufstockungen mit sich, die die Evakuierung Schottlands und die Aufgabe von Inchtuthil zur Folge hatten (oder durch diese verursacht wurden). Angesichts der Tatsache, dass die Garnison in Inchtuthil nur bis 86 Münzen erhielt, deutet darauf hin, dass die Legio II Adiutrix nach der Niederlage des Fuscus abgezogen wurde, um die Donauarmee zu verstärken. Dementsprechend nimmt man an, dass die Evakuierung von Inchtuthil entweder im Spätsommer 86 oder spätestens im Frühjahr 87 erfolgte. Der Abzug von mehr als 5000 Mann sowie mit ziemlicher Sicherheit auch einer ähnlich großen Anzahl an Hilfstruppen zwangen den Statthalter Sallustius Lucullus, die Militäraktivitäten in Schottland auf ein Minimum zu begrenzen. Wegen neu aufflammenden Aufständen in den Pennines und Wales wurde die Legio XX schließlich nach Deva Victrix in Marsch gesetzt. Die Legio VIIII Hispana blieb im Lager von Eboracum zurück. Diese Umstände führten dazu, dass Schottlands Tiefland mit so wenigen Soldaten nicht mehr zu halten war. Die Römer zogen ihre Armee daher schrittweise in Richtung der Landenge zwischen Solway Firth und der Tynemündung zurück. Bis 100 n. Chr. etablierte sich dort eine neue Kastellkette an der Stanegatestraße, zwischen Coriosopitum (Corbridge) und Luguvalium (Carlisle) gelegen, als neue Grenzlinie des von Rom beanspruchten Britannien. 122 n. Chr. begann die Armee zudem mit der Errichtung des Hadrianswalls, der bis zum Ende seiner Herrschaft über die britische Insel die Nordgrenze sicherte. Die jüngsten Ergebnisse der Archäologie lassen jedoch wieder Zweifel am bisher anerkannten Abzugsdatum aus Inchtuthil aufkommen. Vieles deutet darauf hin, dass die Festung vielleicht doch etwas länger in Gebrauch war (90 n. Chr.?). Möglicherweise wurde die Evakuierung von Nordschottland nicht durch den Abzug der Legio II Adiutrix ausgelöst, die wohl nicht vor 89 oder 90 Britannien verließ. Die ausgedehnten Eroberungen von Agricola hatten sicher bald zu einem akuten Mangel an Hilfstruppen geführt, die für die flächendeckende Besetzung zwingend erforderlich waren. Noch dazu wurden einige ihrer Vexillationen wohl bereits vor dem Abzug der Legio II an die Donau entsandt.

## Legionslager
Bei den frühkaiserzeitlichen Legionslagern (Castra) handelt es sich in der Regel um rechteckige Anlagen, denen als Grundraster ein Achsenkreuz zugrunde liegt, dessen Fluchten den Hauptstraßen des Lagers entsprachen. Parallel dazu verliefen weitere Straßen, die den voll ausgebauten Innenraum in Gebäudeblocks und Geländestreifen teilten. Im Zentrum der Lager befand sich das Kommandogebäude, das alle wichtigen Funktionen als Sitz der Verwaltung, der Befehlszentrale, der Rechtsprechung und der Kaiserverehrung vereinigte. Weitere Großbauten dienten als Wohn- und Dienstgebäude des Legionslegaten, als Lazarett, Werkstätten sowie als Magazine und Speicher. Dazu kamen meist noch Spezialgebäude wie ein Pferdelazarett, eine Stellmacherei mit Wagenremise und das Lagergefängnis. Bei den Wohnbauten unterschied man die Häuser des Legaten, der sechs Militärtribunen, der vier Senior Zenturionen, die alle zivilen Wohngebäuden nachgebildet waren und die Kasernen für die Unteroffiziere und gewöhnlichen Soldaten.
Ausreichend Fläche für das Lager Inchtuthil bot nur die östliche Hälfte des Plateaus. Eine zentralere Platzierung wäre vorteilhafter gewesen, aber die Architekten mussten auch die Infrastruktur für den Aufbau der Festung berücksichtigen (siehe Bau- und Offizierslager). Darüber hinaus erlaubte diese Position, das Osttor direkt gegenüber einer natürlichen Geländerampe vom Ufer des Tay auf das Kastellplateau anzulegen. Das Lager bestand aus einem fast perfekten quadratischen, 21,74 ha großen Innenbereich, um den ein Erdwall von 472,4 (von Ost nach West) × 460,2 m (von Nord nach Süd) und ein Wehrgraben gezogen wurden. Dies gab der Anlage einen rechteckigen Grundriss mit abgerundeten Ecken (Spielkartenform). Die Hauptachse war nach NO ausgerichtet. Die Rückseite des Lagers wurde parallel zum Rand des nördlichen Steilhangs errichtet. Das Lager entsprach damit dem Design der Militärlager des frühen 1. Jahrhunderts n. Chr., so wie sie überall zu dieser Zeit im Römischen Reich anzutreffen waren. Alle Bauelemente des Kastells wurden mehrheitlich in Holzbauweise ausgeführt, man schätzt, dass die Gesamtlänge seiner Fachwerkwände aneinandergereiht zwischen 24 und 32 km betragen hätte. Die Analyse der Holzproben aus Inchtuthil ergab, dass die tragenden Elemente aus Eichenholz und die Flechtwerkwände aus Haselstauden und Birke bestanden. Wenig ist jedoch über die Herkunft des Bauholzes bekannt. Alle diese Baumarten kommen auch in Schottland vor, es ist jedoch unwahrscheinlich, dass in unmittelbarer Nähe der Baustelle eine ausreichende Menge verfügbar war, einige mussten wohl auch aus weiter entfernteren Regionen herangeschafft werden. Die meisten in Inchtuthil verwendeten Balken waren quadratisch zugerichtet worden. Sie wiesen jedoch nicht immer die Standardabmessungen auf.
Da ihr Areal später nie überbaut wurde, kann man das Ausmaß der Festungsanlage auch heute noch gut erfassen. Zu sehen sind noch einige wenige Reste der Erdwerke, der Wehrgraben und nur sehr geringe Spuren der Innenbauten, vor allem die aus Rasensodenziegeln bestehenden Fundamente, sowie Abflussgräben und Müllgruben. Das meiste wurde jedoch im Laufe der Zeit durch Erosion zerstört. Die gesamte Front und ein großer Teil der Nordwestseite gegenüber dem Delvine House sind verschwunden, während auf den verbliebenen Seiten große Lücken bestehen, insbesondere in Richtung zur Südostecke, wo früher ein kleines Gehöft stand. Das Vorhandensein einer nachträglich vorgeblendeten Steinmauer, die das Kastell umgab, könnte darauf hindeuten, dass geplant war, das Lager (wie später auch in Caerleon, Chester und York geschehen) Zug um Zug in Stein neu aufzubauen. Sein unvollendeter Zustand wird vor allem auch durch das zu klein dimensionierte Hauptquartier (es wäre genügend Platz für eine Principia mit einer Größe von 80 × 90 m gewesen), das Fehlen von zwei Tribunenhäusern, möglicherweise zwei weiteren Getreidespeichern und einigen Unterkünften veranschaulicht. Außerdem fehlten der Exerzierplatz (Gyrus) und vor allem das Wohnhaus des Legionslegaten.
Beim Abzug der Legion wurde alles noch Brauchbare abgebaut und das Übrige zerstört oder vergraben. Ian Richmond hatte mehrere Beweise für diese Vorgangsweise gefunden. Die Arbeit der Abbruchkommandos war demnach sehr gründlich, nichts, was dem Feind noch irgendwie von Nutzen sein könnte, sollte ihm in die Hände fallen. Die Kastellmauer wurde wieder komplett abgebrochen. Die größeren Holzbalken wurden offensichtlich abtransportiert, das Flechtwerk mit dem die Fachwerkhäuser des Lagers nach außen hin abgedichtet waren, wurde verbrannt. An einer der Hauptstraßen stieß er auf ein Töpferlager, sein Inventar war so gründlich zerschlagen worden, dass jede Scherbe nicht viel größer als ein Daumennagel war. Sogar die Abflüsse und Abwasserkanäle wurden wieder zugeschüttet. Man ließ jedoch den gesamten Vorrat an Eisennägeln zurück und vergrub ihn vor Ort. Dieser musste unter allen Umständen sicher verborgen werden, denn der römische Historiker Herodian berichtet, dass die Caledonii Schmiedeeisen mehr schätzten als Gold oder Silber. Allein die Erdwerke des Westlichen Vallums und die der Redoubt scheinen dem Abriss entgangen zu sein.

### Bauarbeiten
In Inchtuthil konnte besonders gut die Abfolge der Arbeiten beim Neubau eines Legionslagers dieser Zeit nachvollzogen werden. Laut Vegetius musste von den Stabsoffizieren zumindest der Praefectus castrorum während der Bauarbeiten vor Ort sein. Seine zahlreichen Pflichten machten seine Anwesenheit unabdingbar, da er u. a. für die endgültige Standortwahl, die Landvermessung, den Bau der Festung und für die Einteilung der Arbeiterkolonnen verantwortlich war. Möglicherweise war der Präfekt in der Gründungsphase der ranghöchste in Inchtuthil anwesende Offizier.
In der ersten Bausaison erfolgte die Aufschüttung des Erdwalls, danach die Errichtung der Tore nebst Ausschachtung des Grabens und schließlich der Bau der Steinmauer im darauffolgenden Jahr. Wahrscheinlich noch während der Errichtung des Kastellwalls war man vor allem bestrebt, die Soldaten in festen Gebäuden unterzubringen. Dass die Kasernen als Erstes errichtet wurden, erklärt, warum ihre Grundfesten bei der Ausgrabung fast vollständig vorgefunden werden konnten. Danach wurden wohl die Lagerhäuser hochgezogen, da in ihnen alle für eine Legion notwendigen militärischen Ausrüstungsgegenstände und Güter des täglichen Bedarfs sicher und trocken deponiert werden konnten, einschließlich der Getreidespeicher, die als Stauraum für die Lebensmittel dienten. Die Werkhalle und das Hospital, ebenfalls große und baulich aufwendige Gebäude, für deren Errichtung man eine angemessene Zeit benötigte, folgten wohl als nächste in der Prioritätenliste der römischen Baumeister. Die Konstruktion der Principia wurde vermutlich den Gegebenheiten schrittweise angepasst. Anscheinend war ihre erste Bauphase nur als Provisorium gedacht damit während des Aufbaus die wichtigsten Verwaltungsfunktionen wahrgenommen werden konnten. Wahrscheinlich wäre sie später durch ein wesentlich größeres und repräsentativeres Gebäude ersetzt worden.
Außerhalb der Festungsmauern befand sich ein temporäres Lager, anscheinend – aufgrund seiner gut ausgestatteten Infrastruktur – nur den höheren Offizieren vorbehalten, das während des größten Teils der Aufbauphase genutzt worden zu sein scheint. Es kann sein, dass viele Führungs- und Verwaltungstätigkeiten noch von dort aus vorgenommen wurden. Die Unterkünfte für die Offiziere konnten ebenfalls erst als Letztes fertiggestellt werden, zumal offenbar ohnehin angemessene Unterkünfte für sie im Offizierslager eingerichtet worden waren und der Rest von ihnen möglicherweise vorerst an anderer Stelle unterkam. Unter den noch fehlenden Gebäuden sind die Unterkünfte für den Legaten und für seine Stabsoffiziere sowie das Badegebäude am augenfälligsten. Für das Lagerbad war eine ausreichende Wasserversorgung unerlässlich, es gibt jedoch keine Hinweise darauf, dass schon mit dem Bau eines Aquädukts begonnen worden war. Darüber hinaus wäre der Bau eines provisorischen Holzgebäudes wegen der hohen Brandgefahr nicht zu verantworten gewesen.
Diese Projekte standen wohl erst am Anfang bzw. in der Vorbereitung ihres Standorts. Hinzu kamen Gewinnung und Transport der enormen Materialmengen, die für den Bau einer Festung dieser Größe erforderlich waren, insbesondere der vielen speziellen Gebrauchsgegenstände, die erst aufwendig aus Lagerbeständen im Süden herangeschafft werden mussten. Dies alles stellte zweifellos sehr hohe Anforderungen an die Arbeitskräfte, da gleichzeitig wohl etwa fünfzehn oder mehr Befestigungen der Gask Ridge im Bau waren oder zumindest schon geplant waren. Daher ist es keine Überraschung, dass für die Fertigstellung von Inchtuthil – vielleicht – drei Bausaisonen vorgesehen waren.
Inchtuthil wurde aber aufgegeben, noch bevor der Umbau in Stein im großen Maßstab einsetzen konnte. Die Analogie der beiden Foren von Londinium (London) ist in dieser Hinsicht sehr aufschlussreich. Das zweite, größere Forum diente vorher als Principia des Legionslagers, es ist daher zu vermuten, dass auch die Principia von Inchtuthil in einer späteren Bauphase als Forum genutzt werden sollte; eine vergrößerte Kommandantur wäre sicher in Stein errichtet worden. Die Verteidigungsanlagen und die Hauptgebäude wurden immer zuerst umgebaut, die Errichtung der Steinmauer in Inchtuthil legt nahe, dass dieser Prozess bereits im Gange war. Möglicherweise waren dort schon von Anfang an dauerhafte Steinstrukturen vorgesehen, deren Errichtung jedoch eine gewisse Zeit in Anspruch nahm. In der Zwischenzeit waren provisorische Gebäude erforderlich, um die Soldaten und das Fachpersonal unterzubringen.

### Umwehrung

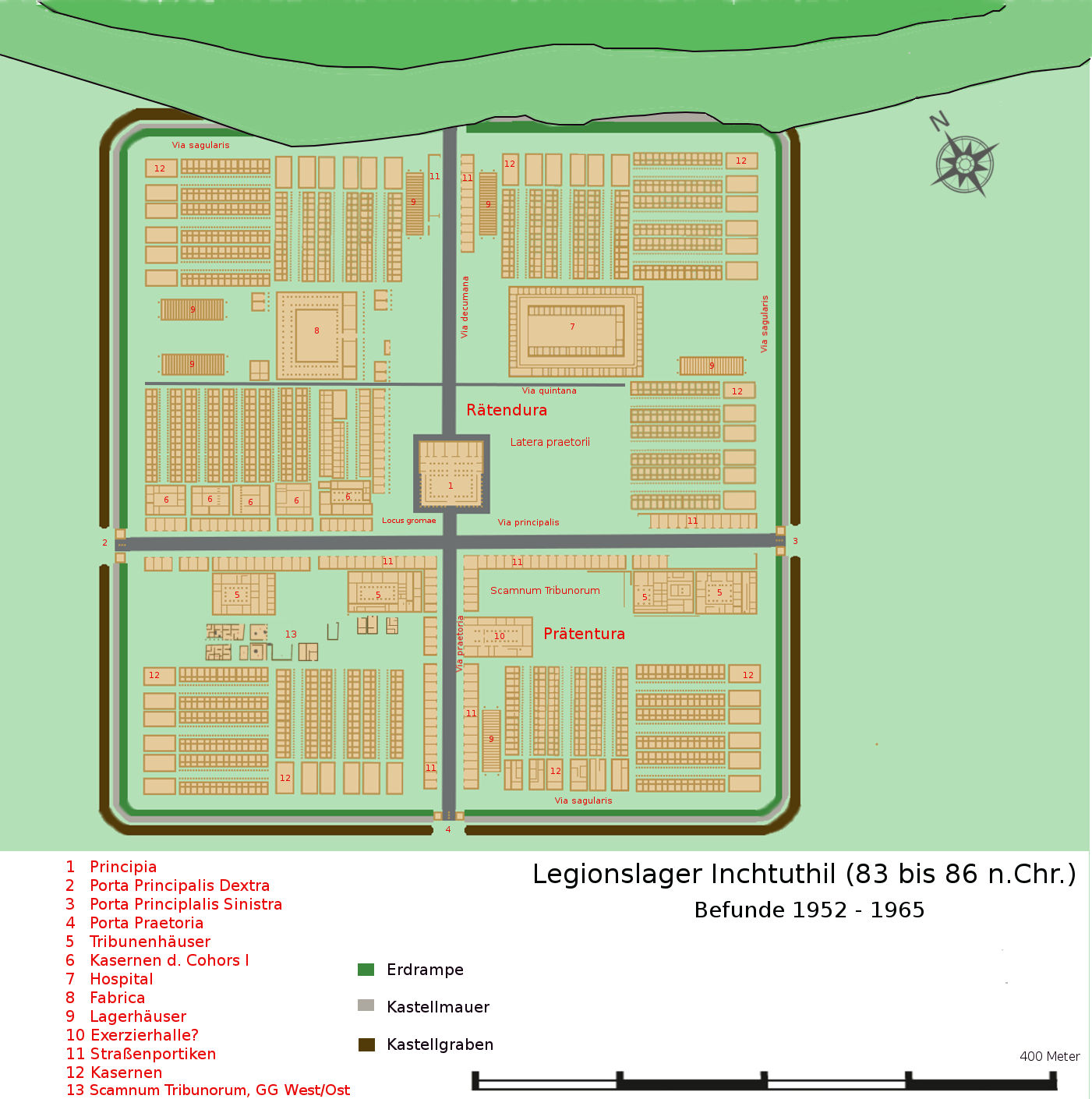
Legionslager, Befundskizze 1952–1965, die Principia befindet sich in der provisorischen Baustufe, das Prätorium noch in Planung – lediglich die Fläche wurde ausgespart

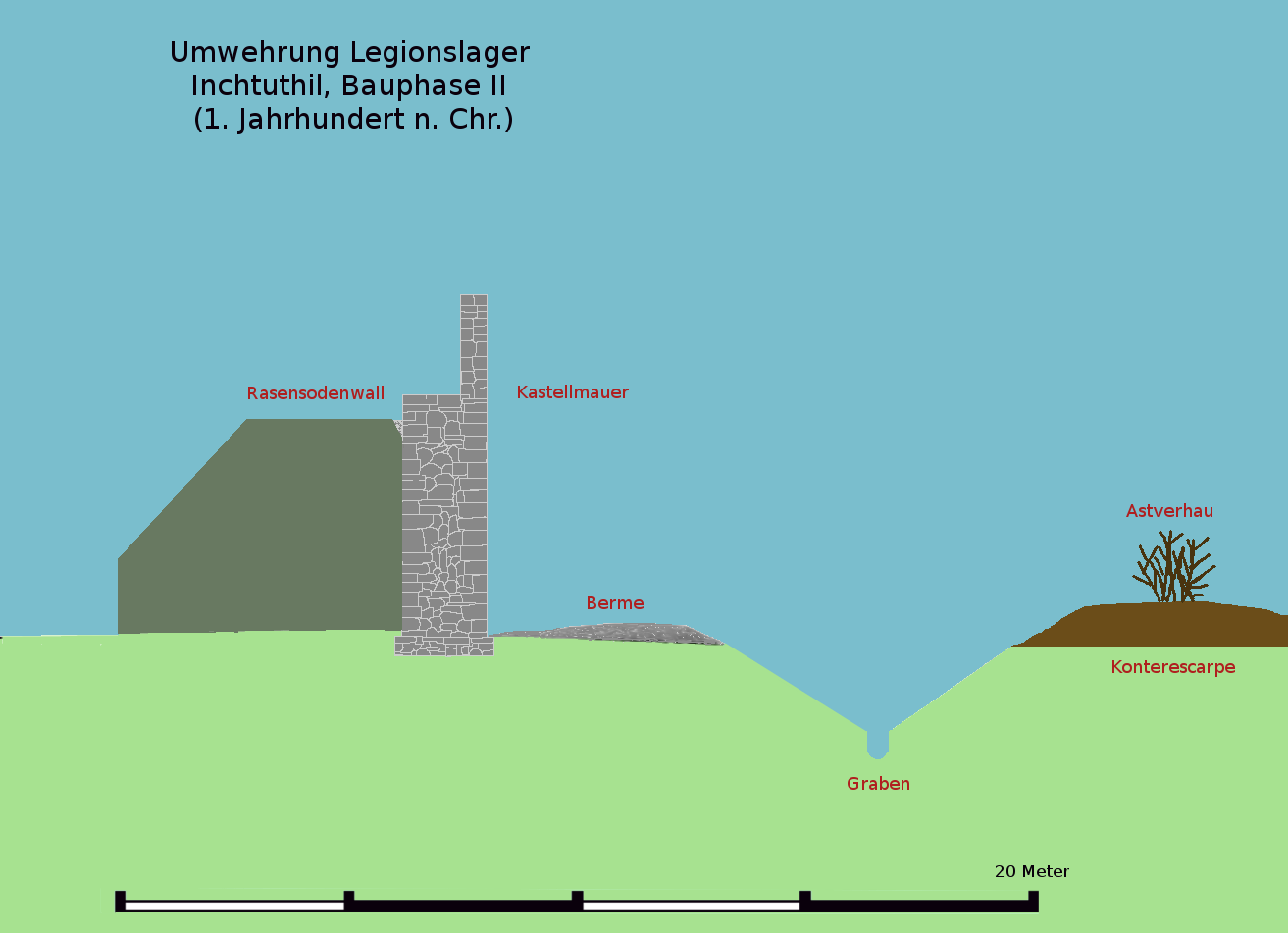
Skizze Süd-Ost-Kastellmauer und Annäherungshindernisse, Bauphase II

#### Holz-Erde-Wall
Die Kastellmauer (Vallum), bestand ursprünglich aus einem 5,18 m breiten Wall aus Rasensoden (murus caespiticius), (größtenteils) Schotter und Holz, an seiner Rückseite konnten keine Anzeichen eines Holzdamms zur Rückhaltung des Schüttmaterials festgestellt werden. Ein rekonstruierter Querschnitt unter Verwendung des sogenannten Standardprofils setzt eine ursprüngliche Breite von 6,02 m voraus; demnach trug er einen 2,29 m breiten Wehrgang in einer Höhe von 3,43 m. Für die Vorderseite nimmt man eine Neigung von 66°, für die Rückseite von 45° an. Der Wehrgang an der Oberseite der 3,96–5,18 m breiten, inneren Rampe war wahrscheinlich anfangs mit einer Brustwehr aus Palisaden oder Flechtwerk gedeckt.

#### Steinmauer
Inchtuthil war das erste Legionskastell in Britannien, von dem bekannt ist, dass dessen Verteidigungswall in Stein umgebaut wurde. Da der dortige Rasenboden nur von mäßiger Qualität war, befürchtete man wohl, dass der Erdwall den harten schottischen Wintern nicht lange standhalten würde. Darüber hinaus kann die Verfügbarkeit von leicht zu bearbeitendem Sandstein in unmittelbarer Nähe und das Bestreben, mit der Legionsfestung auch den Feind zu beeindrucken, zu der Entscheidung geführt haben, den Wall schon kurz danach in Stein neu aufzubauen. Dennoch könnte sie schon Teil des ursprünglichen Bauplans gewesen sein, da die Berme ungewöhnlich breit ist. Die Steinmauer hatte ein erheblich größeres Gewicht als die Vorderseite des Erdwalles, es musste also sichergestellt werden, dass ihr erhöhter Druck nicht dazu führte, dass die Innenseite des Grabens abrutschte.
Vermutlich schon ein Jahr später wurde die Außenseite zusätzlich mit einer 4-1,5 m starken und ca. 5 m hohen Steinmauer verstärkt, hierzu musste vorher ein Teil der Stirnseite abgegraben werden. Der Zwischenraum zwischen Wall und Mauer war anschließend mit Schotter aufgefüllt worden. Die Basis der Mauer bestand aus grob zugehauenen, rötlichen, konglomeratartigen Sandsteinen und eine Schicht flacher Steinplatten, die man in einem Fundamentgraben auf eine aufgeschüttete Bruchsteinlage setzte. Der Sandstein wurde am Lethendy Hill und am Gourdie Hill nördlich des Legionslagers abgebaut. Man nimmt an, dass auf Letzteren insgesamt 30.600 bis 38.200 m³ Steinmaterial entnommen wurde. Die für die Festungsmauer benötigte Menge kann auf rund 15.300 m³ geschätzt werden. Die von dort stammenden Steine waren von unterschiedlicher Qualität. Einige waren reine Konglomerate, andere Sandstein mit mittlerer bis grober Textur. Die massiven Verblendsteine maßen 0,20–0,25 m, der Mauerkern bestand aus Bruchsteinen unterschiedlicher Größe, an anderer Stelle aus sorgfältig in Reihen verlegtem Mauerwerk. Sowohl Verblendung als auch der Mauerkern waren dabei sehr großzügig vermörtelt worden. Die Brustwehr bestand wahrscheinlich aus Steinzinnen. Die Abweichungen in der Ausführung der Steinmauer als auch im Wall können auf die verschiedenen Baukommandos zurückzuführen sein, die dort eingesetzt wurden. Sand war vor Ort reichlich verfügbar, wenn nicht am Kastellplateau selbst, konnten auch auf die alluvialen Sedimentablagerungen am Tay zurückgegriffen werden, Kalk wurde aus Brüchen südlich von Cluny gewonnen.
An den meisten Stellen, an denen die Mauer von den Archäologen untersucht wurde, wurden nur mehr die Fundamente vorgefunden, gelegentlich waren auch einige gut vermörtelte Blöcke des Aufgehenden noch in ihrer ursprünglichen Position. Einige Mauertrümmer einschließlich der Verblendsteine bildeten eine Versturzmasse, die auf der Berme vorgefunden wurde. Dies ist ein Beweis für ihren planmäßigen Abriss, wahrscheinlich schon kurze Zeit nach Fertigstellung der Mauer. Wäre sie stehengelassen worden und sie allmählich durch Witterungseinflüsse zerfallen, hätten sich vor ihrem Einsturz eine Humusschicht und eine Grasnarbe über dem Kiesbelag der Berme bilden müssen. Das meiste Baumaterial wurde später im Zuge von Steinraub verschleppt, nur die in den Graben gefallenen Blöcke wurden mit der Zeit von Erde und Vegetation überwuchert und deswegen oft übersehen.

#### Wehrgraben
Ein einzelner V-förmiger Graben (Fossa), rund 2 m tief und 6 m breit (einer der breitesten in Britannien), war als Annäherungshindernis angelegt worden. Bei ungünstigen Bodenbeschaffenheiten war offensichtlich ein breiterer Graben erforderlich, wenn eine angemessene Tiefe erreicht werden sollte. Bei losen Untergründen konnten die Seiten nicht in steilen Winkeln ausgehoben werden und dies ist wahrscheinlich die Erklärung für den außergewöhnlich breiten Graben in Inchtuthil. Mit Auskleidungen aus Lehm konnte man Grabenwände stabilisieren, dieser war jedoch bei Inchtuthil nicht ausreichend verfügbar. Mit dem Aushub war an der Außenseite des Grabens ein niedriger Erddamm (Agger) der 6,7 m breit und stellenweise noch bis zu einer Höhe von 1,1 m erhalten, aufgeschüttet worden, wodurch der Graben effektiv erhöht wurde. Darauf fand man linear angeordnete Löcher, dort waren wohl ursprünglich zugespitzte Baumzweige (Cervuli) eingesetzt worden, das Äquivalent eines Stacheldrahtverhaues, dessen Zweck es war, Angreifer möglichst lange vom Wall fern und in der effektiven Reichweite der Wurfspeere zu halten. Im Westen der Anlage maß er 1,5 m in der Breite und rund 0,8 m in der Tiefe, wogegen die anderen Bereiche eine Breite von 3 m und eine Tiefe von 2 m aufwiesen. Er war nachträglich mit einer Schicht Rasenziegeln bedeckt worden. Entlang seiner Mittellinie wurde stellenweise auch ein durchgehender Reinigungsgraben (einem sogenannten Knöchelbrecher) von etwa 0,9 m Tiefe beobachtet. Die Entfernung vom Wall zur Kontereskarpe beträgt etwa 15 m. Sie war nur mehr an der Südostseite der Festung zwischen der Ostecke und dem Osttor sichtbar, der Rest wurde wohl im Laufe der Zeit durch landwirtschaftliche Tätigkeit eingeebnet. Zwischen dem Westtor und der Nordwestecke ist – möglicherweise – noch ein Teil unterhalb der Grasnarbe erhalten geblieben.
Die Berme war rund 5 m breit. Sie war mit einem durchgehenden, 0,15 bis 0,25 m dicken, Kiesbelag bedeckt und diente wahrscheinlich als Zufahrt und Abstellplatz für Lastkarren, die beim Aufbau der Steinmauer zum Einsatz kamen. Dort wurden offensichtlich auch die Steine zurechtgehauen, bevor sie in die Mauer eingesetzt wurden. An einigen Stellen war die Erde bis auf die natürliche Schotterschicht abgetragen worden, um einen stabileren Boden zu erhalten. Man stieß bei den Grabungen auch auf eine Schicht Steinsplitter, ein klarer Beweis für derartige Arbeiten.

#### Tore

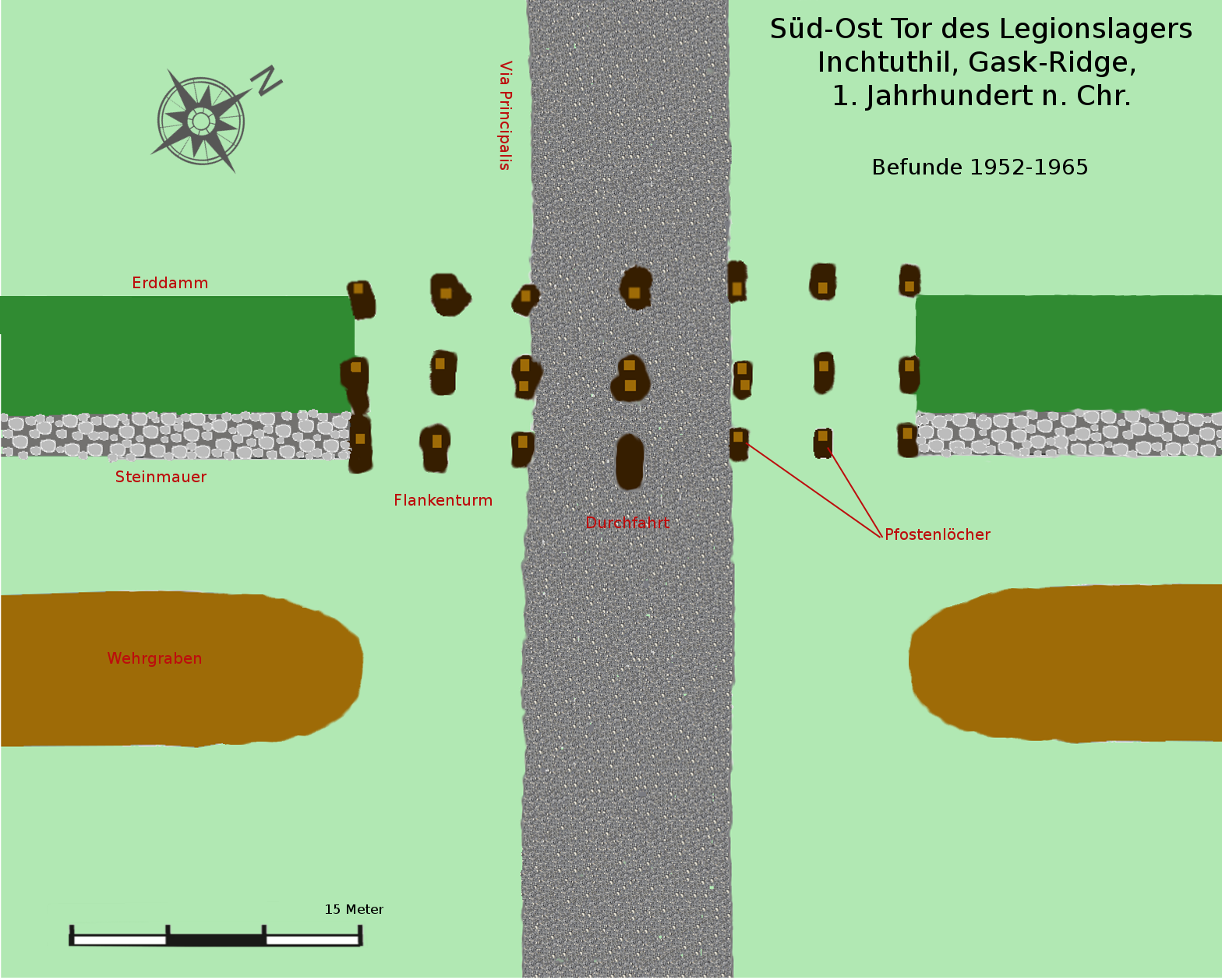
Süd-Ost Tor, Befundskizze 1952–1965 (Wallbauphase II)

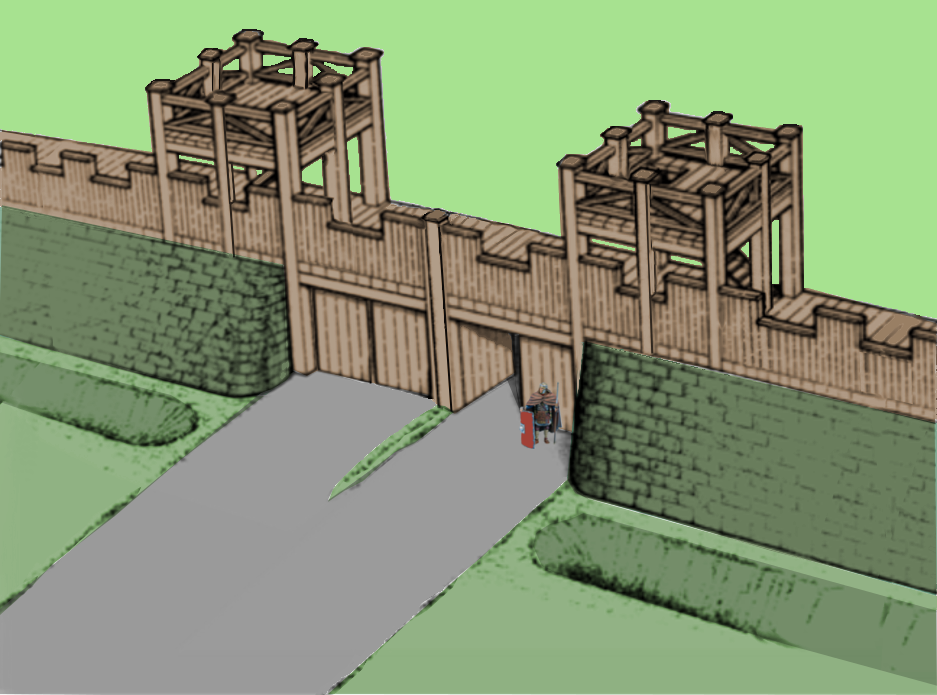
Rekonstruktionsskizze des SO-Tores (Wallbauphase I)

Insgesamt verfügte das Lager über vier baugleiche Tore, das Nord- und das Südtor lagen an ihren Seiten mittig, die beiden anderen jeweils am südwest- bzw. südöstlichen Ende des Walls:
- Nordosttor, Porta decumana (durch Erosion restlos zerstört),
- Nordwesttor: Porta principalis dextra,
- Südwesttor: Porta praetoria und
- Südosttor: Porta principalis sinistra.

Die Untersuchungen an den Zugangstoren bewiesen zudem die Verwendung von Normgrößen in der damaligen römischen Festungsarchitektur, ein Durchmesser von ca. 0,3 m scheint bei den Stützpfosten Standard gewesen zu sein. Weiters wurde bevorzugt getrocknetes Holz als frisch geschlagenes verwendet. Die Tore in Inchtuthil sind erheblich größer als die meisten aus Großbritannien bekannten Holzexemplare und am ehesten mit denen von Vetera (Xanten) vergleichbar, wo das Torhaus einen Durchmesser von 21 m hatte.
Südwest- und Südosttor wurden zwischen 1952 und 1960 genauer untersucht. Die Torhäuser bestanden wahrscheinlich aus einer Plattform, die mit einem Geländer oder einer Brustwehr aus Brettern oder Flechtwerk gesichert war. Sie waren noch zur Gänze in Holzbauweise ausgeführt und etwas hinter den Steinwall zurückgesetzt, wie im Legionslager Lindum (Lincoln), aber dort waren sie wesentlich kleiner. Dadurch entstand ein kleiner Vorhof oder Zwinger, der es den Verteidigern ermöglichte, Angreifer von drei Seiten aus unter Feuer zu nehmen und der zusätzlich von den Türmen und dem auf den Mittelpfeilern über die Straße geführten Wehrgang überragt wurde. Das Baumerkmal erinnert damit noch stark an Toranlagen aus augusteischer Zeit. Die Tore waren mit zwei 4,2 m breiten Durchgängen ausgestattet, die durch drei Mittelpfeiler (Spina) getrennt waren. Die vorderen Pfosten befanden sich etwa 0,61 m hinter der Vorderseite der Mauer, die hinteren standen etwa 0,305 m hinter der Hinterkante des Walles. In den drei zentralen Gruben steckten jeweils zwei Pfosten, kein Hinweis für einen Wiederaufbau, sondern auf die Position der Torflügel, die an den vorderen Pfosten eingehängt wurden. An einigen Holzresten des Südosttors wurden noch eingeschlagene, 25 und 37,5 cm große Nägel entdeckt. Jede der 18 Hauptstützen war ungefähr 0,305 m² groß und kann damit kaum länger als 8 m gewesen sein. Große Packsteine, die oft an ihrer Basis gefunden wurden, dienten dazu, sie stabil zu halten.
Flankiert wurden sie von zwei 6,1 m² großen Türmen (Turres), die ähnlich (vielleicht auch mit zwei Plattformen) aufgebaut waren und auf neun massiven Stützpfosten standen. Sie bedeckten eine Grundfläche von ca. 36 m², Lynn Pitts schätzte ihre Höhe auf mindestens 7 m. Von ihnen waren nur noch die Setzlöcher nachweisbar, ihr Querschnitt betrug 0,71 m × 1,54 m und sie hatten eine Fundamenttiefe von 1 m. Am Südwesttor fand man verkohlte Bretterfragmente, sie wurden als Hinweis verstanden, dass das Erdgeschoss der Türme mit ihnen zugenagelt war und als Wachstube diente. Die oberen Stockwerke könnten jedoch offen gewesen sein, wie auf der Trajansäule in Rom zu sehen ist. Im Westturm fand man aufgeschütteten Sand, was bedeuten könnte, dass sich dort eine Feuerstelle befand. Die Flankentürme von Inchtuthil unterscheiden sich von den anderen, die in Großbritannien ausgegraben wurden, durch die höhere Anzahl ihrer Stützpfosten. Ansonsten ist ihre Konstruktion typisch für die Torbauten des ersten Jahrhunderts. Die Anzahl der Stützen und die Breite der Tore spiegeln auch den Größenunterschied zwischen einer Legionsfestung und einem Kohortenkastell wider.
Vom Nordwesttor in Inchtuthil ging eine geschotterte, 7,62 m breite Straße aus, wie auf Luftaufnahmen und bei der Ausgrabung zu erkennen war. Der Straßenbelag war leicht gewölbt aufgeschüttet worden um das Regenwasser besser abzuleiten. Der Erddamm über den Graben war 21,3 m breit.
Die Pfostenlöcher waren bei ihrer Aufdeckung mit fein strukturiertem grauerdigem Material gefüllt, möglicherweise waren es die verbrannten Überreste von Flechtwerk der Häuserwände. Manche weiteten sich trichterförmig nach oben aus, als wäre der darin steckende Pfosten hin und her geschaukelt worden, um ihn herauszulösen. An den Toren hatte es sich auch als notwendig erwiesen, einige zu umgraben, bevor sie gelockert werden konnten. Wie bei den Wachtürmen der Gask Ridge deutet dies darauf hin, dass auch die Tore der Legionsfestung beim Abzug der Legion systematisch abgerissen wurden. Ihre Stützpfosten wurden wohl zur Wiederverwendung an anderer Stelle abtransportiert, Flechtwerk und kleinere Holzreste hingegen wurden offensichtlich verbrannt, deren Asche und Fragmente dazu verwendet, die Löcher wieder aufzufüllen.

#### Türme
Zwischen- oder Ecktürme wurden bisher nicht entdeckt, es konnte nur in der Nordwestecke ein einzelnes Pfostenloch beobachtet werden. Wahrscheinlich hatte der Umbau der Holztore in Stein eine höhere Priorität als die Aufstellung von Zwischentürmen, die möglicherweise erst zu einem späteren Zeitpunkt hinzugefügt werden sollten.

### Innenbebauung
Die Areale der frühkaiserzeitlichen Lagern wurden in drei Zonen unterteilt:
- Die Praetentura umfasste die Zone vor den Principia sowie die Kasernen der ersten Kohorte und die Quartiere für die höheren Offiziere, die alle entlang der Via principalis aufgereiht waren.
- Die Latera Praetorii umfasste das Lagerzentrum zwischen der Via principalis und der Via quintana. An der linken Seite der Principia befand sich das Quartier des Legionskommandanten (Prätorium), generell ein separates Gebäude, das nach dem Vorbild einer mediterranen Villa errichtet wurde. Weiters standen dort Altäre, der Getreidespeicher, die Waffenkammer, eine Werkhalle und das Hospital. In der Latera Praetorii befanden sich für gewöhnlich auch die Kasernen der 120 Mann starken Legionskavallerie (Equites) und der Späher (Speculatores).
- Die Raententura umfasste den hinteren Teil des Lagers, wo im Allgemeinen Mannschaftsbaracken, zusätzliche Speicherbauten oder andere Funktionsgebäude standen.

Bei den internen römischen Lagerbauten unterscheidet man einerseits Unterkünfte für die Truppe und die Nutztiere, anderseits Gemeinschafts- und Funktionsgebäude, die ganz unterschiedlichen Zwecken dienen konnten. Beide Gruppen waren etwa die gleichen wie sie auch in den römischen Städten und kleineren Siedlungen angetroffen werden konnten. Die Unterkünfte spiegeln nicht nur die Organisation und Mannschaftsstärke einer Legion wider, sondern auch die römische Gesellschaftshierarchie. Die große Masse der Legion bestand aus (Milites) Gregarii, den einfachen Soldaten, und den Immunes, Soldaten mit speziellen Tätigkeiten. Die Stabsoffiziere, Tribuni militum und die Praefecti, waren ritterlichen, einige auch senatorischen Standes. Fast nur aus dem Senatorenstand stammten zu dieser Zeit noch die Legionskommandeure, die Legati legionis. Dieser sozialen Gliederung entsprachen auch die Unterkünfte. Man kann die militärischen Ränge und ihre gesellschaftliche Einstufung besonders an der Fläche und der Ausstattung der Unterkünfte ablesen, die ihnen zustanden. Der einfache Infanterist hatte bis zu 2 m² Schlaffläche und einen kleinen Gemeinschaftsraum zum Aufenthalt während der dienstfreien Zeit zu seiner Verfügung. Etwas mehr Platz wurde den Soldaten der ersten Kohorte und den Legionsreitern zugestanden. Der Legat, die Tribunen und die Senior-Zenturionen waren in separaten Häusern, die übrigen Zenturionen in den „Kopfbauten“ der Kasernen untergebracht. Auch die Sklaven der Offiziere sind mehrfach bezeugt. Während die Sklaven der einfachen Soldaten, der Immunes und der Principales keinen Schlafplatz im Lager gehabt haben dürften, ist es selbstverständlich, dass die Zenturionen und erst recht die hohen Offiziere ihre Häuser nicht alleine bewohnt haben.
Alle Gebäude des Kastells waren in Holzbauweise ausgeführt worden. Die Wände bestanden aus mit Lehm beworfenem Flechtwerk in Holzrahmen (Fachwerk), mit einer Lehmschicht auf beiden Seiten, um eine ausreichende Isolierung zu gewährleisten. Sie müssen mindestens 0,20 m stark gewesen sein, damit auch die meisten Holzstützen abgedeckt wurden. Schätzungen zufolge waren für die Herstellung von Wänden und Ziegeln 4580–6880 m³ Lehm erforderlich. Die Fundamente bestanden aus einer aufgestreuten Schotter- und Sandschicht, auf der zuerst vier Lagen Rasenziegel und dann die Schwellbalken der Rahmenkonstruktion aufgesetzt wurden. Einige der Dächer dürften mit Ziegeln (Tegulae) gedeckt gewesen sein. Bruchstücke von ihnen fand man in Abflusskanälen an den Kopfbauten der Kasernen, sie hatten eine Stärke von 38 bis 51 mm, dort kam auch das Fragment eines Imbrex, 0,25 m breit, zutage. Der Verwendungszweck von einigen anderen Gebäuden in Inchtuthil kann derzeit nicht bestimmt werden, sie dienten wahrscheinlich zur Ausbildung der Soldaten, beherbergten kleine Werkstätten oder waren Quartiere für Fachkräfte.

#### Legatenhaus und Badegebäude
Das Areal östlich der Principia war vermutlich als Standort für das Quartier des Legionslegaten (Prätorium) und des Badehauses (Balneum) vorgesehen. Es wurden jedoch keine Anzeichen dafür gefunden, dass dafür schon Fundamente angelegt wurden, obwohl das Gelände bereits planiert und entwässert worden war. Dies ist wahrscheinlich durch die Zeitdauer und den Arbeitsaufwand für ihren Aufbau zu erklären, da das Balneum mit ziemlicher Sicherheit und das Prätorium wahrscheinlich auch in Stein errichtet worden wären. Die Standorte für diese Gebäude wären jedoch wohl schon bei der Ausmessung des Festungsareals festgelegt worden, bis die Arbeitskräfte und Materialien dafür verfügbar waren. Angesichts der Mehrdeutigkeit der Beweise kann die Identität dieser Gebäude nicht sicher entschieden werden. Die wahrscheinlichste Hypothese ist aber, dass das Prätorium an der Rückseite der Principia und das Balneum an dessen Ostseite aufgebaut worden wären.

#### Kommandogebäude

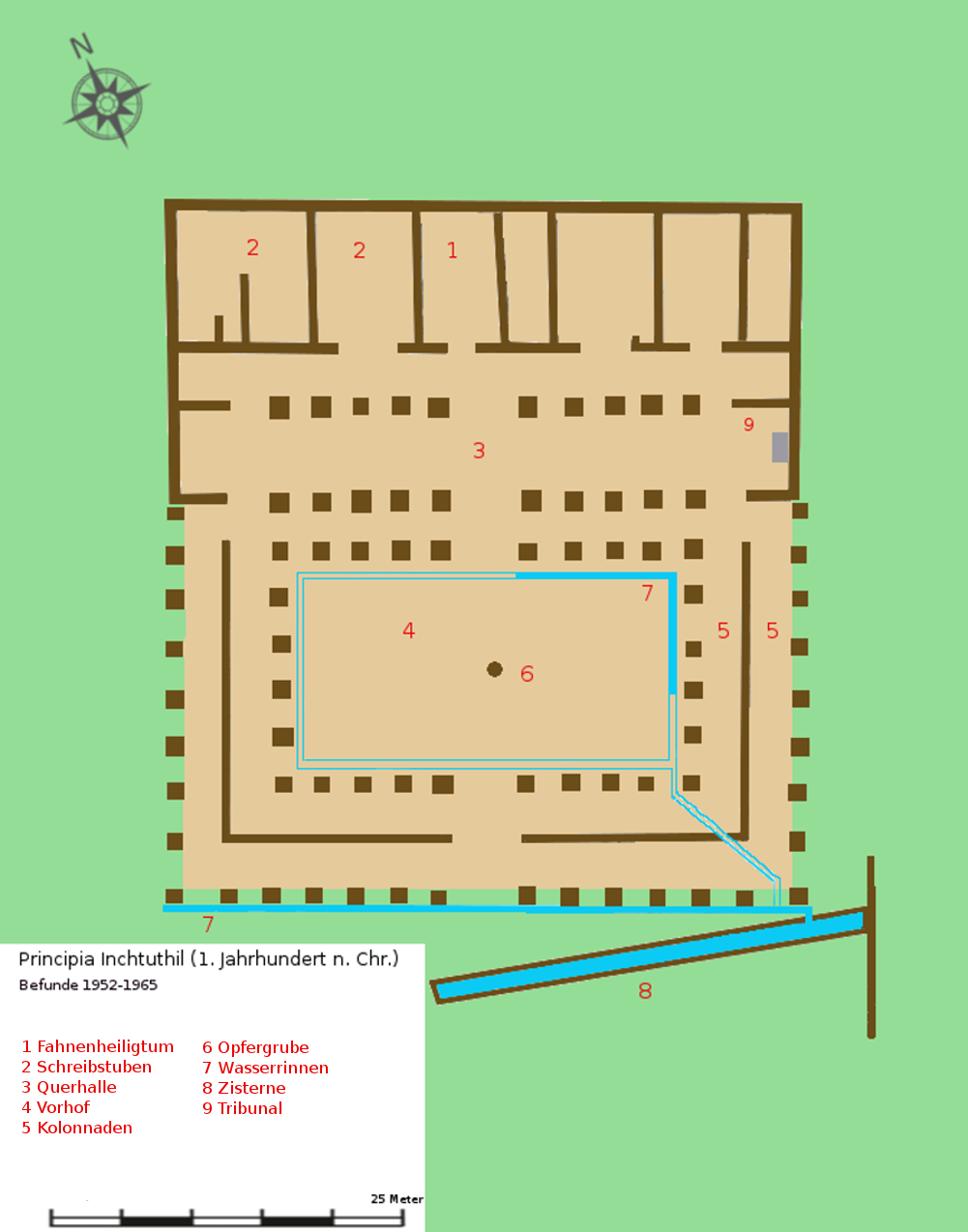
Kommandogebäude, Befundskizze 1952–1965

Im Zentrum der Festung befand sich, 12 m von der Kreuzung der Lagerhauptstraßen entfernt, die 45 m (Nord-Süd) × 42 m (Ost-West) große Principia, das Quartier der Lagerverwaltung. Es bedeckte eine Fläche von 1897 m² und ähnelte damit den Exemplaren der Kastelle in Longthorpe, Pen Llystyn, Gelligaer, Fendoch, Chester und Caernarfon. Die geringe Anzahl an geschlossenen Räumen bedeutet, dass ein großer Teil des Verwaltungspersonals an anderen Stellen untergebracht gewesen sein muss. Im Hinblick auf das dort vorherrschende kühle und feuchte Klima erscheint es unglaubhaft, dass diese in den offenen Kolonnaden rund um den Hof gearbeitet haben. Es ist daher viel wahrscheinlicher, dass sie in einigen der vielen Tabernae an den Lagerhauptstraßen oder in den drei Officia des provisorischen Offizierslagers außerhalb der Festung situiert waren. Das Gebäude wurde wahrscheinlich nur für kleinere Versammlungen benötigt, zum Beispiel zur Erteilung von Weisungen an die Stabsoffiziere und Zenturionen, oder für die Abhaltung von Militärtribunalen. Dort waren wohl auch die Feldzeichen und die Truppenkasse untergebracht.
An der Südseite betrat man durch einen 4,88 m breiten Eingang einen offenen Hof, an drei Seiten umgeben von zwei Kolonnaden. Die äußere Kolonnade war 3,05 m breit und verlief an beiden Seiten ca. 27,4 m bis zur Querhalle; eine durchgehende Zwischenwand trennte sie von der inneren. Die Setzgruben maßen 0,9 × 0,9 m und waren ungefähr 0,9 m tief. Die Pfosten variierten von 0,25 m bis 0,46 m. An der Nord- und der Ostseite verlief eine Wasserrinne. Der Hof und die innere Kolonnade waren mit einer Kiesschicht bedeckt, die über einem Belag aus gelegten Torfblöcken aufgeschüttet war. Der Boden wurde so etwas aufgewölbt, um eine schnelle Entwässerung zu gewährleisten. In der Mitte des Vorhofes wurde von den Ausgräbern eine Grube entdeckt, die vielleicht mit einem Bauopfer in Zusammenhang stand, eine Probe der Füllung enthielt winzige Knochenreste und Holzkohle. Andere Interpretationen der Grube sind jedoch ebenfalls möglich, das Holzkohlefeuer könnte auch während der Bauzeit für die Metallbearbeitung verwendet worden sein. Die zentrale Position spricht jedoch für ihre rituelle Bedeutung.
Dem Hof schloss sich eine Querhalle (Basilica) an, 42,7 m × 9,1 m groß, an. Sie nahm somit die gesamte Breite des Gebäudes ein, bestand aus einem 5,5 m breiten Hauptschiff und einem 3,05 m breiten Quergang, die sich auf insgesamt 20 Pfeiler stützten. Die Pfostengruben maßen 1,22 m² und waren mindestens 1,22 m tief. Die Pfosten der Kolonnaden und des Mittelschiffs der Basilica waren etwa 2,44 m voneinander gesetzt worden, dies scheint ein Standardmaß gewesen zu sein, denn die Verandapfosten der Kasernen waren ebenfalls 2,44 m voneinander entfernt. Größe und Grubentiefe lassen auf ein relativ hohes Gebäude schließen. An der Südseite der Halle war kein durchgehender Fundamentgraben einer Wand feststellbar, der sie gegen den Hof abschloss. Es ist jedoch äußerst unwahrscheinlich, dass die Südseite der Halle angesichts der strengen Witterungsbedingungen in Schottland einfach offen gelassen worden wäre. Sie war wohl mit Brettern geschlossen, die an die Stützpfeiler der Basilika genagelt waren. Beleuchtet wurde die Halle mutmaßlich über die Eingangstüren und Oberlichtern am Dach. Sie konnte durch die zentrale Haupttür und durch zwei kleinere Türen betreten werden, die mit der Außenkolonnade des Hofes verbunden waren. An beiden Enden befand sich jeweils ein nach vorne offener Raum. Der östliche diente wahrscheinlich als Tribunal, denn dort stieß man auf eine 0,305 m hohe Steinpackung, möglicherweise die Basis eines Podiums.
An die Querhalle schlossen sich die sechs 6,7 m² großen Schreibstuben (Officia) der Lagerverwaltung (Tabularium legionis, Tabularium principis) an. Das Tabularium principis bestand aus Soldaten der ersten Kohorte, die zweifellos bei ihren Kameraden untergebracht waren. Der Gebäudeflügel war symmetrisch angeordnet und hatte eine Größe von 42,7 m × 8,5 m. Eine dieser Kammern könnte auch als Waffendepot (Armamentaria) gedient haben. Das 8,5 m² große Fahnenheiligtum (Aedes principiorum oder Sacellum) befand sich im Zentrum, dort wurden die Legionsstandarten (Aquila, Signum, Vexillum, Kaiserbildnisse usw.) aufgestellt, das Dach des Sacellums dürfte genauso so hoch wie das der Basilika gewesen sein, um eine optimale Ausleuchtung der Feldzeichen zu erzielen.
Darunter war ein 4,57 m breiter, 1,22–1,52 m hoher, mit Holz verschalter Kellerraum (eher eine Grube) eingetieft, in dem wohl die Truppenkasse untergebracht war, diese Annahme wird auch durch den Fund von sechs Denaren und zwei Asen am Boden der Grube unterstützt. Der Eingang zum Keller lag westlich der Gebäudeachse. Der Raum befand sich jedoch im Erdgeschoss und nicht gänzlich unter der Erde, es waren auch Spuren eines doppelten Bodens vorhanden. Er könnte daher durch eine Tür von der Basilika aus betreten worden sein, eine Falltür oder Stufen waren nicht erforderlich. Das Fahnenheiligtum darüber erreichte man vermutlich über eine 3,66 m hohe Treppe.

##### Zisterne
Eine 0,46 m tiefe und 0,5 m breite Rinne verlief entlang der Vorderseite der Principia und mündete in eine langgestreckte, sehr schmale Zisterne (Cisterna), die schräg zur Südostecke angelegt war. Sie war ungefähr 1,4 m breit, 1,16 m tief und mindestens 30 m lang. Ihre Seiten waren ursprünglich ausgekleidet, möglicherweise mit Blei, viel wahrscheinlicher aber nur mit einfachen Brettern; vermutlich war sie auch nach oben hin abgedeckt. Sie diente wohl dazu, das vom Dach ablaufende Regenwasser zu sammeln. Ähnliche Wasserspeicher wurden – in Verbindung mit der Principia – auch in den Kastellen von Strageath und Fendoch gefunden. Die Zisterne in Inchtuthil hatte eine Kapazität von ca. 47,5 Kubikmeter Wasser. Obwohl sie damit bei weitem nicht den Bedarf einer ganzen Legion hätte decken können, war sie wohl ein wichtiger Teil der Wasserversorgung des Lagers.

#### Scamnum tribunorum
Die vier Tribunenhäuser (Domus tribuni) waren längsseitig entlang der Via principalis hinter den Straßenportiken aufgereiht und denen der vier Senior-Zenturionen in ihrer Bauausführung ziemlich ähnlich. Das Fehlen von drei weiteren Tribunenhäusern lässt annehmen, dass wohl noch nicht alle hohen Offiziere der Legion vor Ort waren. Die unbebauten Flächen südlich der Tribunenhäuser waren vielleicht für die Kasernen einer Reitereinheit reserviert, die oft einer Legion zur Unterstützung zugeteilt wurde. In Inchtuthil wäre eine Gesamtfläche von 5226 m² für eine solche Hilfstruppeneinheit zur Verfügung gestanden, 4181 m² in der östlichen und 1045 m² in der westlichen praetentura, was für eine Ala quingenaria (500 Mann) ausreichend gewesen wäre.
Im nördlichen Teil des Scamnum tribunorum war aber noch genügend Platz für weitere drei oder sogar vier Häuser vorhanden, zwei zwischen Haus II und der Via praetoria, eines zwischen Haus IV und der westlichen Intervallumstraße und möglicherweise noch eines zwischen den Häusern III und IV. Ab flavianischer Zeit amtierten neben dem Legaten sieben Tribunen in jeder Legion, so dass insgesamt die gleiche Anzahl an Unterkünften angenommen werden kann. Die Unterschiede in Größe und Raumaufteilung kann mit der Stellung desjenigen Tribunen in der Befehlshierarchie zusammenhängen, der dort residierte. Die größeren Häuser könnten vielleicht als Wohn- und Amtssitz des Tribuni laticlavus oder auch des Praefecti castrorum angesehen werden, der beiden höchsten Offiziere nach dem Legaten, während die kleineren Häuser die Tribuni augusticlavii beherbergten. Von Inschriften weiß man zudem, dass der Verwaltungsstab des Praefectus castrorum einen
- Cornicularius (Sekretär/Proviantmeister), einen
- Beneficiarii, einen
- Librarius (Buchhalter) und einen
- Immunis (Fachkraft), der des

Tribunus laticlavius einen
- Cornicularius und elf
- Beneficiarii

umfasste. Vom Stab eines Tribuni angusticlavii werden epigraphisch nur die Beneficiarii erwähnt. Die Kombination von Wohn- und Amtsraum innerhalb desselben Gebäudes war bei der römischen Militärarchitektur oft anzutreffen, vermutlich resultierend aus der Nutzung des Kommandantenzeltes als Verwaltungssitz in einem Marschlager. Man nimmt an, dass der Tribunus laticlavius das Haus rechts von der Principia (Haus III) besetzt hatte, es gibt jedoch noch keine archäologischen Beweise, die diese Hypothese bestätigen. Eine solche Anordnung würde bedeuten, dass der Praefectus castrorum während der Besetzung von Inchtuthil in einer provisorischen Unterkunft (Offizierslager?) oder an anderer Stelle in der Festung untergebracht war, vielleicht im Haus II.

##### Haus I

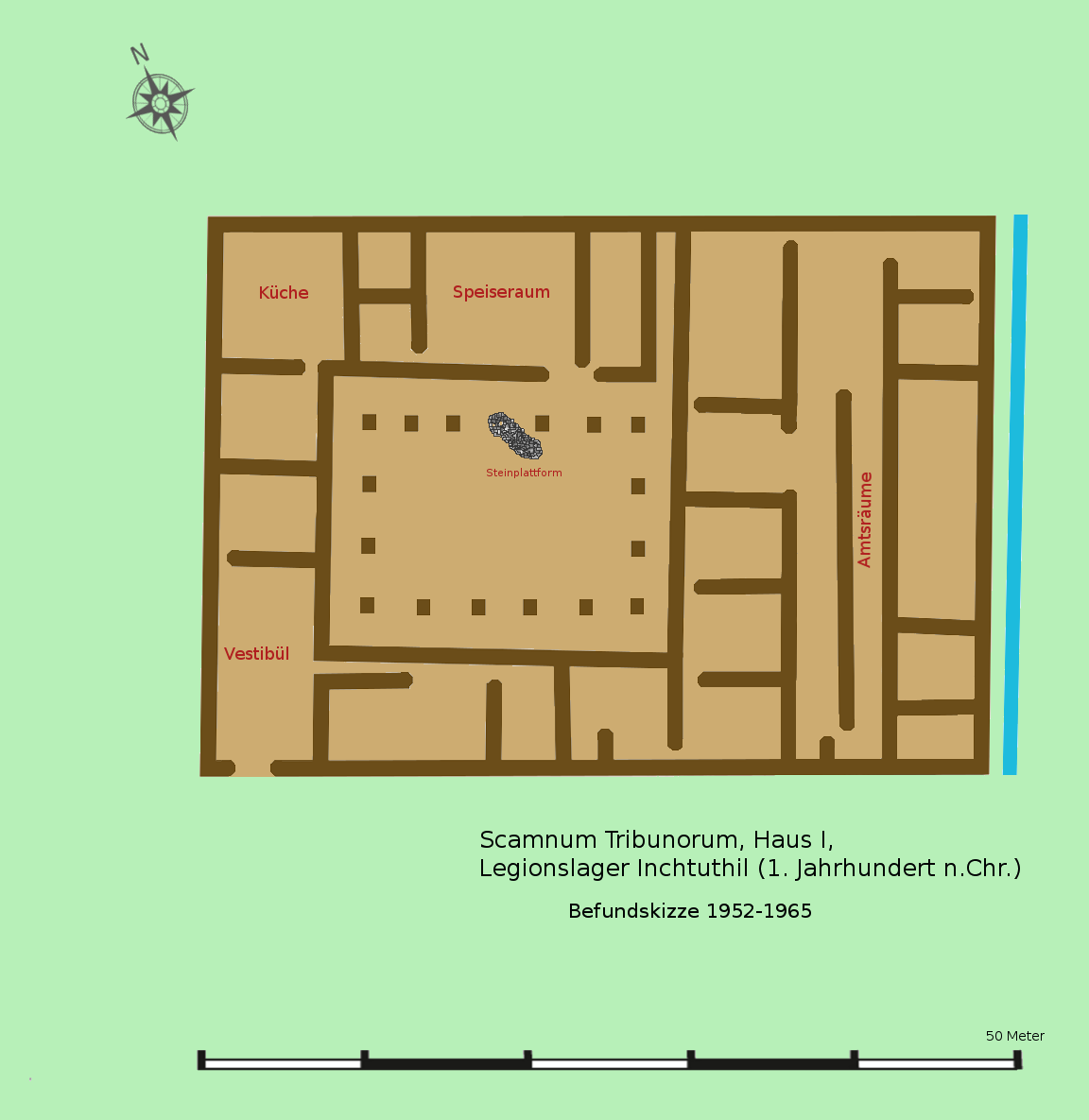
Haus I, Befundskizze 1952–1965

Dieses Wohn- und Amtsgebäude befand sich in der linken Praetentura direkt neben der Wallstraße und bedeckte eine Fläche von 42,06 m (Ost-West) × 28,95 m (Nord-Süd). Die 16 Wohnräume waren um einen zentralen Innenhof angeordnet. Die Hauptstützpfosten an der nordwestlichen Ecke des Gebäudes wurden gründlicher untersucht. Es wurde dabei festgestellt, dass sie 0,6 m bis 0,9 m voneinander entfernt standen und ungefähr 0,20 m × 0,15 m groß waren.
Fünf Amts- oder Schreibstuben (Officia) befanden sich am östlichen Ende des Gebäudes und öffneten sich zu einem von Nord nach Süd verlaufenden Korridor. Sie waren mit denen von Haus IV nahezu identisch. In beiden Häusern wurde im Korridor zudem ein zentraler Fundamentgraben entdeckt. Zumindest in Haus I verlief dieser Graben aber nicht über die gesamte Länge des Korridors. Vermutlich sollte dort wohl eine Art Trennwand die Privaträume des Tribunen abschirmen. Mehr als ein Drittel der überdachten Fläche war von den Amtsräumen belegt. Der 2,44 m breite Haupteingang des Gebäudes befand sich am westlichen Ende des Südflügels. Von dort aus betrat man zunächst eine 10,7 m × 5,5 m große Eingangshalle, danach einen Korridor, von dem man in die übrigen Räume des Ostflügels gelangte. Auch die Haupteingänge zu den übrigen vier Tribunenhäusern befanden sich an einer Nebenstraße, die parallel zur Via principalis südlich des Scamnum Tribunorum verlief. Der Westflügel von Haus I war auf drei Seiten um den Innenhof angeordnet. Der Hof bedeckte eine Fläche von 18,9 m (Ost-West) × 14,63 m (Nord-Süd). Der Portikus mit Abmessungen von 2,4 m × 2,7 m verlief um alle vier Seiten des Hofes. Eine kreisförmige Grube, von den Ausgräbern als Brunnenschacht interpretiert, wurde in der Nähe der südöstlichen Ecke des Hofes entdeckt. Sie grenzte jedoch unmittelbar an eines der Pfostenlöcher des Portikus. Heute ist man der Ansicht, dass sie erst während der Abbruchphase entstand. Im Norden des Hofes stieß man auf eine Steinplattform, etwa 3 m lang, ihre Funktion ist unklar. Sie könnte möglicherweise als Basis für einen Altar gedient haben oder war ursprünglich Teil eines ursprünglich viel größeren gepflasterten Hofbereichs. Es gab nicht genügend archäologische Beweise, um die Funktion jedes Raumes zu bestimmen. Nur der nordwestliche Eckraum konnte aufgrund der großen Menge von dort entdeckten Keramikscherben als Küche oder Speisezimmer (Triclinium) identifiziert werden.

##### Haus II

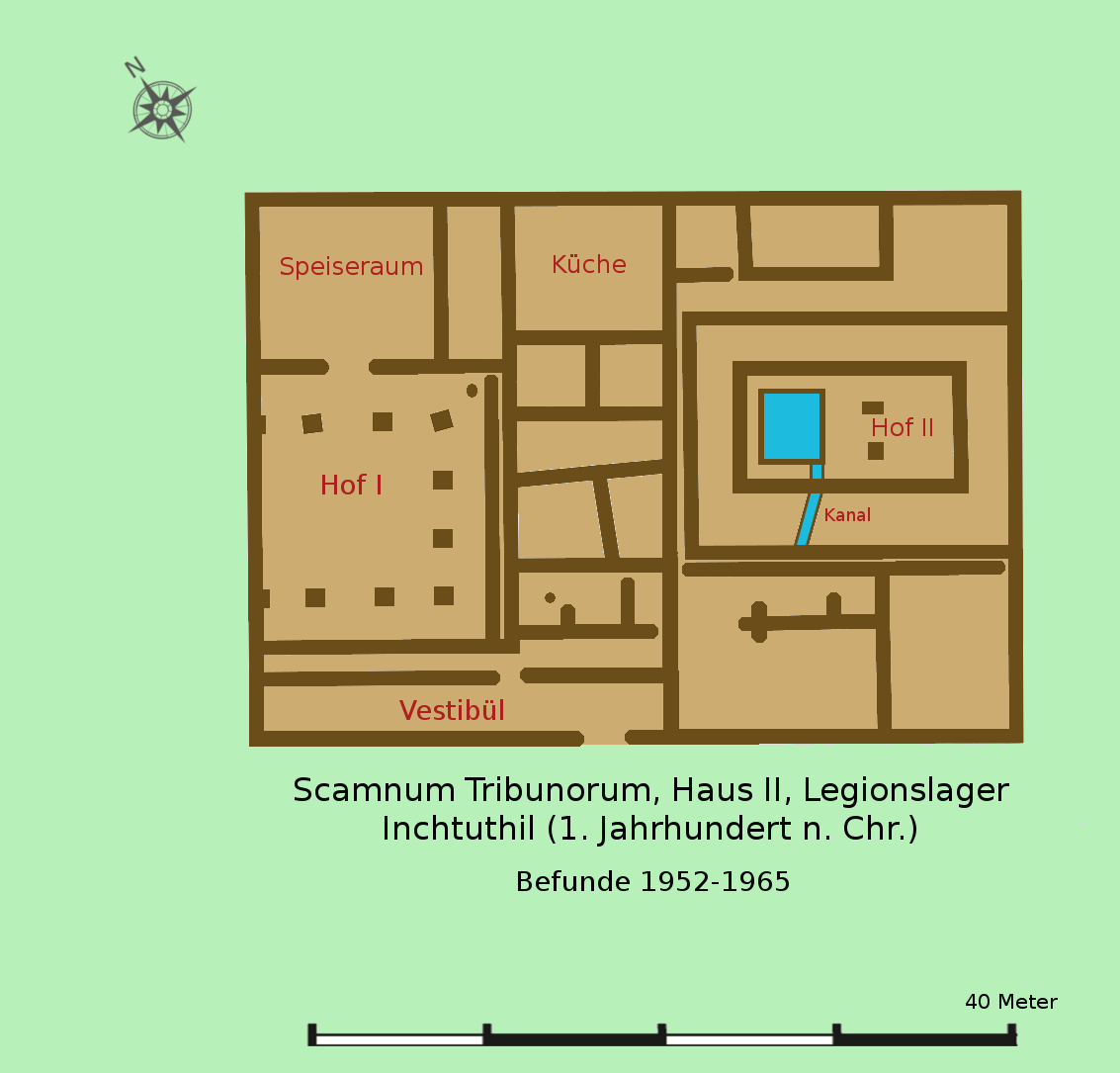
Haus II, Befundskizze 1952–1965

Es lag unmittelbar westlich von Haus I, im linken Teil des Scamnum Tribunorum. Haus II nahm ebenfalls eine Fläche von 42,06 m × 28,95 m ein, aber die interne Raumordnung war etwas anders gestaltet. Vieles deutet darauf hin, dass es abschnittsweise und nicht in einem Zug errichtet wurde.
Das Gebäude war wieder in zwei separate Abschnitte, West- und Ostflügel, unterteilt, aber jeder war um einen eigenen Innenhof gruppiert. Der Hof im westlichen Teil maß 12,20 m (Ost-West) × 14,63 m (Nord-Süd). Er war an seiner Nord-, Ost- und Südseite von einem Portikus umgeben, im Westen aber nur durch eine einfache Mauer von der Straße getrennt. Die Räume waren um drei Seiten des Hofes angeordnet. Wie in Haus I scheint sich der 2,44 m breite Haupteingang im Süden befunden zu haben. Vom Eingang gelangte man zu einer langgestreckten Halle (Vestibulum), die sich von Ost nach West über die gesamte Länge dieses Teils des südlichen Bereichs erstreckte. Ein schmaler Korridor verlief entlang der Südseite des Hofes. Der Raum zwischen der Rückwand des Ostportikus und der Vorderwand des Ostflügels war zu eng (ca. 0,46 m), um ein Korridor gewesen zu sein. Der große Raum in der nordwestlichen Ecke mit einer breiten, zentral platzierten Tür, war – wahrscheinlich – das Speisezimmer. Ian Richmond schlug vor, dass sich die Küche an der nordöstlichen Ecke des Westflügels befand, aber für diese Theorie gab es keine archäologischen Beweise.
Der Ostflügel war in eine Reihe kleinerer Räume unterteilt, die wiederum um eine Art „Innenhof“ angeordnet waren. Dieser maß 11,58 m (Ost-West) × 6,10 m (Nord-Süd) und war an allen vier Seiten offensichtlich von einer Mauer umschlossen. Einige Pfostenlöcher konnten an der nordwestlichen Ecke beobachtet werden. Sie waren ungefähr 0,61 m voneinander entfernt, viel zu knapp für die Stützpfosten eines Portikus. Ein Korridor mit einer Breite von 2,74 m verlief um alle vier Seiten des Hofes. Am westlichen Ende des Hofes befand sich ein Wasserbecken mit einer Größe von ca. 3,05 × 3,66 m. Es scheint komplett mit Holz ausgekleidet gewesen zu sein. Die Löcher für die Pfosten, an denen die Beplankung befestigt war, konnten an der Süd- und Westseite nachgewiesen werden. Ein Kanal führte an der südöstlichen Ecke aus dem Becken heraus, der wahrscheinlich Regenwasser aus der Regenrinne zwischen der Südwand des Korridors und der Nordwand zum restlichen Gebäude im Süden führte. Diese Lücke war wie im Westflügel des Hauses zu eng für einen Korridor. Wahrscheinlich lag hier eine ähnliche Bauweise vor wie beim Hospital, das heißt, alle Gebäudeteile waren einzeln und nicht als Ganzes überdacht. Es ist auch nicht sicher, ob das Wasserbecken nach oben hin offen oder abgedeckt war und nur aus dem Kanal gespeist wurde. In der östlichen Hälfte des Hofes wurden zwei Pfostenlöcher in zentraler Position in einem Abstand von etwa 1,5 m entdeckt. Ihre Funktion ist ungewiss. Sie können darauf hinweisen, dass dieser Bereich überdacht war oder vielleicht auch als Teil eines Gartenbauelements gedient hat. Sowohl nördlich als auch südlich des Hofes und des Korridors lagen miteinander verbundene Räume in unterschiedlicher Größe. Wie in den anderen drei Häusern könnten sie wieder Amtsräume gewesen sein, während der westliche Teil als Wohnbereich diente.
Der Grundriss des Ostflügels ist jedoch sehr unterschiedlich zum Amtsbereich in den anderen drei Häusern. Besonders die Funktion des großen Zentralraums ist rätselhaft. Wenn er überdacht war, hat er entweder einen religiösen Zweck erfüllt oder wurde als Versammlungsraum genutzt, ähnlich wie das Tribunal in den Principia. In diesem Fall muss das Wasserbecken aber abgedeckt gewesen sein. Wenn dies so wäre, hätte das Haus vermutlich demjenigen Tribunen zur Verfügung gestanden, der dafür verantwortlich war, den Zenturionen ihre täglichen Befehle zu erteilen; eine überdachte Halle bildete dafür einen geeigneten Versammlungspunkt, der in den anderen Häusern so nicht verfügbar war. Es wird jedoch angenommen, dass Haus II das Quartier des Praefectus castrorum war. Obwohl seine Größe keinen höheren Rang als die Häuser I und IV impliziert, hat der Verantwortungsbereich dieses Offiziers – möglicherweise – zu dieser ungewöhnlichen Anordnung geführt. Alleine sein Stab hätte sicher für seine Arbeit einen größeren, geschützten Bereich benötigt. Der Zentralraum hätte daher durchaus als Werkraum für die Vermesser, Architekten usw. dienen können, wenn er denn auch überdacht gewesen wäre. Es kann aber auch bedeuten, dass dort ursprünglich (oder später) ein Werkplatz eingerichtet war. In Kohortenkastellen hat man solche Wasserreservoire immer in Werkstätten gefunden, aber nicht in den Offiziershäusern. In diesem Bereich der Legionsfestung fand sich auch ein As aus der Zeit des Domitian. Diese Münze wurde nach ihrer Bergung auf das Jahr 87 datiert, aber später bei der Reinigung stark beschädigt, sodass das Datum nicht mehr überprüfbar ist.

##### Haus III

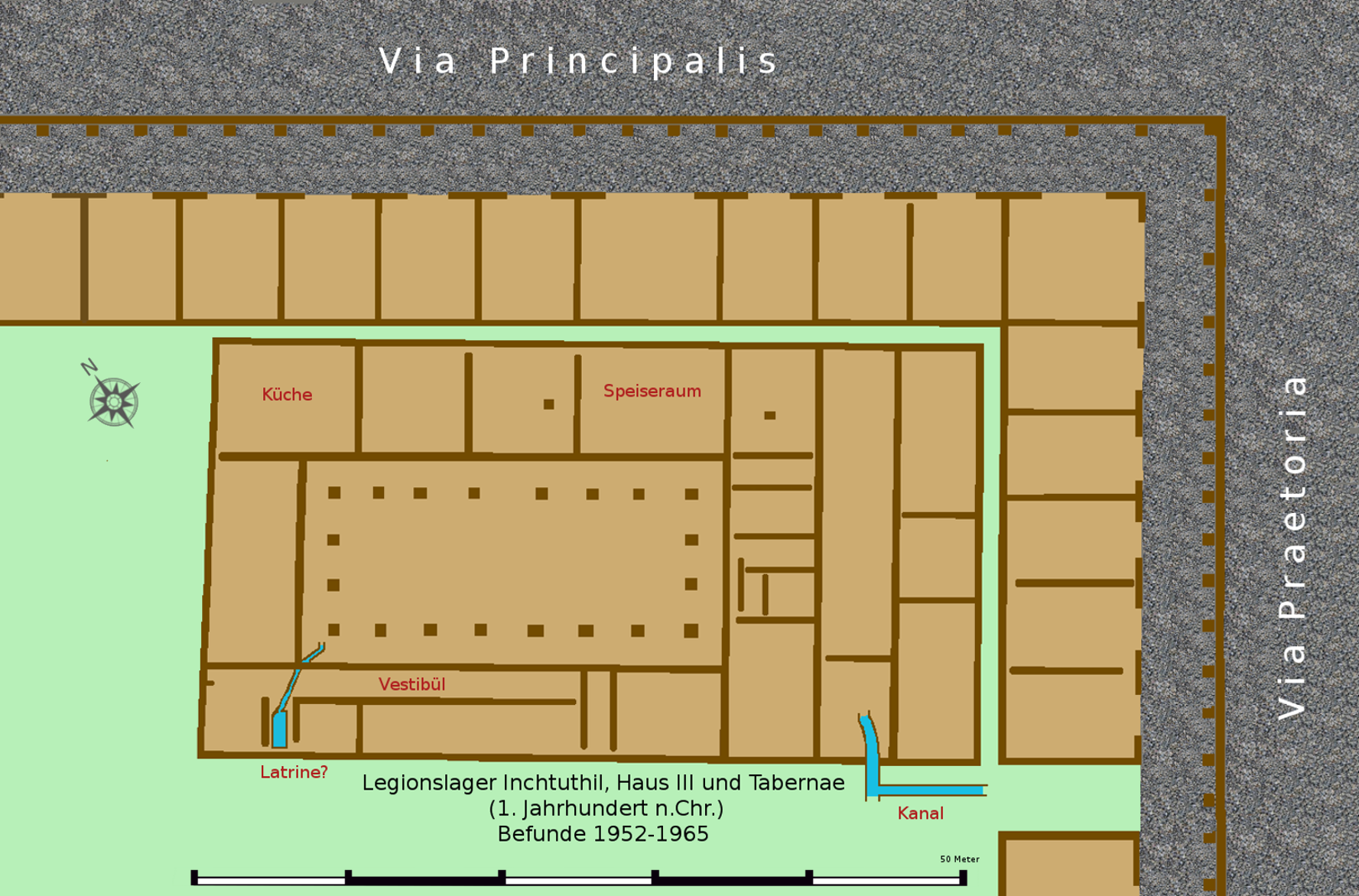
Haus III, Befundskizze 1952–1965

Dieses Offiziersquartier stand im rechten Teil der Praetentura, an der Kreuzung der Via principalis mit der Via prätoria; es wurde – wie alle anderen Offiziershäuser – durch Tabernae von den beiden Straßen abgeschirmt. Obwohl es den gleichen Grundplan wie die Häuser I und IV hat, sind seine Dimensionen doch erheblich größer, was darauf hindeutet, dass es den Stabschef des Lagers beherbergte. Real nahm es eine Fläche von 50,30 m (Ost-West) × 28,95 m (Nord-Süd) ein. Der zusätzliche Platz ermöglichte eine Vergrößerung des Wohnbereichs. Der Amtstrakt am östlichen Ende unterschied sich hingegen kaum von dem in den Häusern I und IV. Er bestand ebenfalls aus einer Reihe von Schreibstuben, die sich zu einem Nord-Süd-Korridor öffneten. Wie in den anderen Häusern waren die Wohnräume um einen zentralen Innenhof mit umlaufendem Portikus angeordnet, er maß 25,9 m (Ost-West) × 13,7 m (Nord-Süd). Der Haupteingang lag wahrscheinlich an einer Nebenstraße im Süden.
Die Funktionen der einzelnen Räume sind auch im Haus III größtenteils ungewiss, Ian Richmond schlug vor, dass die Räume am West- und Ostende des Nordflügels als Küche und Esszimmer dienten. Er lokalisierte in weiterer Folge auch das Vestibül wieder an der südwestlichen Ecke des Gebäudes; wie in Haus I war dieses mit einem Korridor verbunden, der entlang des Südflügels verlief. Ein zweiter Eingang scheint sich am östlichen Ende des Südflügels befunden zu haben, wo ein Durchgang vom Innenhof zur Außenmauer verlief. In einer kleinen Kammer (3,05 m × 1,52 m) neben dem Vestibül wurde eine Latrine vermutet. Die Grube wurde vollständig freigelegt; sie war ungefähr 2,13 m lang, 0,91 m breit und 1,22 m tief. Sie enthielt nur einige Keramikscherben. Von der südwestlichen Ecke des Hofes lief eine Entwässerungsrinne heran, die vermutlich Regenwasser vom Hofdach heranführte. Dies hätte aber keinen konstanten Durchfluss ermöglicht, der für eine Latrine – besonders im Innenbereich eines Wohnhauses der gehobenen Kategorie – dringend geboten war. Wenn es sich dabei tatsächlich um eine Latrine handelte, dann wohl nur um eine Art Sickergrube die auch als Abfluss für das Regenwasser aus dem Innenhof dienen sollte. Für die Ableitung des Abwassers wurde noch ein anderer Abflusskanal verwendet, der aus dem Amtstrakt in den Straßenkanal mündete, sein Ursprung wurde nicht ermittelt.

##### Haus IV

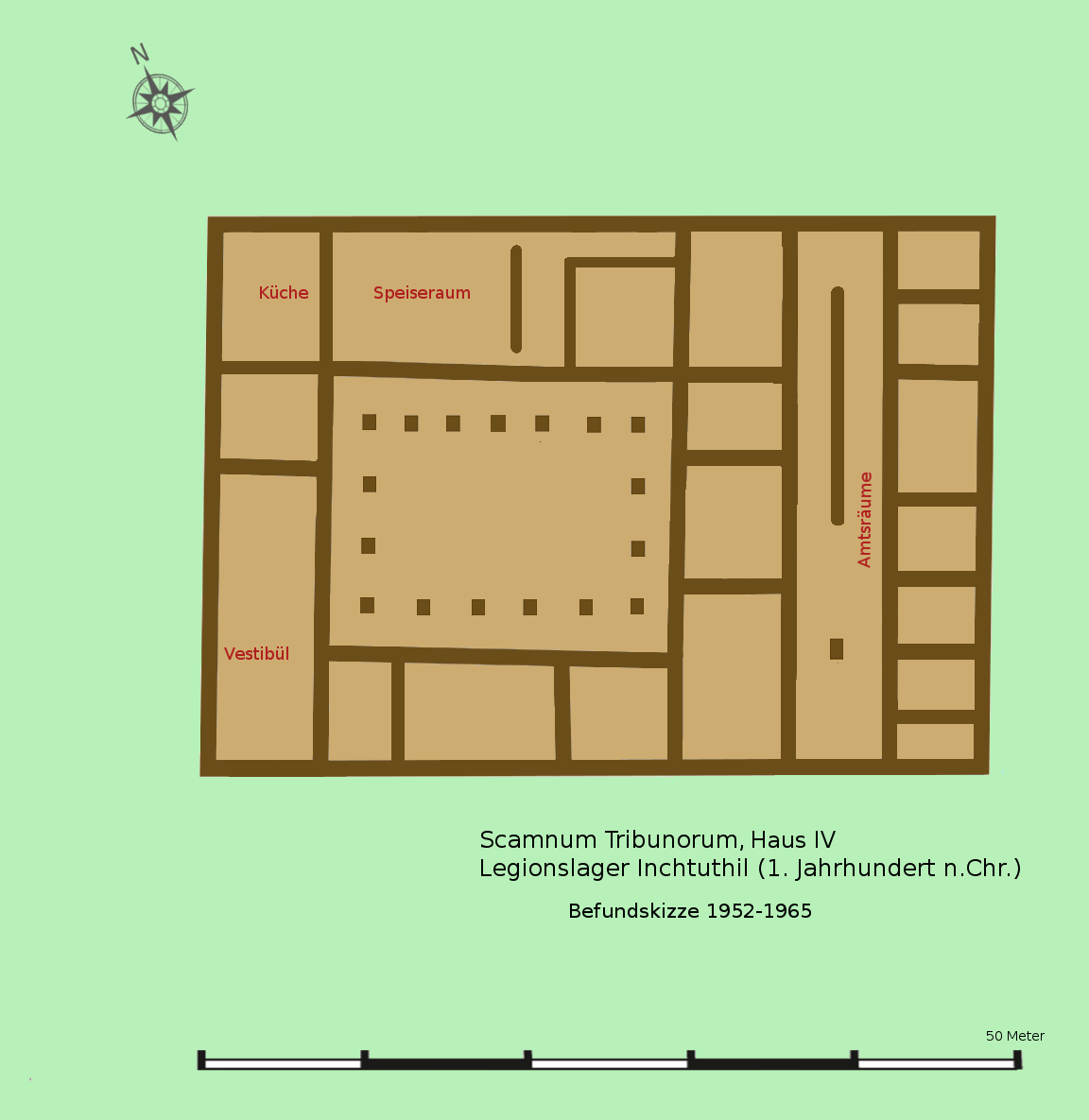
Haus IV, Befundskizze 1952–1965

Das Gebäude lag in der rechten Praetentura, die durch einen Platz, der vermutlich für ein weiteres Tribunenhaus reserviert war, von der westlichen Intervallumstraße getrennt war. Es nahm eine Fläche von 42,06 m × 28,95 m ein und hatte damit genau die gleichen Abmessungen wie die von Haus I. Die Raumordnung war ebenfalls fast identisch, einschließlich der Unterteilung in einen westlichen Wohn- und einen östlichen Arbeitstrakt. Die Schreibstuben öffneten sich zu einem Nord-Süd-Korridor und die Wohnräume waren um einen zentralen Innenhof mit umlaufendem Portikus angeordnet. Die einzigen Unterschiede bestanden in der Größe und Aufteilung der Privaträume. Vermutlich war es den Offizieren gestattet, ihre individuellen Vorstellungen bei der Planung des – ansonsten standardisierten Gebäudes einfließen zu lassen. Dort wurden auch Hinweise auf die geplante Installation einer tönernen Rohrleitung zur Frischwasserversorgung gefunden. Die Rohrfragmente wurden jedoch nur als Streufunde in den Abbruchresten geborgen. Wahrscheinlich waren sie noch nicht verlegt worden, als Inchtuthil aufgegeben wurde. Das Gebäude dürfte dennoch einige Zeit in Gebrauch gewesen zu sein.

#### Gebäudegruppe West, Scamnum Tribunorum (Südteil)

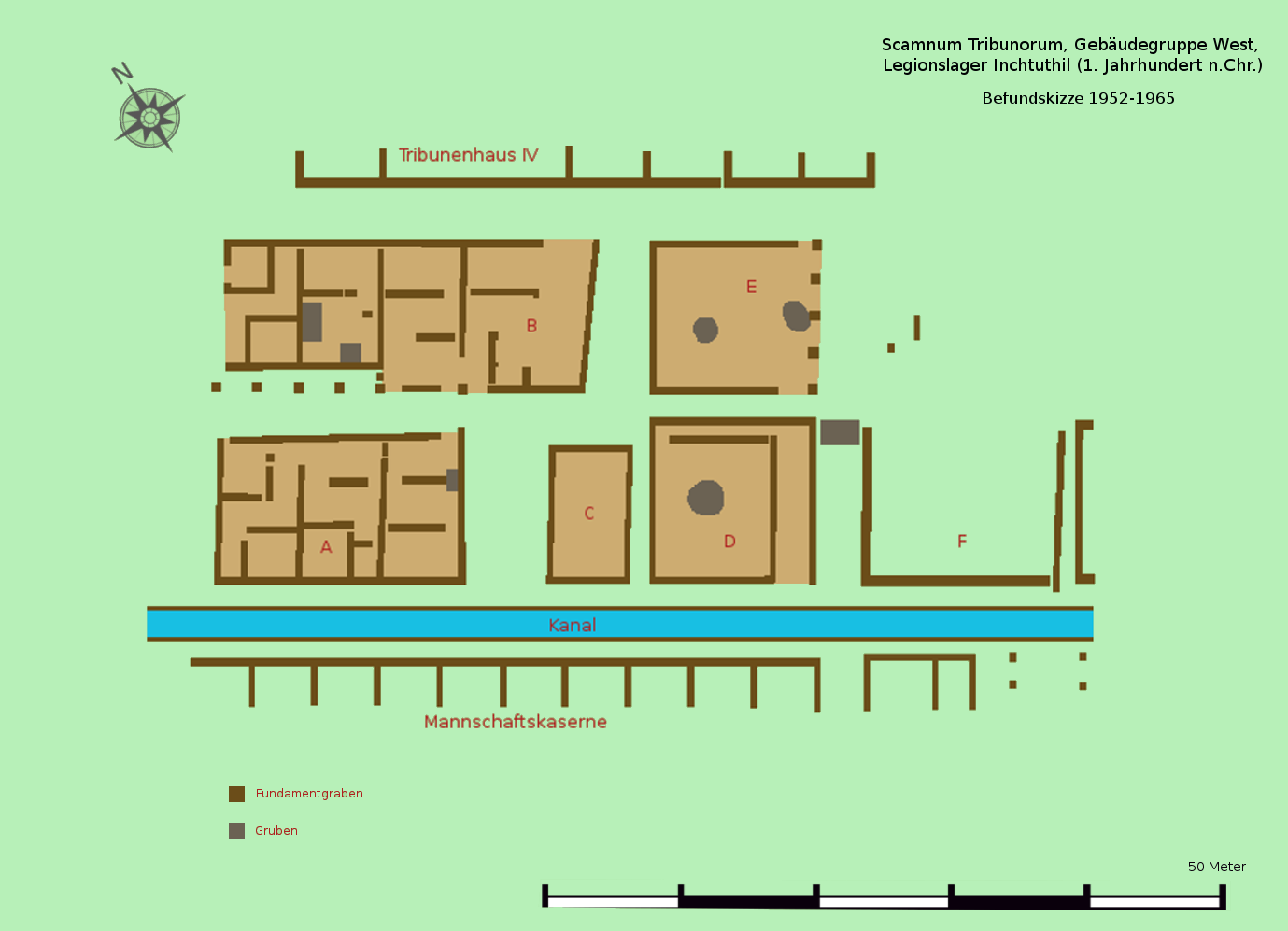
Gebäudegruppe West, Befundskizze 1952–1965

Im Areal unmittelbar südlich des Tribunenhaus IV stieß man auf sechs Gebäude unterschiedlicher Größe und Grundriss. Richmond beschrieb diese als zwei wohnhausähnliche Strukturen (A und B) und vier kleinen Gebäuden (C, D, E und F). Bei ihnen dürfte es sich um Metallwerkstätten oder Schuppen gehandelt haben. Innerhalb dieser Gebäude wurden einige Gruben beobachtet, diese enthielten aber nur Abbruchmaterial, wie z. B. verbogene Nägel, aber auch Eisenluppen. Diese „Werkstätten und Schuppen“ entsprechen vermutlich dem von Petrikovits in anderen Festungen, (Novaesium), identifizierten Wirtschaftsbau vom Basartyp. Die in Inchtuthil sind ihnen, in einzelnen Abschnitten, sehr ähnlich. Haus A und B hatten möglicherweise auch einen ähnlichen Zweck erfüllt. Beide waren in miteinander verbundene Räume unterteilt; Haus A hatte einen rechteckigen Grundriss von 18,3 m (Ost-West) × 10,67 m (Nord-Süd); Haus B scheint etwas größer gewesen zu sein, es war fast 27,4 m lang, aber die genaue Maueranordnung an seinem südlichen Ende ist unklar. Ein Teil der Südseite von Haus B wurde von einem Portikus gesäumt. Es wäre auch möglich, dass A und B eins waren, denn es gab geringe Spuren möglicher Fundamentgräben, die die beiden Gebäude verbunden haben könnten; in diesem Fall gehörte der Portikus dann zu einem schmalen Hof. Eines dieser beiden (oder vielleicht auch zusammengehörenden Gebäude) bewohnte möglicherweise der Feldarzt der Legion, da er nicht angemessen im Hospital selbst untergebracht werden konnte und im Lager sonst keine anderen geeigneten Häuser verfügbar waren.

#### Gebäudegruppe Ost, Scamnum Tribunorum (Südteil)

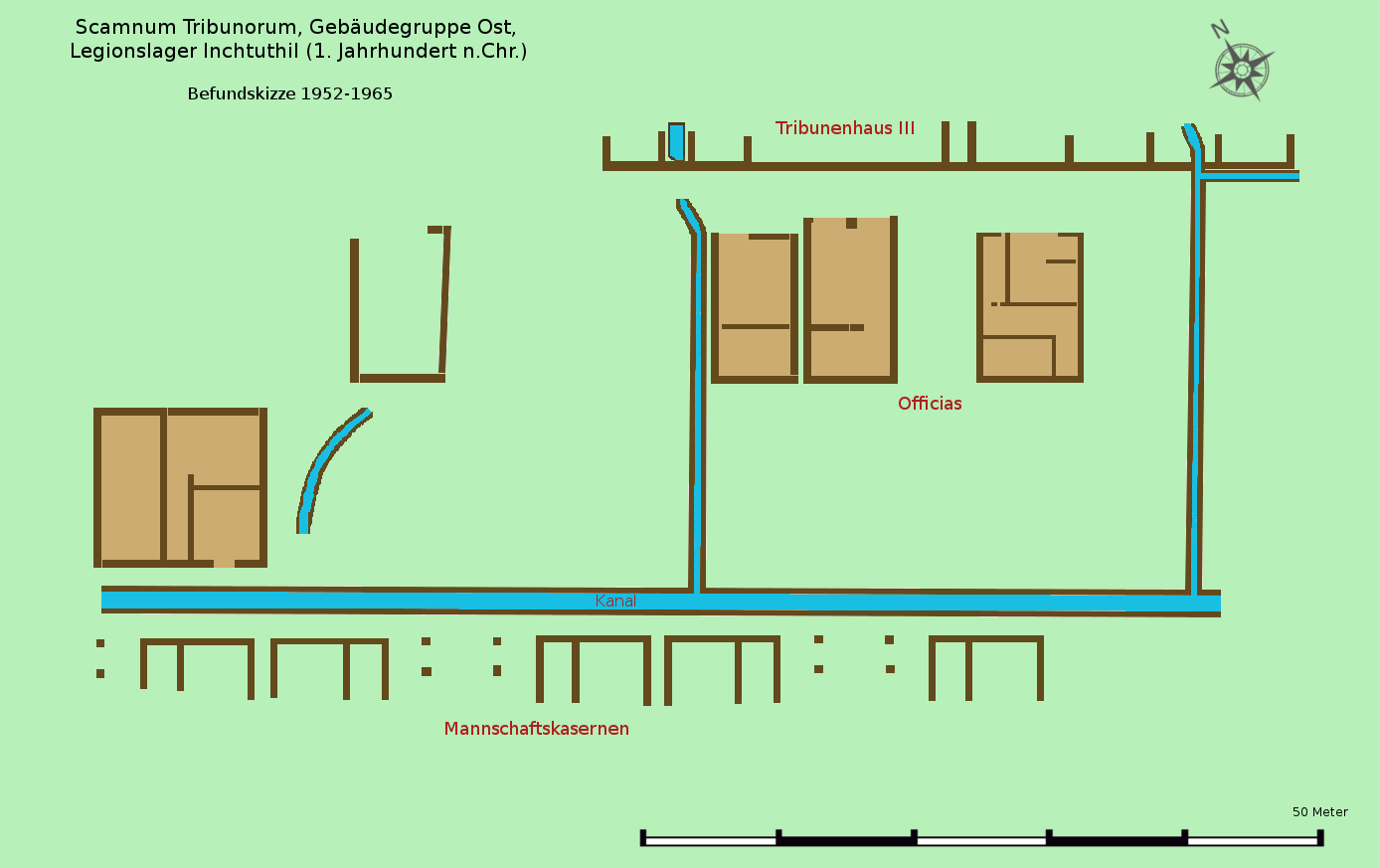
Gebäudegruppe Ost, Befundskizze 1952–1965

Diese fünf Gebäude dienten mit ziemlicher Sicherheit als Werkstätten und zusätzliche Amtsstuben für den Mitarbeiterstab eines der Tribunen. Drei eng beieinanderstehende Gebäude waren dem Haupteingang des Tribunenhaus III zugewandt und den westlich der Fabrica gelegenen Bauten sehr ähnlich. Der vergleichsweise hohe Anteil an Wirtschaftsbauten im Lager Inchtuthil im Vergleich zu anderen ausgegrabenen Festungen stützt die Hypothese, dass die zwei westlichen Gebäude mit Werkstätten belegt waren.

#### Hospital

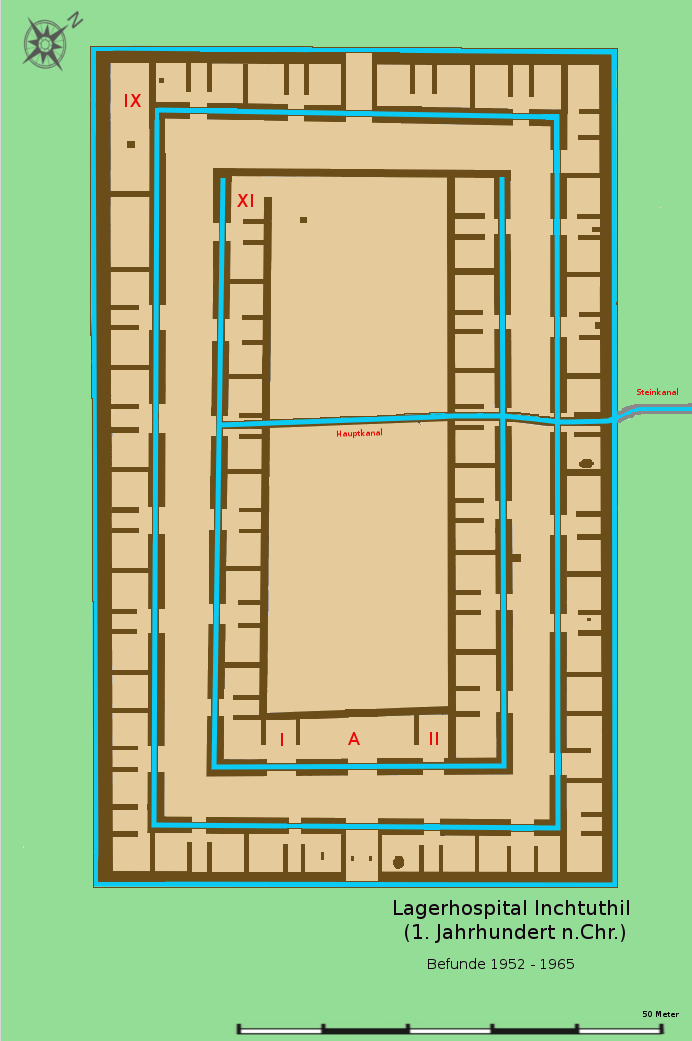
Hospital, Befundskizze 1952–1965

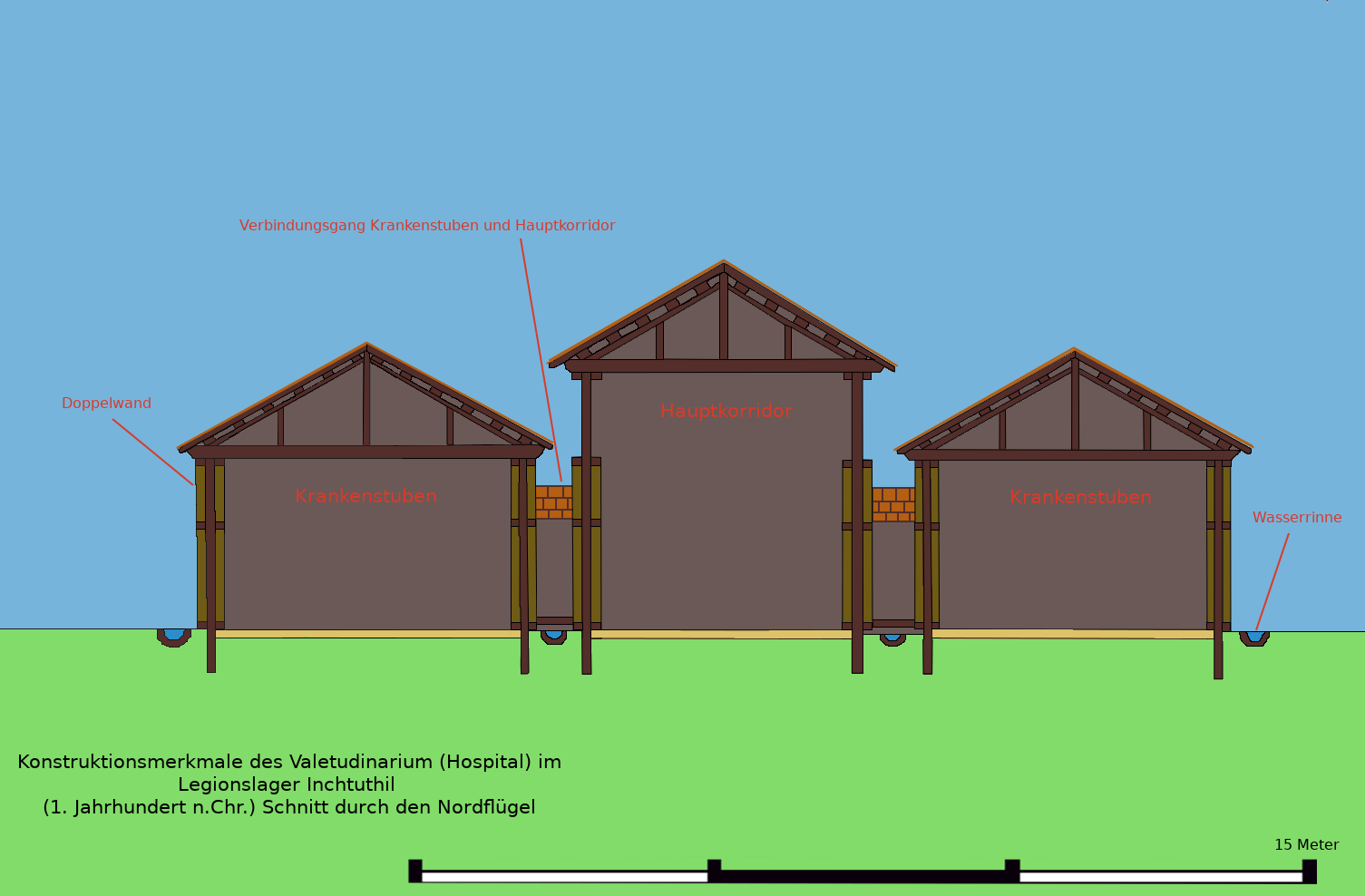
Konstruktionsmerkmale des Nordflügels

Das Lagerhospital (Valetudinarium) war als rechteckiger, 91,44 (Ost-West) × 58,52 m (Nord-Süd) großer Baukomplex (5.351 m²) um einen 21,33 × 59,74 m großen (1.274 m²), peristylen Innenhof konzipiert. Es war somit größer als das in den Legionslagern von Neuss und Vindonissa und nahm einen ungewöhnlich hohen Prozentsatz der Lagerfläche ein. Der große Platzbedarf lässt darauf schließen, dass der Innenhof noch einem anderen Zweck diente als dem eines Erholungsortes für Rekonvaleszente. Man nimmt an, dass er auch zum Anbau von Heilkräutern oder Gemüse verwendet wurde, um die Essensrationen der Patienten zu ergänzen. Nordwest- und Südostseite dienten als Eingangsbereich und enthielten Lagerräume, wahrscheinlich auch eine Küche und wohl auch die Arbeitsräume der Spitalsverwaltung.
Der Innenhof war an drei Seiten von den Krankenstuben umgeben, um diesen inneren Kammerring verlief der Hauptkorridor und außerhalb davon der zweite, äußere Kammerring, in dem der Rest der Krankenstuben und Funktionsräume untergebracht waren. Vom 4,88 m breiten Hauptkorridor hatte man rasch Zugang zu allen Einrichtungen des Lagerspitals. Er war von den Krankenstuben durch eine Doppelwand getrennt, die ungefähr 0,6 m bis 0,76 m davon entfernt war. Zwischen diesen beiden Wänden verlief an der östlichen Ecke des inneren Kammerrings und an der Nordseite des nördlichen Korridorabschnittes eine 0,13 m breite Regenrinne. Ihr Vorhandensein bedeutet, dass der Raum zwischen den beiden Wänden nach oben offen gewesen sein muss. Richmond mutmaßte daher, dass die beiden Kammerringe und der Hauptkorridor jeweils mit Satteldächern abgedeckt waren, wobei das des Hauptkorridors die der Kammerringe überragte.
Insgesamt verfügte das Gebäude über 60 Räume. Die Krankenstuben waren jeweils 4,0 m × 4,3 m groß und alle paarweise auf beiden Seiten eines kleinen Durchgangs angeordnet, der sie mit dem Hauptkorridor verband. Über Oberlichter, die zudem die Durchlüftung des Gebäudes verbesserten, fiel wohl auch Tageslicht in den Hauptkorridor ein. Die dem Korridor zugewandten Wände waren, wie schon erwähnt, doppelt ausgeführt. Da die Krankenstube nur von den Durchgängen aus zugänglich waren, sorgte dies auch für mehr Privatsphäre und Ruhe und ermöglichte bei ansteckenden Krankheiten die Isolierung einzelner Patienten. Wahrscheinlich dienten sie auch dazu, den Hauptkorridor freizuhalten. Sie könnten weiters dazu verwendet worden sein, die notwendigen Medikamente und Behandlungsutensilien direkt bei den Patienten zu lagern und eventuelle Begleiter dort unterzubringen. Jede Krankenstube konnte – geschätzt – bis zu vier Patienten aufnehmen. Die Gesamtkapazität des Hospitals muss daher rund 300 Mann betragen haben, was 5 Prozent der Gesamtstärke einer 6000 Mann starken Legion entspricht. Bei Bedarf könnten zusätzliche Patienten wohl von den Sanitätern (Capsarii, Status Immunes) auch auf provisorische Liegen gebettet worden sein, beispielsweise im Hauptkorridor oder in Nebenräumen. Die Mehrheit der Fachkräfte wird sich jedoch die Kasernen mit ihren Kameraden geteilt haben; wenn nicht, hätte man sicherlich weniger Contubernia pro Block gefunden.
Das Hospital in Inchtuthil hatte keine Vorhalle oder keinen Aufnahmebereich wie die in Vetera und Vindonissa. Beide Eingänge waren nur durch einen kleinen Vorraum vom Hauptkorridor getrennt. Am westlichen Ende des inneren Gebäuderings befand sich stattdessen ein 13 m × 5 m großer Raum (A) mit zwei Nebenkammern (I und II). Vergleiche mit ähnlichen Ausgrabungsstätten deuten darauf hin, dass dort die Patienten bei ihrer Einlieferung vom Feldarzt (Medici Ordinarii) untersucht und die Behandlungen durchgeführt wurden. Denn dort stieß man auch auf die Reste von Herdstellen, in denen wahrscheinlich Wasser erwärmt wurde um die Chirurgeninstrumente zu sterilisieren oder einen Kräutersud zuzubereiten. Die Eckräume waren etwas größer als die Krankenstuben und könnten als Funktionsräume (z. B. Bad, Chirurgie, Apotheke, Leichenraum) oder auch als Krankenstuben für Offiziere genutzt worden sein, die mit ziemlicher Sicherheit von den gewöhnlichen Soldaten getrennt wurden. Ob das Pflegepersonal, d. h. die Schola der dem Sanitätsdienst zugeteilten Soldaten, ebenfalls im Hospital untergebracht war, ist wenig wahrscheinlich. Als Wohn- oder Aufenthaltsraum käme eigentlich nur Raum IX an der Westecke des äußeren Kammerrings in Frage. Seine relativ geringe Größe bedeutet jedoch, dass dies wohl nicht der Fall war. Darüber hinaus sind solche auch in anderen römischen Lagerhospitälern unbekannt. Beweise für die Existenz eines Oberarztes liefern u. a. zwei griechische Inschriften aus dem Legionslager von Chester. Dieser könnte zwar auch nur der Leibarzt des dortigen Legaten gewesen sein, trotzdem ist die Existenz eines höherrangigen Stabsarztes über den Feldarzt und seinen Sanitätern eine plausible Annahme. Davies schlug vor, dass dieser Arzt, oft ein Grieche, einen Ritterrang (Eques) gehabt haben könnte.
Das Hospital verfügte über eine Kanalisation und wohl auch über eine Frischwasserversorgung. Latrinen konnten hingegen – wie im übrigen Lager auch – keine beobachtet werden, vermutlich waren sie noch nicht fertiggestellt worden. Der Kanal im Innenhof des Hospitals könnte aber dazu vorgesehen gewesen sein, auch die Latrinen zu spülen. Das Wasser aus den Regenrinnen floss in einen Holzkanal (0,2 m tief und 0,46 m breit), der den Hof von Nord nach Süd querte und dann in den mit Steinen ausgekleideten Hauptkanal (Durchmesser 0,71 m, Tiefe 1,07 m), mittig der Nordostseite des Hospitals, mündete. Daher müssen sie am Kanal oder in der Nähe geplant gewesen sein. Er verließ zwischen den Kammern 50 und 51 das Gebäude in Richtung Nordosten und traf an einer mit Steinen errichteten Kreuzung auf den – mit Holz ausgekleideten – Kanal entlang der Intervallum-Straße. Er führte am Nordostwall aus der Festung heraus. Ein möglicher Standort für eine Latrine wäre Raum XI an der Westecke des inneren Kammerrings gewesen. Wahrscheinlich wurden den Patienten aber Nachttöpfe zur Verfügung gestellt und sie oder ihre Begleiter haben diese einfach in den Kanal im Innenhof entleert, anstatt sie jedes Mal außerhalb des Lagers zu entsorgen.

#### Werkhalle

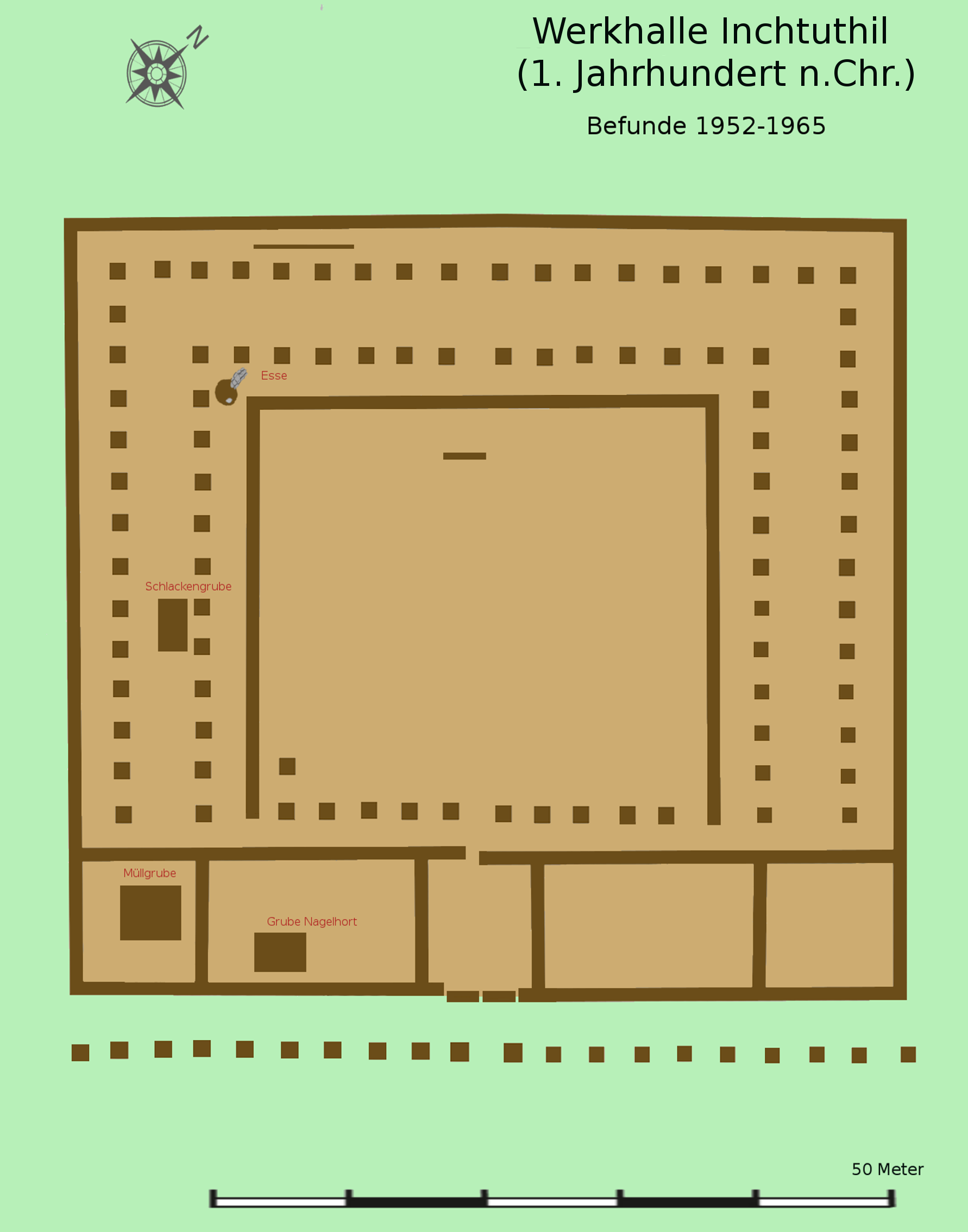
Werkhalle, Befundskizze 1952–1965

Im NW-Viertel (retentura) des Lagers stand ein quadratisches, 59,7 (Nord-Süd) × 58,2 m (West-Ost) großes Werkstättengebäude (Fabrica). Südlich davon verlief die Via quintana, die zu den Lagerhäusern (Horrea) an der West- und Ostmauer führte. Die Fabrica bedeckte eine Fläche von rund 3500 m², sie bestand aus einem Innenhof, einer dreiseitig angeordneten Werkhalle, deren Dach von einer Doppelreihe von Pfeilern getragen wurde, sowie den fünf Funktionsräumen im Eingangsbereich an der SO-Seite. Auch in der Fabrica stieß man auf klare Anzeichen dafür, dass das Gebäude bei Aufgabe der Festung planmäßig abgebaut wurde. In der Fabrica waren Tischler, Wagenbauer, Schmiede, Maler und andere Handwerker beschäftigt. Es wurden u. a. Lastkarren repariert (Fund von eisernen Radreifen) und alle notwendigen Wartungsarbeiten an den Ausrüstungsgegenständen der Soldaten vorgenommen. Vor allem aber wurde dort offensichtlich Metallbearbeitung betrieben. Neben Waffen und Rüstungen stellten die Schmiede der Legion sicher auch alltägliche Gebrauchsgegenstände wie z. B. Türschlösser, Hufeisen und Eisennägel her. Im Nordwestflügel der Fabrica stieß man auf die Reste einer Esse und einer Schlackengrube. Dort wurden möglicherweise auch die zahlreichen Nägel hergestellt, die man 1960 im Südostflügel in einer sorgsam verborgenen Grube fand (siehe hierzu Abschnitt Nagelhort).
Die Südostfassade wurde von einer 4,27 m breiten Kolonnade gesäumt, deren 20 Pfosten standen, wie in Inchtuthil üblich, jeweils 2,1 bis 2,4 m voneinander entfernt. Der Eingang war an einer 3,05 m breiten Lücke in der Pfostenreihe und den deutlich größeren Setzgruben erkennbar. Die Größe und Tiefe dieser Gruben zeigen an, dass die dort platzierten Pfosten höher waren, und dies deutet weiters darauf hin, dass an ihnen die beiden Torflügel eingehängt waren. Dort fiel den Ausgräbern auch ein 5,2 m großer Spalt im Schwelbalkengraben auf, wahrscheinlich die Stelle, wo die Türzapfen im Boden verankert waren. Der Südostflügel der Fabrica bestand aus zwei 9,75 m großen Räumen, der in der Mitte bildete die 8,23 m breite Eingangshalle. Die beiden abschließenden Eckräume waren ca. 9,8 m groß. Einer der Räume beherbergte vielleicht die Gebäudeverwaltung.
Die drei Werkhallen im Westen, Nordwesten und Osten waren als Einheit und nicht als drei separate Hallen konstruiert. Sie waren jeweils 12,8 m breit (32 m²) und in ein 4,87 m großes Hauptschiff und zwei Gänge (3,05 m breit) unterteilt. Im äußeren Seitengang des Nordwestflügels wurde ein Fundamentgraben entdeckt, der parallel zur Außenwand verlief. Er war mindestens 4,57 m lang. Dort stand möglicherweise eine Art Schrank oder Werkbank. Die internen Pfostengruben waren 0,91 m, die darin eingesetzten Balken ungefähr 0,2 m² groß. Ein Vergleich mit der Basilika der Principia zeigte, dass die Stützpfosten der Fabrica nicht so hoch waren und damit eine leichtere Last getragen haben müssen. Dies weist auf ein wesentlich niedrigeres Dach hin als das der Principia. Die Werkhallen wurden wohl durch Giebelfenster und Oberlichten beleuchtet. Der Innenhof war vielleicht ursprünglich an allen vier Seiten von einer Kolonnade umgeben. Deren doppelreihige Pfostengruben konnten jedoch nur an drei Seiten und nur eine im Südosten nachgewiesen werden. Die Ersteren waren in einem Abstand von 2,1 bis 2,4 m aufgestellt worden, wodurch ein etwa 2,7 m breiter Portikus entstand. Die Pfostenreihe am südöstlichen Ende des Hofes deutete auf die ursprüngliche Doppelkolonnade hin, sie wäre dann aber nur 1,8 m breit gewesen.

##### Industriezone
Die fünf kleinen Gebäude an der Vorder- und Rückseite der Fabrica (an den östlichen und südlichen Ecken) standen möglicherweise mit der Fabrica in Verbindung. Die Nutzung dieser Tabernae für die Verwaltung der Fabrica (unter Führung eines Optio Fabricae) und vielleicht auch der drei Getreidespeicher in ihrer Nähe, ist naheliegend. Alle Gebäude der nordwestlichen Raetentura in Inchtuthil waren vermutlich Teil eines „Industriekomplexes“, ähnlich denen, die in anderen Kastellen, wie Windisch, Nijmegen, Petronell-Carnuntum und Dangstetten, identifiziert werden konnten. Dadurch waren auch Lärm, Rauch usw. auf einen Bereich beschränkt. In dieser Hinsicht folgt Inchtuthil dem damals üblichen Bauschema von Legionslagern. Wahrscheinlich waren einige Kasernenblocks der ersten Kohorte auch mit Fachhandwerkern der Legion belegt.

#### Funktionsgebäude

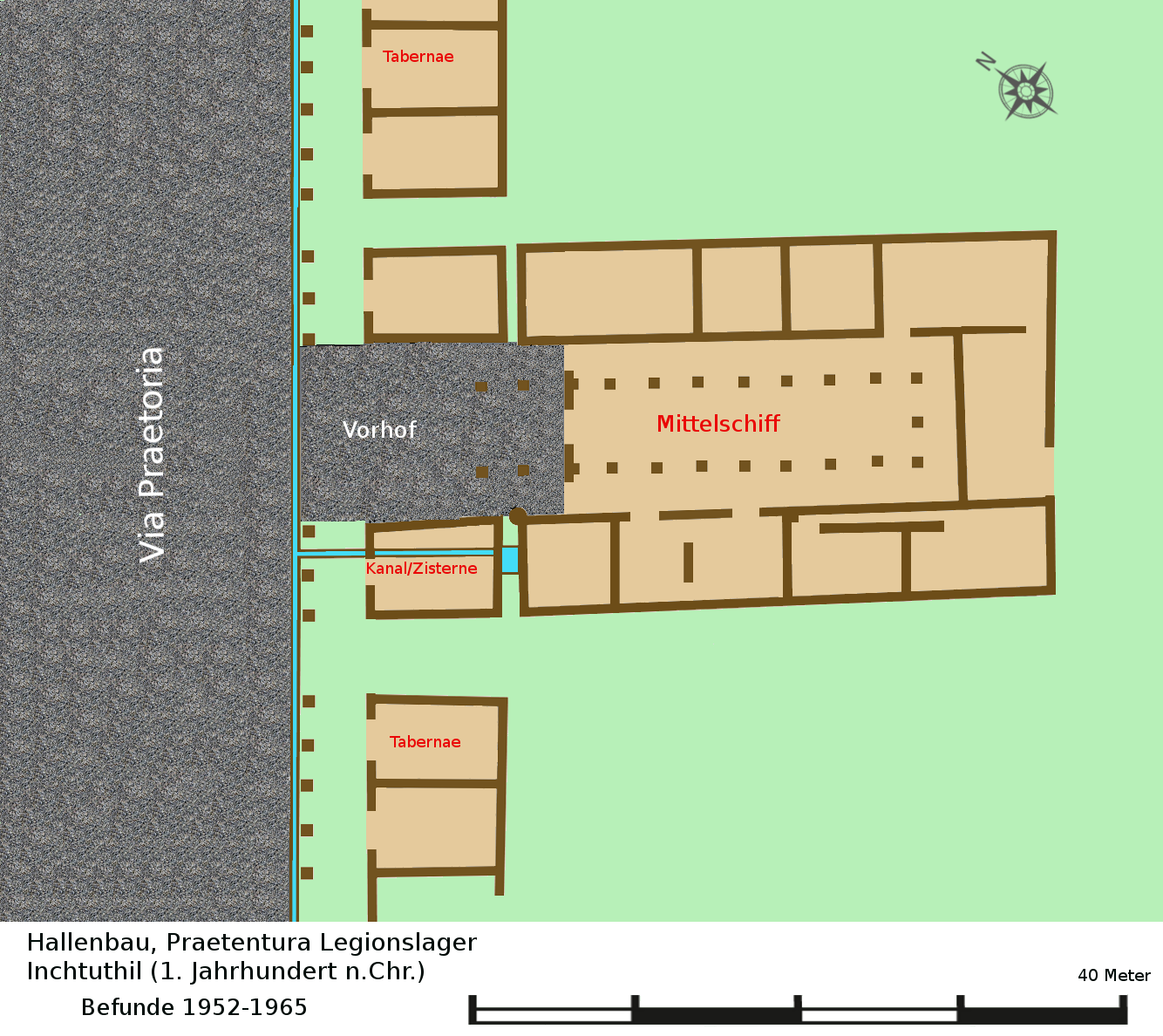
Funktionsgebäude, Befundskizze 1952–1965

Dieses langgestreckte Gebäude stand südöstlich der Via prätoria, nahe dem Scamnum Tribunorum. In der östlichen Praetentura gab es, außer diesem Funktionsgebäude, ansonsten keinerlei Spuren einer Verbauung. Wahrscheinlich ein weiterer Bereich, in dem die Bauarbeiten zum Zeitpunkt der Aufgabe des Lagers noch nicht abgeschlossen, bzw. gar nicht begonnen hatten. Seine Stirnseite war auf die Straße ausgerichtet. Die Tabernaenzeile, die diese Straße säumte, war entlang der Westfassade des Gebäudes unterbrochen. Vor dem Eingangsbereich befand sich ein geschotterter, 12,8 × 12,2 m großer Hof. Er wurde nördlich und südlich von zwei Tabernae flankiert, die nur durch schmale Durchgänge vom Gebäude dahinter getrennt waren. Eine Grube, ca. 0,9 m breit und mindestens 1,83 m lang, wurde im Durchgang hinter der südlichen Taberna entdeckt. Es handelte sich dabei vermutlich um eine kleine, mit Holz ausgekleidete Zisterne, die an eine Rohrleitung angeschlossen war und von der Via praetoria ausgehend unter dem Boden der Tabernae hindurchführte. Sie sollte wohl später noch mit dem Aquädukt verbunden werden. Am östlichen Ende des Hofes stand eine 6,1 m breite Doppelkolonnade, deren zwei Pfeilerpaare das Vordach trugen. Die Pfeiler standen jeweils in einem Abstand von 2,44 m voneinander, die beiden Pfeilerpaare waren 2,74 m und der Eingang zum Gebäude war etwa 3,05 m von ihnen entfernt. Dort konnte die Halle durch ein zentrales Tor betreten werden (2,44 m breit). Zwei kleinere Unterbrechungen in den Fundamentgräbchen beidseitig des Haupttores können Türen gewesen sein. Die Halle war 12,2 m breit und 25,9 m lang, ihr Mittelschiff war 5,18 m breit. Sie war von den 10 Nebenräumen, die nur von der Halle aus betreten werden konnten, durch Gänge getrennt, die ungefähr 2,44 m breit waren und um drei Seiten des Gebäudes herum verliefen. Ein Hintereingang könnte sich an der südlichen (rechten) hinteren Ecke der Halle befunden haben.
Die Interpretation als Reit- und Exerzierhalle (Basilica exercitatoria) geht auf Ian Richmond zurück, die wahre Funktion des Gebäudes ist jedoch bis heute nicht zufriedenstellend geklärt worden. Das Gebäude ist schon aufgrund seiner baulichen Beschaffenheit als Exerzierhalle denkbar ungeeignet. Die „Mittelhalle“ war zu klein dimensioniert und die Kolonnade hätte Reiterübungen darin außerordentlich erschwert. Die Unterteilung in Mittelschiff und Gang hätte es auch für Infanteristen schwierig gemacht, dort ihr Waffentraining durchzuführen. Es gab u. a. viel zu wenig Platz zum Speerwerfen. Auch der Anbau von so großen Nebenräumen erscheint seltsam, da sie in dieser Anordnung keinen klar erkennbaren Zweck für eine Schola erfüllten. Insgesamt wäre eine größere Halle ohne solche Nebenräume für Waffenübungen wesentlich geeigneter gewesen. Zudem war auf dem Plateau dafür genügend Platz vorhanden, der nur im Westen durch das Baulager etwas eingeschränkt war. Alternativ dazu konnten Truppenübungen auch am Flussufer abgehalten werden. Exerzierhallen wurden erstmals von Vegetius beschrieben. Da er sein Werk erst sehr viel später nach der Aufgabe Inchtuthils verfasste, kann es sein, dass solche Gebäude im ersten Jahrhundert noch gar nicht existierten. Zudem konnte auch der Exerzierplatz in Inchtuthil noch nicht lokalisiert werden.
Einige Forscher glauben daher, dass es sich entweder um das Haus eines höheren Offiziers oder Verwaltungsbeamten, eines mit religiöser Bedeutung oder auch um eine Art Versammlungs- oder Markthalle (Marcellum) handelte. Eines der Gebäude im Zentrum des Legionslagers Carnuntum hat eine große Ähnlichkeit mit dem in Inchtuthil; es scheint ebenfalls über eine Kolonnade verfügt zu haben und seine Halle war an drei Seiten von kleineren Räumen umgeben. Seine Position deutet darauf hin, dass es sich vielleicht um ein Tribunenhaus handelte, wobei dessen Halle dann in Wirklichkeit nur der obligatorische Innenhof gewesen wäre. Das Gebäude in Inchtuthil weist jedoch auch einige Merkmale des Basartyps auf, die Parallele dazu ist wieder ein Werkstättengebäude im Lager von Carnuntum. Die Mittelhalle hatte Abmessungen, die an die der Fabrica erinnern, obwohl nicht so lang war sie doch ungefähr gleich breit und hatte dieselben inneren Unterteilungen. Auch die Zisterne ist ein starkes Indiz für die Verwendung als solches. Zusammenfassend betrachtet scheint dies auch die vernünftigste Funktionsinterpretation für dieses Gebäudes zu sein, evtl. handelte es sich in diesem Fall um eine Spezialwerkstatt, kombiniert mit Lagerräumen. Sie war vielleicht als Arbeitsplatz für die Waffenschmiede vorgesehen.

#### Lagerhäuser

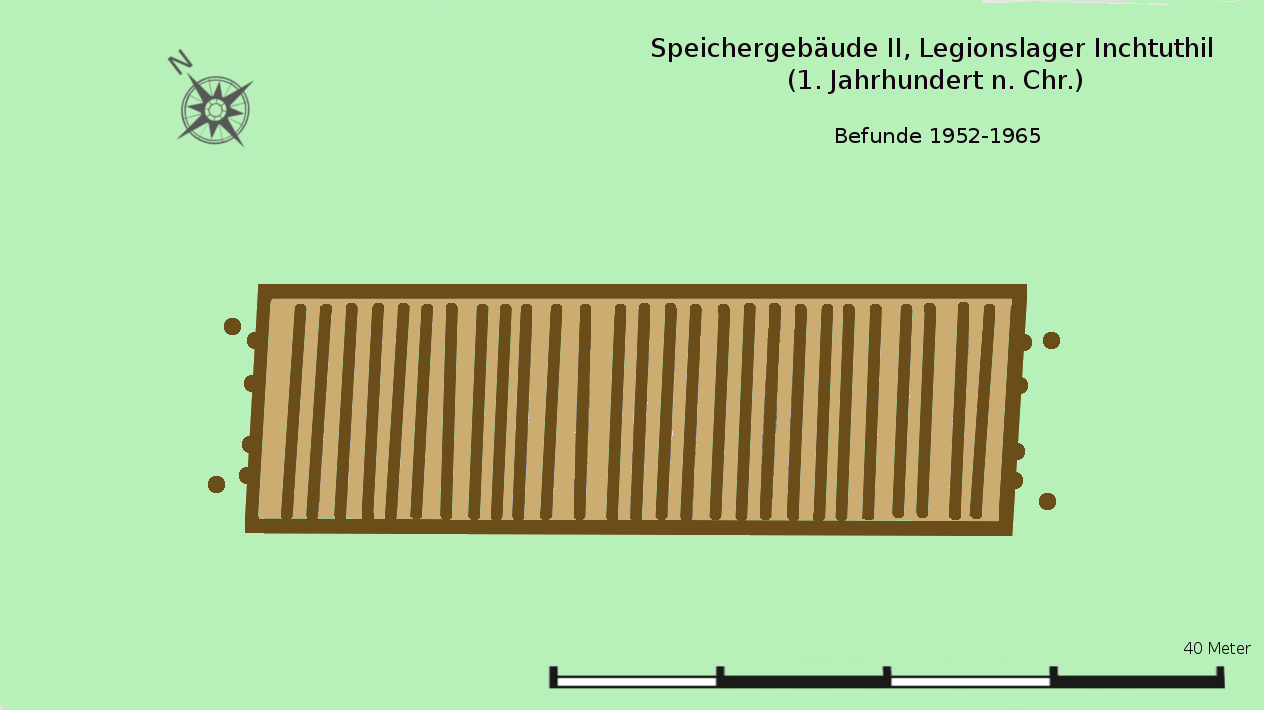
Speichergebäude II, Befundskizze 1952–1965

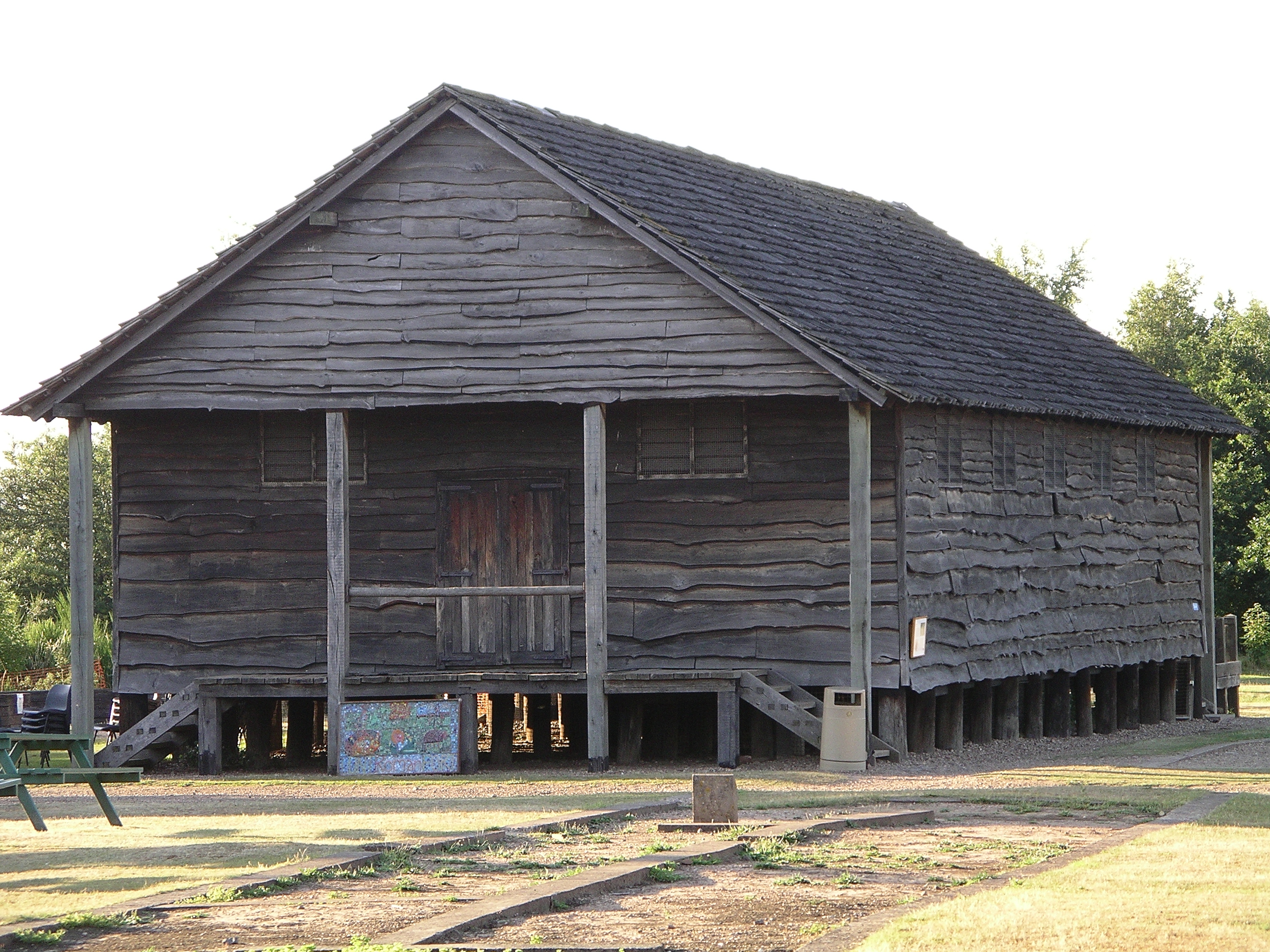
Horreum in Holzbauweise, Kastell Lunt, GB

Im Inchtuthil konnten insgesamt sechs Lagerhäuser (Horreum) nachgewiesen werden. Genauer archäologisch untersucht wurde nur Speicher II. Alle sechs Getreidespeicher hatten ähnliche Abmessungen und wiesen den gleichen Grundriss auf. Sie waren allerdings etwas länger als vergleichbare Bauten in Britannien. Der Platz für zwei weitere war zwar vorbereitet worden, aber zum Zeitpunkt der Aufgabe des Lagers noch unbebaut. Es handelte sich um langrechteckige, 41,5 × 12,8 m große Hallen (530,6 m²), mit Portiken und 2,44 m breite Laderampen an den Stirnseiten sowie doppelten Böden zur Belüftung und Trockenhaltung des Lagerguts. Die Speichergebäude in Inchtuthil scheinen ebenfalls mit Ziegeln gedeckt gewesen zu sein, ein Teil einer Tegula vom Speicher IV wird im National Museum of Antiquities in Edinburgh aufbewahrt. Sie hätte das Risiko verringert, dass ein Feuer die Nahrungsvorräte der Legion zerstört. Horrea, deren Böden von quer zu den Längsseiten angeordneten Pfeilerreihen (in Inchtuthil 29) getragen wurden, waren eher selten anzutreffen. Die Dächer der Portiken wurden von zwei Pfosten getragen. Nach dem Rekonstruktionsvorschlag W. Mannings stützten die 29 Pfostenreihen eine Plattform, auf der der Überbau des Getreidespeichers II ruhte. Das Dach wurde von Pfosten getragen, die auf den Bodenbalken aufsaßen. In Analogie zu mittelalterlichen Scheunen wurden dafür wahrscheinlich Traversen verwendet, um das Gewicht besser auf diese Pfosten zu verteilen. Auf die beiden Enden des Gebäudes konzentrierte sich besonders der nach außen gerichtete Schub, der durch das Gewicht des Daches verursacht wurde. Um diesem Druck entgegenzuwirken, wurden besonders große Stützbalken an den Laderampen benötigt, was auch die großen Setzlöcher erklärt, die dort beobachtet wurden. Das Dach des Portikus ragte wahrscheinlich auf jeder Seite weit über die Wände des Speichergebäudes hinaus, um zu verhindern, dass Feuchtigkeit in den Lagerraum eindrang. Vor den Laderampen war ein Schotterbelag aufgeschüttet worden, da dort die Versorgungsgüter abgeladen wurden.
Die Speicherbauten standen den Toren am nächsten und alle waren von der Wallstraße und (bis auf einen) von der Via quintana aus zugänglich, so mussten die Lastkarren und Tragtierkolonnen nicht die stark frequentierten Hauptstraßen benutzen. Speicher I lag in der Nähe der Porta Praetoria, Nr. III und IV nahe der Porta decumana, Nr. II, V und VI in der Raetentura hinter dem Hospital bzw. der Fabrica. Die Lage der Getreidespeicher kann logistische Gründe gehabt haben, wobei jeder vermutlich einen bestimmten Teil der Legion versorgen sollte. Die Brandgefahr ist möglicherweise ein weiterer der Gründe für ihre verstreute Aufstellung, so war es weniger wahrscheinlich, dass sich ein Feuer auf alle sechs ausbreiten konnte. Es gab noch Platz für einen siebten westlich der Via praetoria und einen achten nördlich von Speicher II. Die Tatsache, dass zwei Speicher noch nicht gebaut waren, weist nicht auf das Fehlen von zwei oder mehr Kohorten hin. Die vollständige Anzahl der Kasernen deutet vielmehr darauf hin, dass alle im Lager anwesend waren. Es ist möglich, dass in den noch fehlenden Lagerhäusern die zukünftigen Getreideabgaben der Caledonii eingelagert werden sollten – dies, obwohl im von Rom besetzten Teil von Schottland nicht übermäßig viele geeignete Flächen zum Getreideanbau vorhanden waren. Wahrscheinlicher ist, dass Inchtuthil zu einem späteren Zeitpunkt als Nachschubbasis für eine Großoffensive im Hochland bereitstehen sollte.
Aufgrund der Abgeschiedenheit der schottischen Festungen hätte jeder Feldherr sicherstellen müssen, dass ausreichende Vorräte verfügbar waren und dass die Lagerkapazität für die langen Wintermonate ausreichte, in denen der Nachschub schwierig oder unmöglich war. Es wurden Versuche unternommen, die Lagerkapazität römischer Getreidespeicher zu berechnen, um zu bewerten, wie viele Männer wie lange aus ihnen versorgt werden konnten. Bei Tacitus steht u. a., dass Agricola die Kastelle mit „Vorräten für ein Jahr“ ausstatten ließ. Solche Berechnungen sind jedoch heute schwierig zu beweisen, da es dort noch zu viele Unbekannte in puncto Lagerung (Behälter oder Aufschütten) und Verwendung (Soldaten, Reittiere) des Getreides gibt. Die Aufbewahrung in Säcken oder ähnlichen Behältern erscheint jedoch in diesem Zusammenhang am wahrscheinlichsten, der Transport von Getreide in Säcken und Körben wird auch in antiken Quellen erwähnt. Auch andere Lebensmittel wurden möglicherweise in den Horrea gelagert. Pökelfleisch hätte man zum Beispiel an den Querbalken aufhängen können. Die Lagerung von Lebensmitteln und anderen Waren in den extramuralen Befestigungen wäre ebenfalls möglich, zusätzlich dazu gab es in Inchtuthil die zahlreichen Tabernae.

#### Senior-Zenturionenhäuser

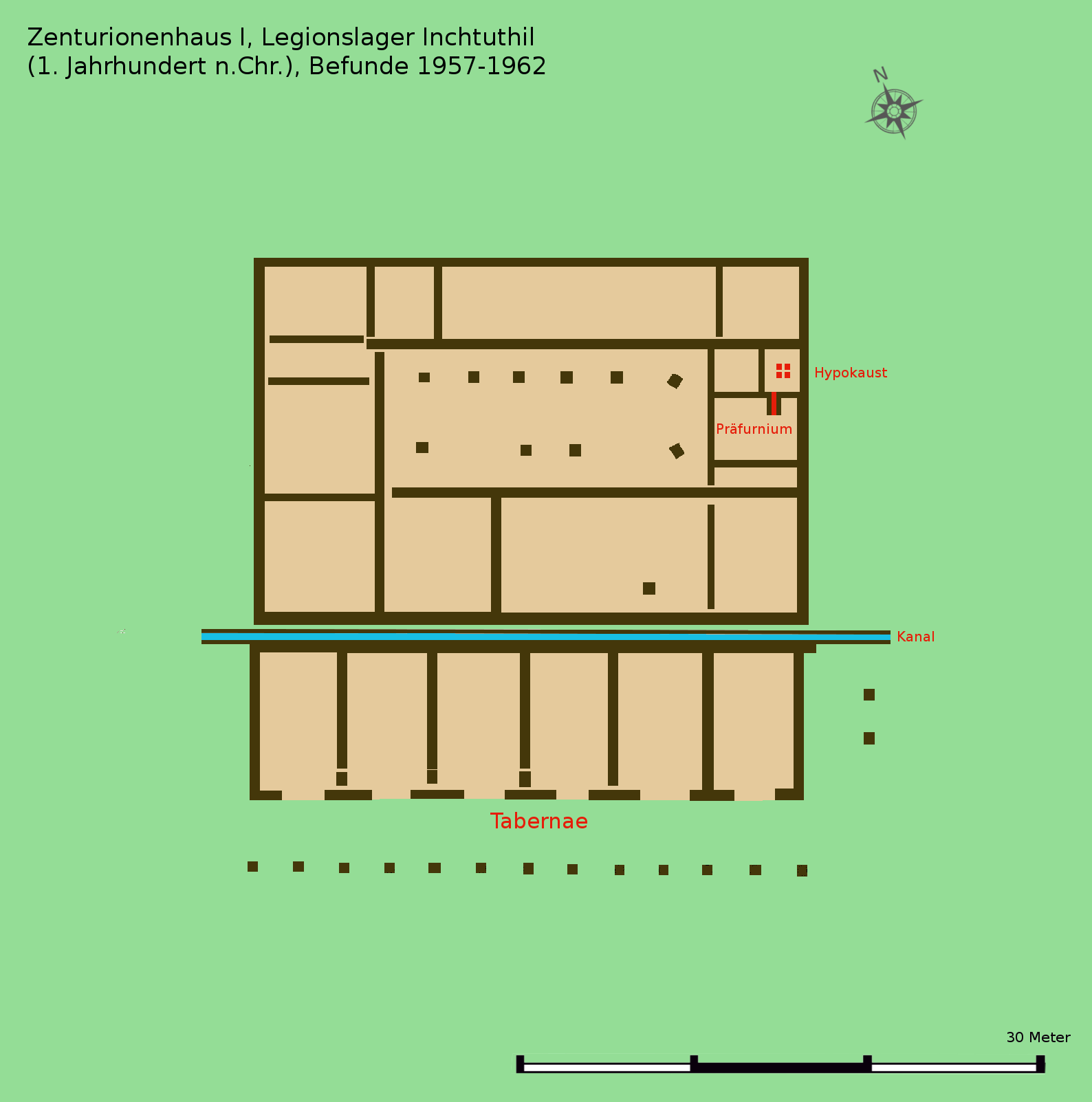
Befundskizze Haus I, 1957–1965

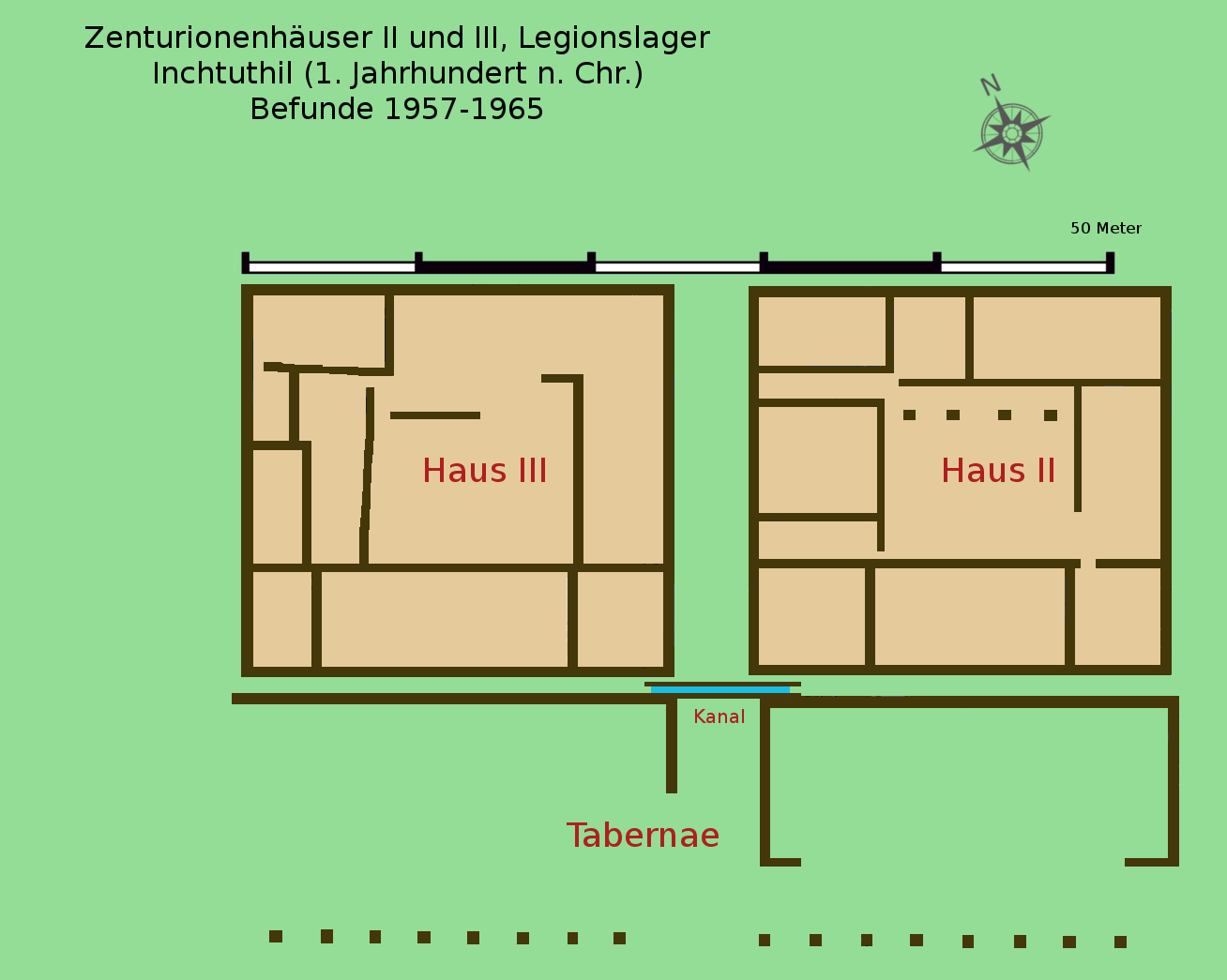
Befundskizze Haus II und III, 1957–1965

Die Zenturionen der ersten Kohorte waren in fünf hölzernen Perystilhäusern untergebracht, die sich im rechten Abschnitt der Latera praetorii, zwischen den Mannschaftskasernen der Cohors I und den Tabernae an der Nordseite der Via principalis befanden. Um den Zugang zu ermöglichen, war die Tabernaezeile bei jeden der Häuser unterbrochen. Diese Häuser waren viel größer als die Quartiere der Zenturionen in den Kopfbauten der restlichen Kohortenkasernen. Ihre Fläche war mindestens doppelt so groß, dieser Größenunterschied ist ein klarer Beweis für den gehobenen Status ihrer Bewohner in der Rangordnung (Primus ordo, der ersten Ordnung) der Legionsoffiziere. Die Zenturionsquartiere der Quingenary-Kohorten waren zudem baulich mit ihrem Kasernenblock verbunden. Bei den Häusern der Senior-Zenturios war das nicht der Fall. Alle fünf Häuser, insbesondere die mit Innenhöfen, haben zudem große Ähnlichkeit mit den benachbarten Tribunenhäusern, sind jedoch deutlich kleiner. Die Tribunenunterkünfte nahmen ungefähr eine Fläche von 1218 m² ein, aber ihre Wohnräume umfassten nur 819 m². Sie waren also nur geringfügig größer als die im Haus I. Es muss daher auch hier wieder davon ausgegangen werden, dass sie auch als Amtssitz genutzt wurden, obwohl die Untergebenen dieser Zenturionen sicher keinen Anspruch auf ihre eigenen Officias hatten, da sie ohnehin zur Lagerverwaltung (Tabularium principis) zählten und deswegen der Principia zugeteilt waren. Der Bedarf an Verwaltungspersonal wird bei den Zenturionen auch viel geringer gewesen sein als bei den Tribunen.
Die Häuser des Princeps hastatus, Princeps posterior und Hastatus posterior beanspruchten ungefähr eine gleich große Fläche und maßen ca. 25 m (Ost-West) × 18,9 m (Nord-Süd), was einer Fläche von 472 m² entspricht. Haus I, das der Principia am nächsten gelegene und vermutlich das Quartier des ranghöchsten Zenturios im Lager, dem Primus pilus, war etwas größer; 35 m (Ost-West) × 18,9 m (Nord-Süd), Fläche 662 m². Die entsprechenden Häuser in Caerleon und Nijmegen waren ähnlich dimensioniert, was darauf hindeuten könnte, dass in den Standardbauvorschriften eines frühkaiserzeitlichen Legionslagers ein angemessener Platzbedarf für die Senior-Zenturionen zwingend festgelegt war. Alle fünf Exemplare in Inchtuthil hatten Räume unterschiedlicher Größe, die sich um alle vier Seiten des Innenhofs gruppierten. Das Haus des Primus Pilus wurde in diesem Zusammenhang eingehender untersucht. Sein Innenhof war deutlich größer als die der anderen Zenturionshäuser und von einer Kolonnade aus zwölf Pfosten umgeben. Ein ähnlicher – vierseitiger – Portikus konnte auch im Haus V beobachtet werden. In den Häusern III und IV wurden hingegen keine derartigen Pfostenlöcher in den Innenhöfen gefunden, während in Haus II ein Portikus anscheinend nur auf der Nordseite des Innenhofs existierte. Die Funktion der einzelnen Räume in den Häusern konnte nicht bestimmt werden. Es kann jedoch einmal mehr davon ausgegangen werden, dass jedes dieser Häuser über ein Esszimmer, Schlafräume (Offizier, Diener, Mitarbeiter) und auch Schreibstuben verfügte. Die vier kleineren Häuser befanden sich paarweise auf beiden Seiten zweier Gassen, die von der Via principalis nach Norden zu den Kasernen führten. Ihre Haupteingänge müssen sich wohl ebenfalls dort befunden haben. Auch zwischen den Mannschaftsquartieren und den Zenturionshäusern verlief eine solche Gasse, sie variierte in der Breite zwischen 1,52 und 3,66 m. Das bemerkenswerteste Merkmal von Haus I ist sicher seine Hypokaustenanlage im Ostflügel. Es ist sehr selten in der provenzialrömischen Archäologie, dass man in einem Holzgebäude auf eine Fußbodenheizung stößt. Ihr Einbau im Haus des Primus Pilus hebt erneut seinen hohen Rang hervor und ist vielleicht auch ein Hinweis auf einen Offizier im fortgeschrittenen Alter. Der Hypokaust nahm etwa die Hälfte der Grundfläche eines kleineren Raums ein, der entweder als Amtsraum oder Schlafraum diente, Ersteres scheint wahrscheinlicher zu sein. Er befand sich wohl in der Nähe des vermuteten Haupteingangs des Hauses. Ein weiterer Eingang befand sich an der westlichen Gasse. Aber der östliche Eingangskorridor war für den raschen Zugang zur Principia eindeutig praktikabler. Der Hypokaust-Boden bildete ein fast perfektes Rechteck und nahm eine Fläche von ungefähr 2,3 m × 1,7 m ein. Es ruhte auf Steinpfeilern vom Gourdie Hill, die auch für die spätere Lagermauer verwendet wurden. Ursprünglich standen dort vier Pfeilerreihen, jede ca. 0,08 m tief. Bei ihrer Freilegung waren sie noch stellenweise erhalten, insbesondere auf der Südseite. Die Heißluft wurde von einem 0,5 m breiten Durchlass im Süden eingeleitet. Der Nebenraum im Süden diente wahrscheinlich als Feuerkammer (Präfurnium). Die einzigen anderen in Inchtuthil entdeckten Hypokausten befanden sich im Prätorium des Offizierslagers.

#### Mannschaftskasernen

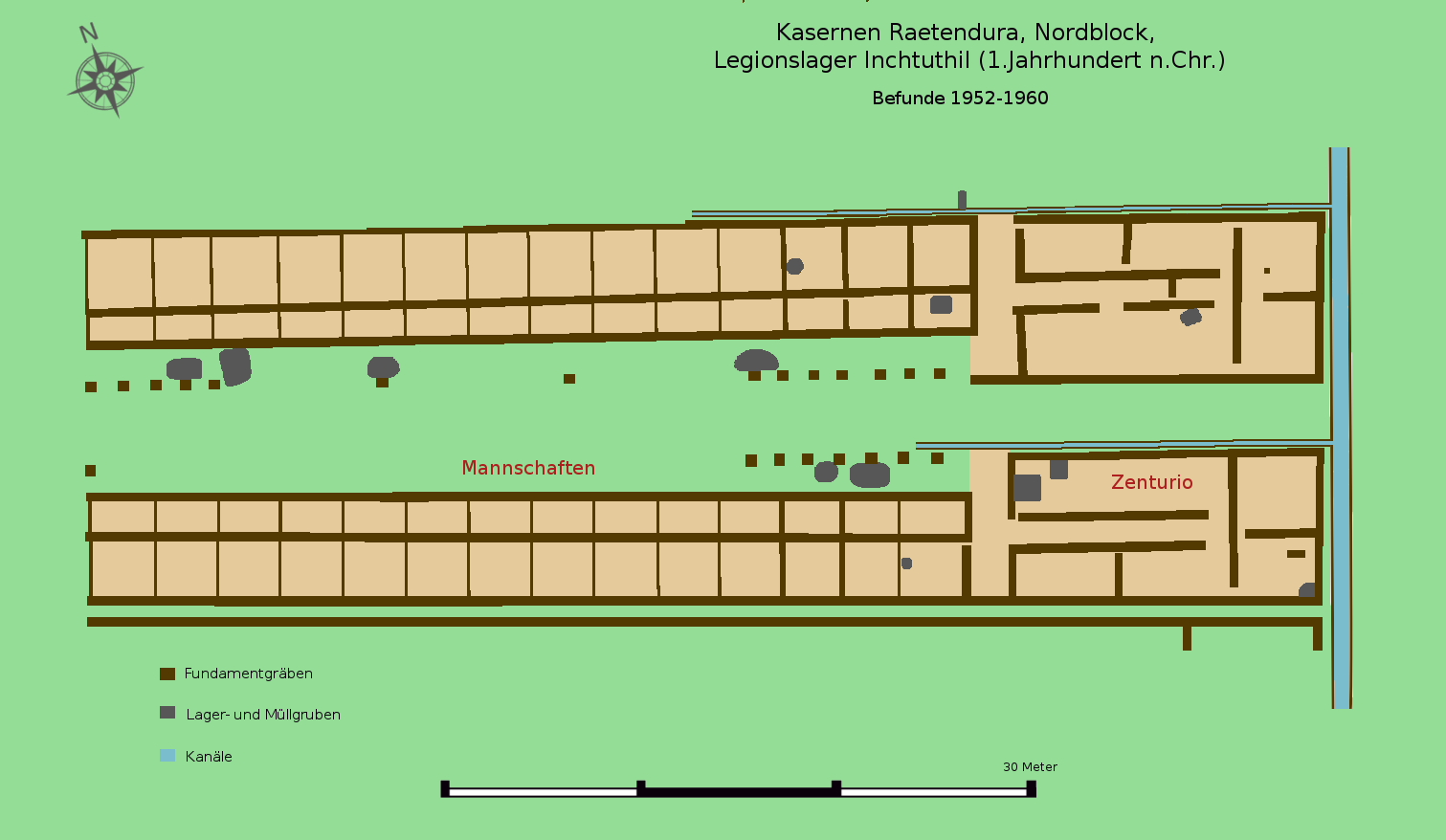
Mannschaftskaserne, Befundskizze 1952–1960

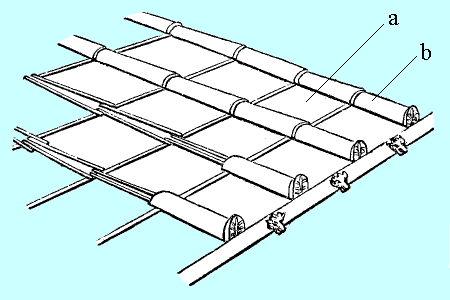
Zeichnung einer Dachdeckung mit Tegulae und Imbrices

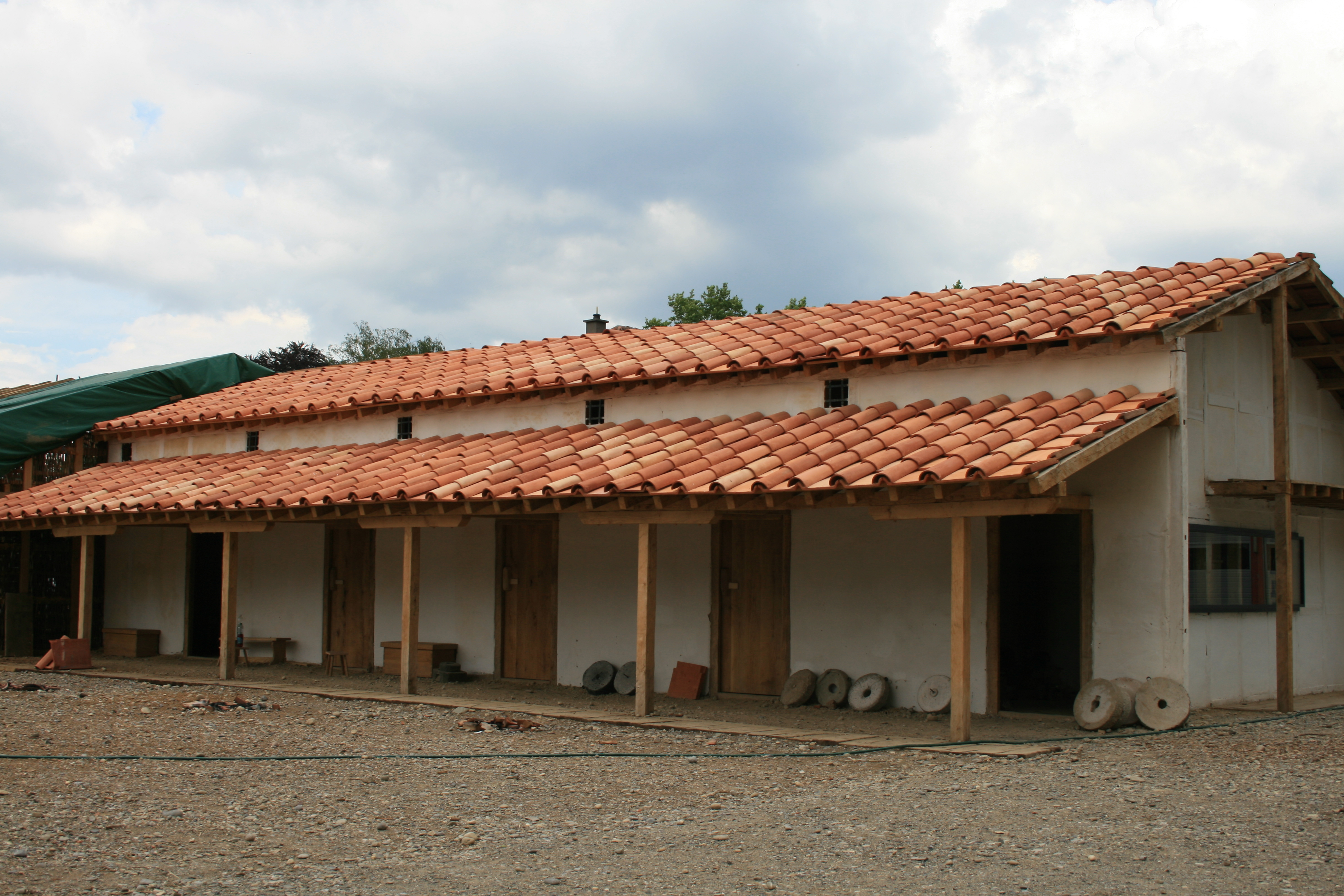
Rekonstruktionsversuch einer Mannschaftskaserne des Legionslagers Vindonissa (2. Jahrhundert n. Chr.), so könnte auch eine Kaserne in Inchtuthil ausgesehen haben

Detailliertere Untersuchungen wurden an den Kasernen in der Latera Praetorii durchgeführt, sowohl an denen der 1. Kohorte als auch an den Blöcken an der östlichen Intervallum-Straße. Ausgrabungen in anderen römischen Festungen deuten jedoch darauf hin, dass die Kasernen anscheinend nicht immer nach einem einheitlichen Plan aufgebaut waren. Es ist bekannt, dass am Ende mancher dieser Kasernengebäude größere Raumabmessungen mit unterschiedlichen internen Unterteilungen vorhanden waren, beispielsweise in den Lagern von Gloucester, Neuss und Xanten. Diese beherbergten vielleicht die Principales, die vermutlich, entsprechend ihrem höheren Status, Anspruch auf mehr Platz hatten. Die längeren Kasernenblöcke in Inchtuthil (zum Beispiel Nr. 19 bis 24) hatten möglicherweise entweder ein fünfzehntes oder ein größeres, vierzehntes Mannschaftsquartier (Contubernium).
Im Lager stieß man auf insgesamt 65 Mannschaftskasernen (Cohortis contubernia), die zu Sechserblöcken zusammengefasst waren. Die durchschnittliche innere Fläche jedes Kontuberniums in Inchtuthil betrug ca. 27,78 m² (Schlafraum 16,91 m² und Außenraum 10,87 m²). Alle waren in Holz-Fachwerkbauweise ausgeführt und die Hauptachse entweder horizontal (per strigas) oder vertikal (per scamna) ausgerichtet. Ein Kasernenblock bestand aus zwei Doppel- und zwei Einzelkasernen, von denen insgesamt neun lokalisiert werden konnten, diese Anordnung entsprach den sechs Zenturien einer Kohorte. In Inchtuthil dürften laut den Befunden (Müllgruben und Öfen) alle Kasernen fertiggestellt und besetzt gewesen sein. Sie nahmen etwa 45 Prozent der inneren Lagerfläche ein. 6–10 Mann, die eine Zeltgemeinschaft (Contubernium) bildeten, bewohnten eine Doppelkammer, insgesamt gab es 14 pro Kaserne. Am Ende von jedem Kasernengebäude war ein etwas größerer Kopfbau angeschlossen, das Quartier des Zenturios (Centuriae), dieser war immer an der Intervallum-Straße situiert. Die meisten Kopfbauten in Inchtuthil wurden nur in den Grundrissen erfasst, es wurden jedoch detailliertere Untersuchungen an den Zenturionsquartieren in der linken Latus praetorii durchgeführt, während bei den Kasernen in der linken Praetentura, nahe der Porta praetoria, wichtige Details durch Luftaufnahmen enthüllt werden. Die interne Raumaufteilung der Kopfbauten war nicht einheitlich, aber wie auch aus anderen Lagern bekannt ist, konnten alle Räume von einem zentralen Korridor aus betreten werden. Auch die Anzahl und Größe der Räume variierten von Haus zu Haus; direkt gegenüberliegende Kopfbauten waren sich dennoch oft ziemlich ähnlich. Die Länge der Kopfbauten variierte zwischen 20,10 und 22,25 m, ihre Breite betrug zwischen 10,36 und 11,58 m.
Die Länge der Baracken betrug durchschnittlich 73 m, die Breite 7,92 bis 8,53 m. Die Stützpfosten der Außenwände und auch der inneren Trennwände waren in Gräben eingesetzt worden. Die an den Gassen maßen 2,74 m in der Breite, ihre Stützpfosten standen 1,83 m voneinander entfernt und waren in Gruben mit einem Durchmesser von ca. 0,61 m verankert. Auch dort wurden sie bei der Aufgabe des Lagers wieder entfernt. Die Mannschaftsquartiere waren in zwei Kammern unterteilt. Die hintere diente als Schlafraum (Papilio) und war zwischen 3,96 und 4,57 m breit. Die vordere (Arma) war zur Aufbewahrung der Ausrüstung vorgesehen und ca. 2,74 m breit. Jede Contubernia hatte somit eine durchschnittliche Grundfläche von 25 m² zur Verfügung. Die zwischen den Kasernenblöcken verlaufenden Gassen waren 4,57 m breit und hatten an beiden Seiten einen Abflusskanal. Im 1,22 m breiten Zwischenraum an den Rückwänden der Doppelkasernen verlief mittig eine Rinne, die das Regenwasser ableitete. Die Dächer der Mannschaftsquartiere waren vermutlich mit Schindeln oder anderem leicht vergänglichen Material abgedeckt, die Kopfbauten, zumindest die in der nordöstlichen Ecke, scheinen hingegen mit Ziegeln gedeckt gewesen zu sein. Die Böden bestanden aus festgestampfter Erde, in die anscheinend auch rechteckige Lagergruben eingetieft waren, wie man sie oft in römischen Festungen dieser Zeitperiode beobachten konnte. Entlang der Veranden waren zusätzlich Müllgruben ausgehoben worden, eine pro Contubernia. Ihre Form und darin befindliche Holzreste deuteten darauf hin, dass in ihnen ursprünglich große Weidenkörbe gesteckt haben. Sie hätten auch das Entleeren der Gruben wesentlich erleichtert und wurden wohl primär für Lebensmittelabfälle verwendet, da man in ihnen hauptsächlich Tierknochen fand.
Der Kasernenblock der ersten Kohorte (Primis cohortis contubernia), in der rechten Latus praetorii, bestand aus fünf, etwa 57,91 m langen, Doppel- und zwei Einzelbaracken. Die Barackenblöcke unterschieden sich von den anderen darin, dass an ihren Fronten fünf, etwa 230 m² großen Peristylhäuser der Senior-Zenturionen standen, angeordnet zwischen den Baracken und den Tabernae, die die Via principalis säumten. Die Kasernen waren pro Strigas ausgerichtet. Der Hauptzugang zu den Kasernen erfolgte von der Via quintana im Norden aus; aber enge Gassen führten zwischen den Zenturio-Häusern und den Tabernae auch auf die Via principalis. Obwohl es kaum archäologische Beweise gibt, scheinen auch diese Baracken aus vierzehn Kontubernien bestanden zu haben. Ein Block war am nördlichen Ende des Gebäudes möglicherweise anders organisiert, um einen Optio oder einen Signifer aufzunehmen. In diesem Kasernenblock befanden sich vermutlich auch die Quartiere und Ställe (Stabuli) für die 120 Mann starke Kavallerietruppe (Equites) der Legion. David Breeze vermutete, dass in den an die Principia grenzenden Kasernen auch Vexillarii, die Spezialfachkräfte (Immunes) der Legion untergebracht waren. Er sah allerdings auch die Schwierigkeit, dass in den Kasernen der 1. Kohorte keinesfalls Platz für mehr als 500 Mann gewesen sein konnte. Die übrigen Kohorten waren wahrscheinlich in numerischer Reihenfolge, gegen den Uhrzeigersinn, über die Festung verteilt worden. Cohors II und III besetzte die rechte, IV und V die linke Praetentura, die VI den linken Teil des Latus praetorii, VII und VIII die linke, die IX und X die rechte Raetentura.

#### Tabernae
Die die Hauptstraßen flankierenden Arkadenportiken bestanden aus insgesamt 160 Kammern, die zur Straße hin offen waren und wohl als Verwaltungs-, Lager-, Verkaufs- oder Werkstatträumlichkeiten dienten. Tabernae ist eine Bezeichnung, der von der modernen Forschung kreiert wurde. Sie befanden sich zu beiden Seiten der Via praetoria und Via principalis; es gab jedoch keine vor dem Funktionsgebäude (sog. Basilica Exercitatoria), der Principia oder dem leeren Areal daneben, das wahrscheinlich für das Lagerbad bestimmt war. Tabernae flankierten auch den nördlichen Abschnitt der Via decumana. Auf beiden Seiten des Eingangs zur Fabrica befanden sich ebenfalls zwei separate Paare. Die genauen Abmessungen jeder einzelnen konnte nicht durch Ausgrabungen bestimmt werden, es wurden dort nur Stichgrabungen durchgeführt, die zeigten, dass sie wohl ein ziemlich einheitliches Erscheinungsbild hatten. Im Durchschnitt maßen sie 8,23 m × 5,49 m, die an der Kreuzung der Via praetoria und Via principalis waren etwas größer und maßen 8,23 m im Quadrat. Es konnte auch keine Unterteilung in vordere und hintere Räume nachgewiesen werden. Ähnliche Gebäude, die als Läden und Arbeitsräume genutzt wurden, fand man in Verulamium (St Albans). Ein Block, der an der rechten Seite der Principia stand ähnelte aber eher einer Kaserne. Die Position und Breite der Türen sind ungewiss. Wenn sie in Inchtuthil als Werkstätten oder Lagerräume genutzt wurden, waren einige möglicherweise zu den Straßen hin offen, oder wurden vielleicht durch einfache Holzläden geschlossen. Der größte Teil der Vorderseite scheint jedoch offen gelassen worden zu sein. Den Tabernae war wohl auch ein 4,27 m breiter Portikus vorgesetzt. Seine Pfostenlöcher waren in einem Abstand von ungefähr 2,4 m ausgehoben worden. Es gab drei Pfosten pro Taberna, einen vor jeder Trennwand und einer auf halber Strecke entlang der Fassade, wodurch der Eingang auf 2,44 m auf jeder Seite davon verengt wurde. Die Tabernae wurden durch kleine Gassen in Gruppen von unterschiedlicher Größe unterteilt, die von den Hauptstraßen aus den Zugang zu den Gebäuden dahinter ermöglichten. Tabernae, die u. a. von den Legionsreitern genutzt worden sein könnten, sind in Inchtuthil an beiden Seiten der Latera principiorum und beiderseits der Via decumana beobachtet worden. Dabei ist zu beachten, dass an der NW-Seite der Via decumana ein langrechteckiger Bau ohne Unterteilungsmerkmale gefunden wurde. Es ist unklar, ob dort ursprünglich vorhandene Trennwände nicht mehr erkennbar waren (oder schlichtweg nicht erkannt wurden) oder ob diese Bauten als Ställe oder für andere Zwecke benutzt wurden.

#### Stallungen
Jede Legion besaß für ihren Tross Pferde und Maultiere; ihre genaue Anzahl ist unbekannt, aber sie muss sehr hoch gewesen sein, vielleicht über tausend oder noch mehr. Dazu zählten auch die Reittiere der Equites und der höherrangigen Offiziere. Jede Zenturie benötigte außerdem Lasttiere, um ihr schweres Marschgepäck zu transportieren, wie z. B. die sperrigen Lederzelte. Zusätzlich wurden Zugtiere benötigt, um die Wagen und Carroballistae zu bewegen. Wo sie gehalten wurden, ist ungewiss. In Kastellen die Standorte der Ställe zu identifizieren, gelang bisher nur äußerst selten. Auch in Inchtuthil konnte keines der internen Gebäude eindeutig einer solchen Funktion zugeordnet werden. Es ist jedoch äußerst unwahrscheinlich, dass alle Nutztiere innerhalb der Festung untergebracht waren. Der Vorschlag, dass die Pferde der Legionsreiterei in den Tabernae der Raetentura standen, erscheint eher unwahrscheinlich. Skelettreste aus Newstead und Xanten lassen annehmen, dass römische Pferde ein Stockmaß von 1,42 m erreichten. Bei Rekonstruktionsversuchen von römerzeitlichen Ställen wurde in Längsrichtung etwas mehr Platz pro Pferd eingeräumt als angenommen, trotzdem erwies sich die interne Aufteilung in einzelne Boxen als eher unpraktisch. Auch die Ställe (Stabulum equile) im Kastell Niederbieber wiesen keine Spuren interner Trennwände auf. Ihre Ausgräber glaubten, dass die Pferde dort wohl in zwei Reihen entlang der Längsachse des Gebäudes gegenübergestanden hatten und (wenn überhaupt) an einem einfachen Mittelbalken festgemacht worden waren. In Inchtuthil könnte dafür eines der Tabernae an der Westseite der Via decumana in Betracht gezogen werden. Selbst wenn einige von ihnen wirklich Ställe gewesen wären, hätten sie trotzdem nicht genügend Raum für alle Legionspferde geboten, auch wenn dabei jedem Tier nur 0,91 m an Platz zugestanden hätte. Man nimmt an, dass die große Mehrheit der Zugtiere nicht in Ställen, sondern im Freien gehalten wurde, möglicherweise in Pferdekoppeln außerhalb des Lagers, genau so, wie es die US Cavalry im 19. Jahrhundert praktizierte. In einigen Kastellen wurden sie möglicherweise sogar einfach an die Wagendeichseln gebunden, so wie die Lasttiere in den temporären Marschlagern. Dagegen wurde eingewendet, dass das schottische Klima dafür viel zu rau sei, als dass Tiere auch während der kalten Jahreszeit auf der Weide stehen konnten. Aber die Winter in Nordamerika können ebenso streng sein. In jedem Fall könnten auf den Weiden oder sogar in der Festung entlang der Via sagularis einfache, aber winddichte Verschläge errichtet worden sein. Solche Strukturen hätten dann auch nur wenige oder gar keine archäologischen Spuren hinterlassen. Es kann davon ausgegangen werden, dass auf den extramuralen Weiden auch das Schlachtvieh graste und dort sicher streng bewacht wurde. Die Weidehaltung würde jedenfalls das Fehlen von Stallgebäuden in römischen Festungen erklären und auch die Menge an Viehfutter verringert hätte, das dort dann zusätzlich gelagert hätte werden müssen. Bei Kriegsgefahr wurden wohl so viele Nutztiere wie möglich in provisorische Einhegungen innerhalb des Kastellwalls getrieben.

#### Lagerstraßen
Die innere Aufteilung des Legionslagers folgte konzeptionell den Vorgaben des Pseudo-Hygin und wurde von zwei Hauptstraßen dominiert, die von vier Toren ausgingen. Zusammen mit der Via quintana war das Lagerareal von ihnen in fünf Bereiche unterteilt. Die Hauptstraßen des Lagers waren mit einem Schotterbelag befestigt und leicht gewölbt, damit das Regenwasser in seitlich angelegte Kanäle abfließen konnte.
- Für die praetentura waren das die Via prätoria, Verlauf von SW nach NO und die Via principlis, die von NW nach SO verlief. Sie bildeten in der Mitte der Festungsanlage, des Locus Gromae oder Umbilicus (Nabel), vor dem Hauptzugang zur Principia eine T-Kreuzung. Beide verbanden zudem die Lagertore im Süden, NW und NO. Die Via prätoria und die flankierenden Tabernae hatten zusammen eine Breite von etwa 36,6 m Via principalis und Via quintana begrenzten das Lagerzentrum (Latera praetorii). Etwas außerhalb des Nordwesttors war der Straßenbelag der Via principalis 7,70 m breit und ca. 0,2 m stark. Von diesem Punkt aus verlief eine Straße über das Plateau und bog dann nach Nordwesten in Richtung des Gourdie-Hill-Steinbruchs ab. Sie wurde in einem Waldstück nahe der Böschung angeschnitten und konnte durch Luftaufnahmen und Ausgrabungen auf der Nordseite des Tals weiter verfolgt werden. Danach gabelte sie sich in Richtung des Steinbruchs und des Millhole Burn.

- In der retendura verlief von NO nach SW die Via decumana, sie begann am Nordosttor und endete an der Kreuzung mit der Via quintana.

- In der von NW nach SO verlaufenden Via quintana wurden von den Ausgräbern noch deutlich sichtbare Spurrillen beobachtet, die vermutlich durch den starken Lastkarrenverkehr verursacht worden waren, der sich von und nach der Fabrica sowie zu den beiden Getreidespeichern im hinteren, nordwestlichen Bereich des Lagers bewegt hatte. Der Abstand der Spurrillen zueinander betrug. 1,42 m. Auch der Gütertransport aus der Werkhalle bzw. den drei Lagerhäusern zu den Festungstoren war wohl hauptsächlich über die Via quintana und die Via sagularis und nicht über die Hauptstraßen abgewickelt worden.

- Zusätzlich verlief entlang der Kastellwälle die Via sagularis sive intervallum, die es der Besatzung ermöglichte, im Alarmfall rasch ihre zugewiesenen Posten auf dem Wehrgang zu erreichen. Der Raum, der hinter dem Wall frei blieb, diente als Pufferzone für von außerhalb abgefeuerte Geschosse und wurde auch regelmäßig für Truppenübungen genutzt.[37]

#### Intervallum

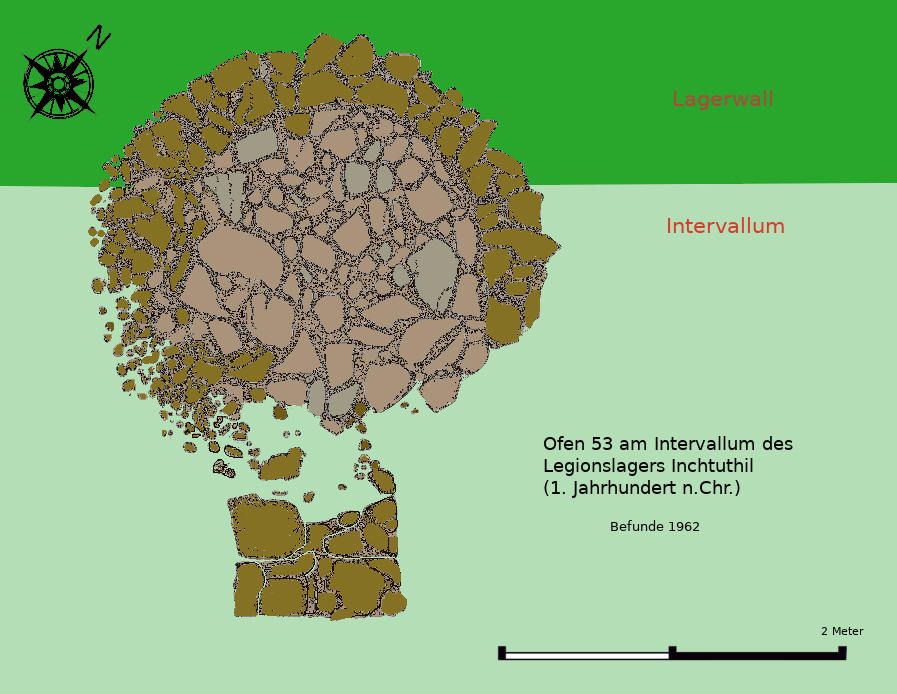
Befundskizze von Ofen 53 (1962)

Im Bereich zwischen Lagerwall und Kasernen (Intervallum) stieß man meist auf die Reste von Öfen, in denen die Mahlzeiten für die Stubengemeinschaften zubereitet worden waren. Die Entfernung von der Rückseite des Walles bis zu den Kasernenbaracken beträgt etwa 15,2 m. Davon nehmen die Via sagularis und der Abwasserkanal nahe der Kasernenfront ca. 6,1 m ein, sodass der Rest des Intervalls als offener Raum verbleibt. Er war mit kleineren Strukturen wie Öfen, Kochhäusern, Wasserbecken und – wahrscheinlich – auch mit Latrinen bebaut worden. Zwei Abschnitte, die das Intervall auf der Südostseite durchschnitten, wiesen jedoch keine derartigen Bebauungsspuren auf. Dort dürfte alles zum größten Teil durch das jahrelange Pflügen zerstört worden sein. Luftaufnahmen (1949 und 1969) des Intervalls zwischen der Porta Praetoria und der Südwestecke ließen eine Reihe großer Gruben erkennen, die nahe der Rückseite des Walles angelegt worden waren. Die Erforschung des Intervalls konzentrierte sich aber auf die Nordwestseite, wo die Überreste von sieben Öfen gefunden wurden. Der am besten erhaltene befand sich gegenüber von Kaserne 53. Sein Boden, der starke Brandspuren aufwies, bestand aus unregelmäßig geformten, flachen Sandsteinplatten. Der untere Teil des Aufgehenden war noch fast völlig intakt und hatte einen Innendurchmesser von 1,9 m. Die Feuerung öffnete sich nach Südosten zu einem sorgfältig gebauten Kochfeld mit einer Breite von 0,9 m, das 0,61 m von der Ofenplattform abstand. Neben dem Kochfeld stieß man auf eine dicke Schicht Asche und rußgeschwärzten Schotters. Die Öfen ähneln stark den im Kastell Fendoch ausgegrabenen Exemplaren. Während deren Kuppel oft aus Lehm aufgebaut wurde, gab es in Inchtuthil auf dem Plateau kaum Anzeichen von Lehmvorkommen, sodass die Wände größtenteils wohl aus mit Erde bedecktem Stein bestanden haben dürften. Die dünnen Sandsteinplatten wären für den Bau eines Kragdaches auch gut geeignet gewesen. Die Verteilung der Öfen deutet darauf hin, dass es in der Regel einen für jede Baracke gab, sie standen am Ende der Gassen von sich gegenüberliegenden Kasernenpaaren. Die Öfen der ersten Kohorte standen vermutlich vor deren westlichster Baracke. Alle wiesen starke Gebrauchsspuren auf, d. h. ihre Böden waren verbrannt und es hatten sich dort dicke Schichten von Asche und rußigem Schotter angesammelt. Keiner der Öfen war einmal vollständig umgebaut bzw. erneuert worden, ein weiterer Hinweis auf die kurze Besatzungsdauer der Festung.

### Wasserversorgung und Kanalisation
In Inchtuthil stieß man auf keinerlei Spuren eines Wasserversorgungssystems bzw. eines Aquädukts. Brunnenschächte konnten ebenfalls nicht entdeckt werden, wohl aufgrund des niedrigen Niveaus des Grundwasserspiegels auf dem Plateau. Man fand stattdessen die Reste mehrerer Zisternen und Wasserbecken, die ziemlich sicher zum Sammeln des Regenwassers verwendet worden waren. Ein solches Becken gab es bei der Principia, ein weiteres im Tribunenhaus II und ein drittes in der rechten Praetentura, hinter Tabernae 3 und 4. Er wurde aus den Abflusskanälen entlang der Via principalis gespeist. Vermutlich wurde auch das Regenwasser von den Dächern der Tabernae, die diese Straße säumten, gesammelt. Aber selbst diese Becken waren für eine ausreichende Versorgung völlig unzureichend. Wie sich die Legion bis zur Fertigstellung des Aquädukts mit genügend Wasser versorgte, ist spekulativ. Elisabeth Shirley schlug vor, dass es auch in Fässern auf Karren vom 500 Meter entfernten Fluss Tay ins Lager transportiert worden sein könnte. Shirley berechnete auch die dafür erforderlichen Arbeitsinvestitionen. Ihre Berechnungen beziehen sich auf 2,5 Liter Trinkwasser pro Mann und Tag für 600 Tage (die geschätzte Gesamtbauzeit für die Festung). Auf diese Weise hätte leicht ausreichend Wasser – zumindest für die Grundbedürfnisse – bereitgestellt werden können. aber auf lange Sicht wäre diese Praxis viel zu aufwendig und unsicher gewesen. Die Absicht, später auch eine regelmäßige Wasserversorgung zu installieren, wird durch das Vorhandensein von Rohrleitungen aus Ton in einem der Tribunenhäuser (IV) bestätigt.
Eine ausreichende Frischwasserversorgung war in Inchtuthil ein schwierig zu lösendes Problem, denn das Schotterplateau ist recht wasserdurchlässig. Die wenigen Quellen auf dem Plateau sind viel zu unergiebig, um von Nutzen zu sein. Der tägliche Wasserbedarf einer voll belegten Legionsfestung war beträchtlich, man schätzt, dass für die Soldaten 150 bis 200 m³ Wasser pro Tag benötigt wurden. Solche Mengen hätten nur über ein Aquädukt herangeschafft werden können. Doch waren hierfür die technischen Schwierigkeiten nicht unerheblich, da das Plateau etwa 13,5 m über dem Flusstal liegt. Angesichts dessen kam eine simple Leitung aus Ton- oder Holzrohren nicht in Frage. Bei der Erkundung des Spittalfield-Plateaus aus der Luft stieß man aber dennoch auf eine lineare Erdverfärbung, die von der Redgole Bank bis zur römischen Straßengabelung führte. In den Jahren 1983–1984 ergrabene Abschnitte zeigten, dass es sich dabei um einen Kanal oder Graben mit flachem Boden handelte, der ursprünglich 1,07 m breit und 0,84 m tief war. Er konnte noch fast 1000 m bis zum nordwestlichen Ende des Kastellplateaus verfolgt werden. Möglicherweise war er von den Römern angelegt worden um darin eine Holzrohrleitung zu verlegen, die Wasser aus dem Oberlauf des Millhole Burn zur Festung befördern sollte, eine interessante Vermutung, die jedoch unbewiesen blieb. Außerdem wäre der Millhole Burn im Norden zu klein gewesen, um eine ganze Legionsfestung zu versorgen, auch die Bäche, die von Süden in den Tay münden, haben ein zu begrenztes Einzugsgebiet und verfügen ebenfalls nicht über genügend Wasservolumen, deshalb wäre nur der Fluss selbst dafür in Frage gekommen. Um sein Wasser in die Festung zu leiten, hätte stromaufwärts, ausgehend von Dunkeld, ein etwa 17,5 km langes Aquädukt angelegt werden müssen. Vermutlich hätte man hierzu einen Damm aufgeworfen, um über ihn einen – mit Lehm oder Brettern ausgekleideten – Kanal bis zum Lager zu führen. Der Schotter hierfür wäre in ausreichender Menge in unmittelbarer Nähe verfügbar gewesen, aber mit einem solchen Material konnte die Neigung des Dammes unmöglich größer als 45° gewesen sein, sodass dafür etwa eine Million Kubikmeter erforderlich gewesen wären. Es ist daher verständlich, dass ein solches Großprojekt während der kurzen Besetzung der Festung unmöglich gebaut und abgeschlossen werden konnte. Es ist auch unwahrscheinlich, dass die Festung nur vorübergehend mit fließendem Wasser versorgt wurde. Für das Kochen, Waschen und Reinigen der Latrinen muss der Mangel akut gewesen sein.
Die Via principalis wurde an jeder Seite von einem Abflusskanal begleitet. Ihre Profile zeigen, dass sie einst mit Holz ausgekleidet gewesen sein müssen. Der Abfluss, der die Straße überquerte, um das Wasserbecken südlich von Tabernae 3 und 4 zu versorgen, war hingegen mit Steinen ausgekleidet und hatte eine Breite und Tiefe von 0,79 m. An ihren Kreuzungen waren auch die Kanäle entlang der Via principalis für kurze Längen auf jeder Seite mit Stein ausgekleidet. Wie die Via principalis wurde auch die Intervallumstraße von einem Abfluss begleitet, jedoch nur entlang ihrer Innenseite. Wie bereits erwähnt, gab es unter dem nördlichen Wall einen Abfluss, der sich mit einem weiteren von Steinen gesäumten aus dem Krankenhaus kreuzte; auch an dieser Kreuzung waren alle vier Abflüsse mit Steinen ausgekleidet. An anderer Stelle war der Intervallabfluss ein offener Kanal, man war sich jedoch nicht sicher, ob er ebenfalls mit Holz ausgekleidet war. Luftbilder zeigten einen zweiten Abflusskanal an der Westecke der Festung.
In Gegensatz zu den Abwasserkanälen konnte in der gesamten Festung keine Latrine vorgefunden werden, eine Sickergrube im Tribunenhaus III könnte zwar als solche fungiert haben, die Interpretation hierzu ist aber unsicher. Außer dem im Hospital befand sich im Legionslager nur noch ein weiterer mit Steinen ausgekleideter Abfluss, der unter der Via Principalis in der Nähe des Westtors beobachtet werden konnte. Wahrscheinlich war die Anlage weiterer Stränge geplant worden, aber die Festung wurde verlassen, bevor diese realisiert werden konnten. Steinkanäle sind in den flavianischen Kastellen Schottlands praktisch unbekannt. Normalerweise wurden mit Holz ausgekleidete Kanäle verwendet, wie der entlang der Intervallum-Straße. Bei der Aufgabe der Festung wurden die Decksteine entfernt und die Kanäle mit Schotter aufgefüllt.

## Garnison
Folgende Einheiten waren in Inchtuthil stationiert oder könnten sich vorübergehend dort aufgehalten haben.
| Zeitstellung           | Truppenname                                                                        | Beschreibung |
| ---------------------- | ---------------------------------------------------------------------------------- | --- |
| 1. Jahrhundert n. Chr. | Legio secunda Adiutrix („die Helfende“)                                            | Möglicherweise hielt sich auch diese Legion am Ende des Jahrhunderts kurzzeitig in Inchtuthil auf, bevor sie im Jahr 87 in den östlichen Donauraum beordert wurde. Als Agricolas Rückruf Legio II Adiutrix dorthin verlegt wurde, war es die Legio XX, die ihren Platz in Chester einnahm. Die Legio VIIII blieb vorerst in York und die Legio II Augusta in Caerleon. Somit kann es als sicher gelten, dass die Legio XX die Garnison von Inchtuthil war. Bild rechts: Legionär in der Ausrüstung des 1. Jahrhunderts n. Chr. |
| 1. Jahrhundert n. Chr. | Legio vicesimae Valeria Victrix (die zwanzigste valerische Legion, die siegreiche) | Sie zählte bei voller Stärke um die 5400 Mann, inklusive der Spezialtruppen. Im Jahr 42 wurde Aulus Plautius, Statthalter der Provinz Pannonia, von Kaiser Claudius mit der Invasion Britanniens betraut. 43 landete er mit einer Streitmacht aus vier Legionen (Legio II Augusta, Legio VIIII Hispana, Legio XIIII Gemina und Legio XX) auf der Insel und besetzte Zug um Zug den Südosten der Britannia. Zwischen 69 und 70 ernannte Gaius Licinius Mucianus Gnaeus Iulius Agricola zum Legaten der Legio XX. In den Feldzügen (78–84) des Agricola kämpfte die Legion gegen die Ordovicer und Silurer und schlug zusammen mit der Legio VIIII Hispana die Briganten bei Stanwick. Zeitweilig war die Legion auch in Luguvalium (Carlisle) stationiert. Die Legio XX war zuvor in Wroxeter stationiert gewesen, aber diese Position war nicht mehr so wichtig, da die Legio II Adiutrix eine neue Festung unweit von Chester errichtet hatte und die walisischen Kriege so gut wie vorbei waren. Im Jahr 88 wurde sie in das von der Legio II Adiutrix erbaute Lager Deva (Chester) verlegt. Es ist nachzuvollziehen, dass Agricola für die Besetzung von Inchtuhil diese Legion wählte, da er sie zuvor selbst befehligt hatte, so wie Petillius Cerealis einige Jahre zuvor seine Legion IX für die Besetzung der neuen Festung in York ausersehen hatte. Bei einer längeren Besetzung Schottlands wäre Inchtuthil wohl zu ihrem ständigen Hauptquartier avanciert. Bild rechts: Das Ebersymbol der 20. Legion auf einem Antefix (Dachziegel) aus Holt, Wales. |

## Temporäre Lager
Andere sichtbare römische Überreste bei Inchtuthil sind der sogenannte Redoubt und ein Erdwall (Western Vallum); westlich der Festung stand ein Baulager, fast so groß wie die eigentliche Festung, das während der Errichtung des Legionslagers besetzt war. Es gab noch ein weiteres temporäres Lager an der südwestlichen Spitze des Plateaus sowie eines zur Unterbringung der hochrangigen Offiziere nahe der Südostecke des Legionslagers.

### The Redoubt

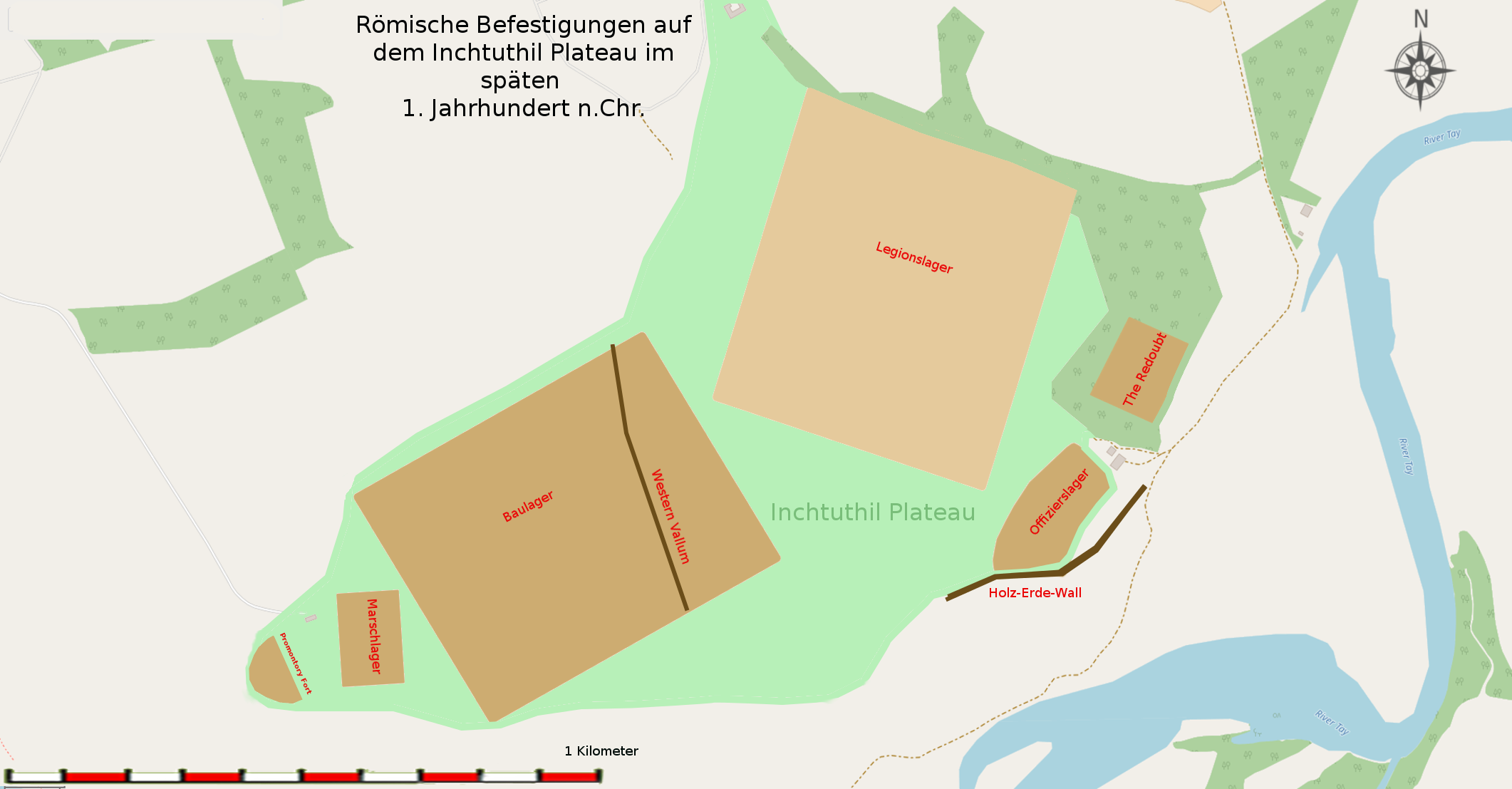
Lage der römischen Befestigungen nach den Befunden von 1952–1965

Ihr Areal befindet sich in der nordöstlichen Ecke des Kastellplateaus, etwa 122 m östlich der Legionsfestung. Die Erosion der Böschung hat im Laufe der Zeit alle Spuren des Erdwalls im Südosten zerstört, aber die Ausgrabungen (Richmond, St. Joseph) im Jahr 1965 zeigten, dass auf dieser Seite wahrscheinlich nur ein einfacher Erdwall stand. Die Süd-, West- und Nordseite folgten dem Abhang, der eine Verteidigung begünstigte. Vom einzigen Tor an der Nordwestseite, das seltsamerweise in der Nähe der Westecke platziert war, erreichte man eine nach Südosten führende Straße, die kürzeste Verbindung zum Südosttor der Legionsfestung. Die Südseite verläuft parallel zur Straße, die von der Porta Principalis Sinistra (Osttor) zum Fluss führte. Zum Schutz dieser Straße, so vermutet man, wurde die Befestigung ursprünglich auch angelegt. Eventuell wurden dort während der Aufbauperiode auch Vorräte gelagert. Eine dritte mögliche Erklärung wäre, dass dort die Abbruchkommandos der Festung campierten. Sie nahm eine Fläche von 1,65 ha ein, einschließlich des Walles. Von den drei erhaltenen Seiten sind zwei rechtwinklig ausgerichtet. Der vorgelagerte v-förmige Wehrgraben war 3–5 m breit und 1–2 m tief. Die Kontereskarpe wurde aus dem Aushubmaterial aufgeworfen und war bis zu 7,3 m breit. Die Basis des Erdwalls war 6,1 m breit. An der Nordseite war er noch bis zu einer Höhe von 1,53 m erhalten, während er im Westen nur noch 0,76 m hoch war. Im Süden war er schon stark erodiert. Die Ausgrabungen von 1964 bis 1965 bestätigten, dass der Wall ebenfalls aus Aushubmaterial aus dem Graben bestand. Das V-Profil aller Gräben war sehr deutlich ausgeprägt, aber in den westlichen und südlichen Abschnitten war ihr Grund quadratisch. Ein einziges Tor in dieser Position ermöglichte den Zugang zur Straße, die zum Osttor führte. Es bestand aus einem Durchgang mit einer Breite von 4,27 m und zwei Pfostenlöchern auf jeder Seite, Spuren eines Turms oder auch nur einer Wachstube waren nicht zu erkennen. Nur ein Graben (1,22 m breit) war dort zu beobachten, wahrscheinlich stammte er aus vorrömischer Zeit. Bei den von den Bäumen stark behinderten Untersuchungen innerhalb der Verteidigungsanlage konnten keine Spuren von Gebäuden festgestellt werden, einzelne Gräbchen weisen auf die Aufstellung von Zelten hin. Nur flavianische Keramikfragmente konnten vereinzelt geborgen werden, sie gestatteten die Datierung der Redoute als zweifelsfrei römisch. Besonders das Fehlen von festen Gebäuden deutet auf eine nur vorübergehende Besetzung hin. Neben dem Legionslager waren wahrscheinlich noch acht weitere Kohortenkastelle im Bau, für die Inchtuthil als Versorgungsbasis bestimmt war. Dies könnte ein Hinweis darauf sein, wofür die Redoubt diente. Der Nachschub konnte auf dem Seeweg und dem Tay mindestens bis in die Gegend von Perth gebracht worden sein, auch wenn das Kastell in Bertha so nicht mehr erreicht werden konnte. Unabhängig von der genauen Position der Umschlagstelle wäre der Weitertransport dann auf dem Landweg nach Inchtuthil erfolgt. Es wäre der logische Ort für ein zentrales Nachschubdepot, um die im Bau befindlichen Kastelle von dort aus rasch mit dem notwendigen Material zu versorgen, zumindest für diejenigen, die nordöstlich davon lagen. Die Fläche der Redoubt hätte ausreichend Lagerplatz dafür geboten.

### Baulager
Dieses temporäre Lager südwestlich der Festung, fast so groß wie das Legionslager selbst, konnte anhand seines Wehrgrabens lokalisiert werden und dürfte u. a. auch die im nahe gelegenen Steinbruch (Hill of Gourdie) eingesetzten Männer (ca. 15.000) beherbergt haben. Das mehrphasige Lager (zwei Bauperioden) umfasste zunächst eine Fläche von 19,9 ha und war nach Nordosten zum Legionslager ausgerichtet. Später wurde es auf eine Fläche von 14 ha reduziert, wobei ein neuer Wall an der SW-Seite, etwa 125 m hinter der ursprünglichen Linie, aufgeworfen wurde. Die Positionen aller vier Tore (beider Perioden) sind bekannt. Im Inneren fand man vor allem Öfen und Kochplätze direkt hinter dem Wall; die parallel zu den Hauptachsen des Lagers verlaufenden Müllgruben markierten die Lagerstraßen.

### Offizierslager

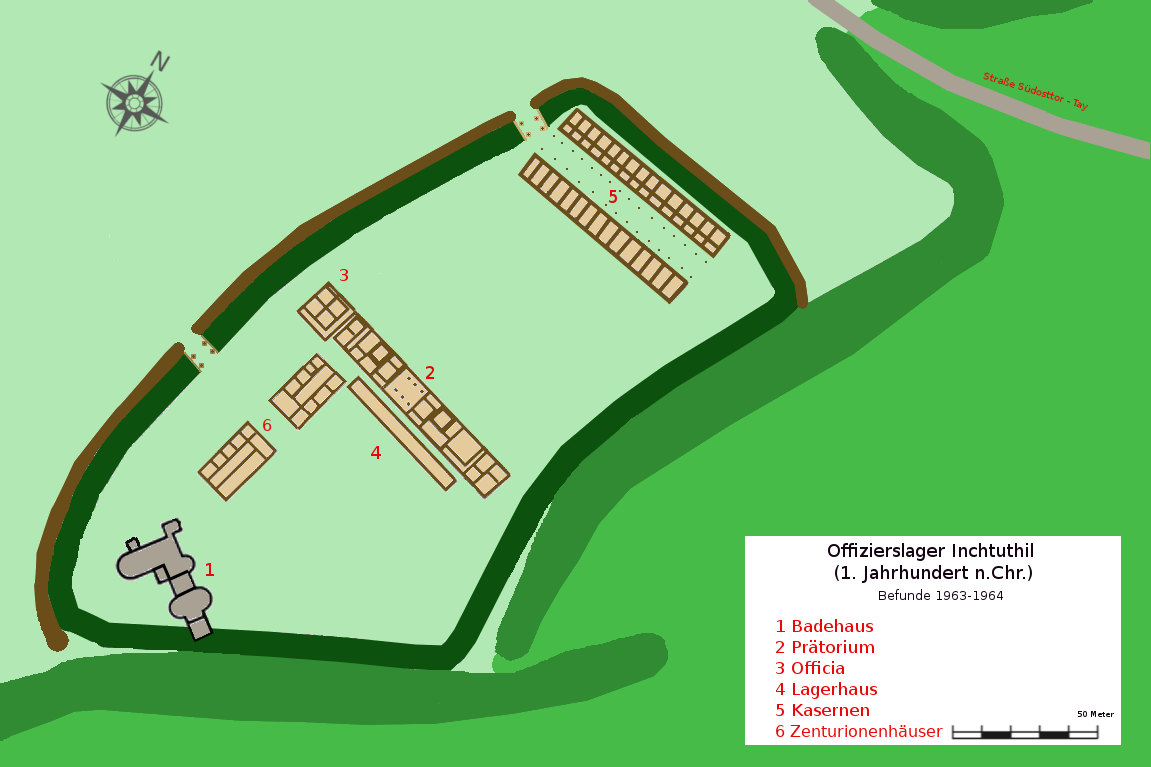
Befundskizze 1963–1964

Ungefähr 40 m von der Ostecke der Legionsfestung entfernt befand sich ein weiteres umwehrtes Gelände. Es lag am Rande des Plateaus mit gutem Blick auf den Fluss Tay und ermöglichte so den Zugang sowohl zur Porta Praetoria als auch zur Porta Principalis Sinistra und dürfte den höheren Offizieren und Verwaltungsfunktionären vorbehalten gewesen sein. Der mehrphasige Komplex wurde von John Abercromby während der Ausgrabung von 1901 entdeckt und dann 1963 und 1964 von Richmond und St. Joseph nochmals ausgegraben. Aus irgendeinem Grund wurden jedoch bei der Veröffentlichung von Richmonds Arbeiten die früheren Ergebnisse nicht einbezogen. Dies ist bedauerlich, da die Arbeit von Abercrombie eine viel komplexere Strukturgeschichte nahelegt. Er hatte auch eine zusätzliche Reihe von Verteidigungsanlagen weiter westlich sowie zwei langrechteckige Steingebäude im Norden, die wie Kasernen aussahen, im Bereich zwischen dem Offizierslager und der Legionsfestung beobachtet. Er enthüllte weiters eine Reihe von römischen Öfen im Legionslagergraben, die auf Aktivitäten auf dem Gelände – nach Aufgabe der Legionsfestung – hindeuten. Die 1901 zwischen dem Gelände und der Festung gefundenen Steinfundamente, die zuerst als die Überreste von römischen Kasernen angesehen wurden, entpuppten sich schließlich als die von Wirtschaftsgebäuden aus dem 18. Jahrhundert.
Die Funktion des Offizierslagers wurde aber erst bei den umfangreicheren Grabungen unter Richmond und St. Joseph erkannt. 1964 wurde ein früherer Graben entdeckt und entlang der Böschung verfolgt, er maß 1,4 × 0,61 m. Die Verteidigungsanlagen wurden nur auf der dem Lager zugewandten Seite verfolgt, aber es wurde vermutet, dass sich der Wall entlang der Spitze des Steilhangs fortgesetzt hatte. Der Erdwall hatte eine hölzerne Brustwehr, die von Pfosten in Abständen von 1,83 m getragen wurde. Die ursprüngliche Länge von Wall und Graben ist unbekannt; auf Luftbildern sind sie nicht auszumachen, da dieser Teil des Plateaus nie als Ackerland genutzt wurde. Im Osten wurde der Graben 615 m bis zu seinem leicht abgewinkelten Ende in der Nähe der römischen Zufahrtsstraße und des alten Flussbetts des Tay verfolgt. In Richtung Westen konnte sein Verlauf noch auf einer Strecke von etwa 53 m beobachtet werden. Über diesen Graben wurden später, nach seiner Einebnung, das Badehaus und die östliche Kaserne gebaut. Es handelte sich im Grundriss um ein unregelmäßiges Polygon mit einer Fläche von 1,5 ha, das mit einem 4,57 m – 6,1 m dicken Erdwall und einem V-Wehrgraben (2,51 m – 2,89 m durchschnittliche Breite und etwa 1,4 m Tiefe) gesichert war. Der Graben begann bzw. endete am südlichen Steilhang. Zwei 4,88 m breite Tore öffneten sich nach Nordosten und Nordwesten in Richtung des Legionslagers. An den Toren standen je zwei Holzpfosten, die zu beiden Seiten des 3 m breiten Durchgangs eingeschlagen waren und wohl eine Bretterwand oder Flechtwerk fixieren sollten. Das zweite Tor neben dem Barackenblock lag genau dort, wo der Wall wieder zum Plateaurand zurücklief. Es ist ungewöhnlich, dass es so nahe an der Nordostecke positioniert war. Das ist vermutlich durch den direkteren Zugang sowohl zum Osttor der Festung als auch zur Straße zu erklären, die von der Festung zum Flussufer führte.
Auf dem umwehrten Areal befanden sich die Reste von mehreren Häusern, es dürfte jedoch noch nicht vollständig bebaut gewesen sein, da zwischen den Gebäuden noch große Flächen brach lagen. Der Bereich zwischen dem „Schuppen“ hinter der Legatenresidenz und den Badehaus war zwar dafür vorbereitet worden, aber es gab keinerlei Hinweise darauf, dass dort auch Fundamente gelegt worden waren. Die Innenbebauung bestand aus mehrphasigen Holzbaracken und einem sehr sorgfältig gebauten Fachwerkhaus (Prätorium?) mit Schreibstuben, einem Speisesaal und einem – vermutlich – aus Steinsäulen gefertigten Hypokaustum sowie einem Lagerhaus, das parallel dazu stand. Zwei der Gebäude ähnelten frappierend den Zenturionenquartieren im Legionslager. Insgesamt konnten zwei Bauperioden unterschieden werden. In Periode I stand dort zunächst nur eine einfache Baracke. In Periode II wurde der Erdwall – zumindest teilweise – eingeebnet, zwei neue Barackenblöcke ersetzten den Vorgängerbau. Der Abbruch des Erdwalls erfolgte wahrscheinlich nach Fertigstellung des Festungsumwehrung. Das Vorhandensein eines Walles nahe dem Kastell hätte im Falle einer Belagerung seine Verteidigung erheblich erschwert. Offensichtlich bewohnten einige Offiziere dieses Lager auch dann noch, als die Arbeiten am Legionslager eingestellt wurden. Dass dieses Gelände mit den Unterkünften speziell für den Legionsstab eingerichtet wurde, deutet darauf hin, dass eine gewisse Verzögerung, vielleicht ein oder zwei Jahre, eingeplant worden waren, bevor die festen Quartiere vollständig fertiggestellt sein würden. Diese Kleinfestung entstand wohl – zusammen mit der provisorischen Principia und den Getreidespeichern – wahrscheinlich im ersten Jahr nach dem Ende der agricolanischen Feldzüge.

#### Prätorium

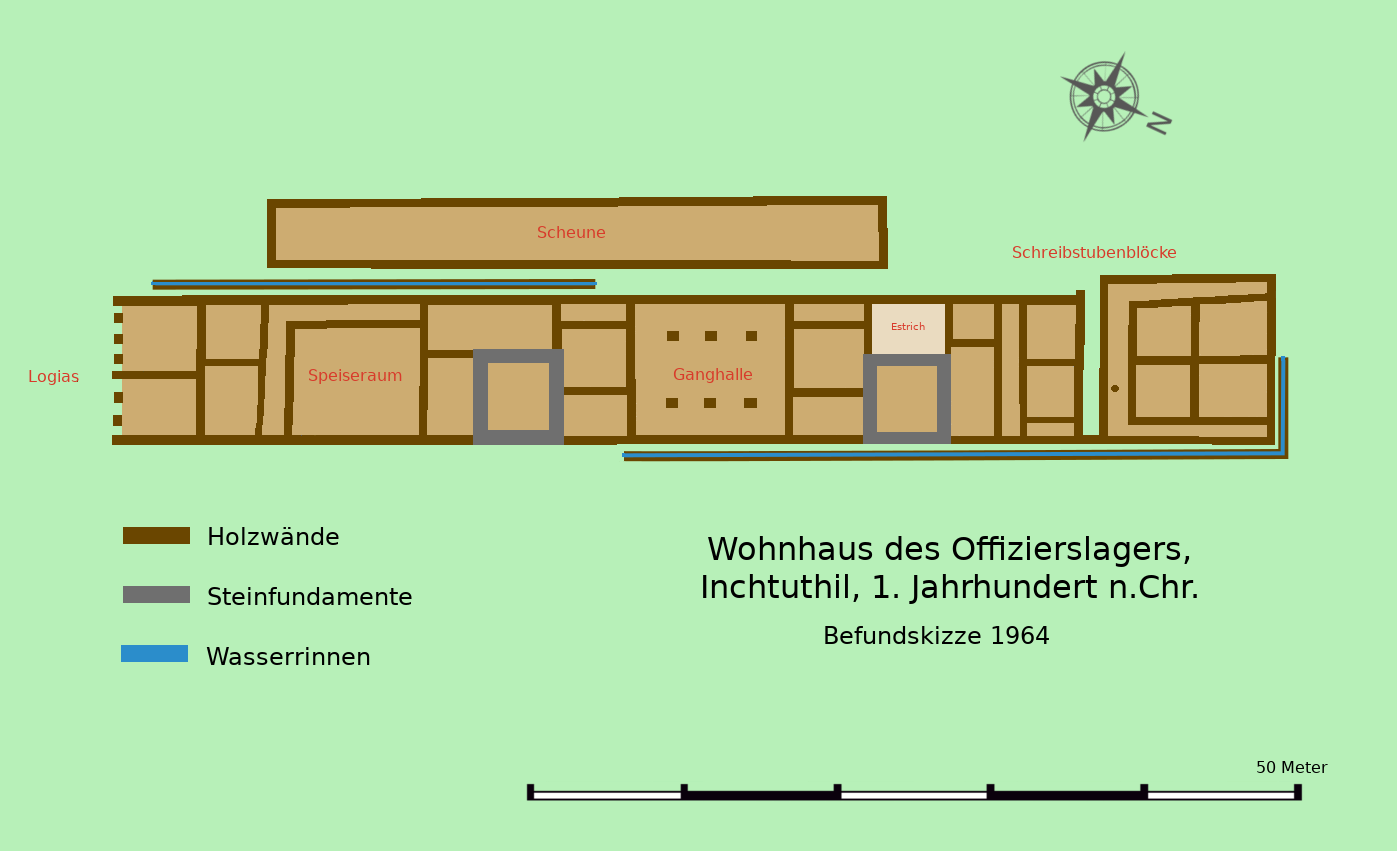
Prätorium, Befundskizze 1964

In der Mitte des Areals stand ein langrechteckiges, sorgfältig konstruiertes Fachwerkhaus, das wohl als Unterkunft für die beiden Befehlshaber der Legion diente, wie man vermutet. Es war 83,5 m lang (Längsachse von Nordwesten nach Südosten) und 10,67 m breit. Sein Grundriss war fast symmetrisch. Die meisten seiner Räume waren in Fachwerktechnik hochgezogen worden. Zwei davon gründeten sich jedoch auf Steinfundamenten, vermutlich konnte man sie mittels Hypokausten beheizen. Ein kleinerer Raum daneben verfügte sogar über einen Bodenestrich. Die mittig des Gebäudes platzierte Ganghalle maß 10,97 m × 9,75 m, sechs Stützpfosten trugen ihr Dach. Von ihr aus waren zu beiden Seiten drei Räume und diejenigen mit den Steinfundamenten zugänglich. Ihre Aufteilung gestaltete sich an beiden Enden unterschiedlich, die im Südosten scheinen als Privatquartiere gedient zu haben. Ein 9,14 m × 8,53 m großer Raum, an der Südwest- und Südostseite, war von einem L-förmigen Korridor umgeben. Ian Richmond schlug vor, ihn als Speisezimmer (Triclinium) anzusprechen. Ihm folgten noch zwei kleinere Räume. Am südöstlichen Abschluss des Gebäudes, mit Blick auf den Fluss, befanden sich zwei weitere, deren Südostseite offenbar jeweils durch einen Portikus abgeschlossen war, vielleicht eine Art Loggia, die vermutlich nach vorne hin offen war. Wie die Säulengänge in römischen Gärten und Innenhöfen bot sie einen vor der Witterung geschützten Ort zum Entspannen, gepaart mit einem freien Blick auf das Flusstal und die Berge des nahen Hochlands. Bei schlechtem Wetter konnten sie wohl durch Holzläden geschlossen werden. Nordwestlich des zweiten Raums mit Steinfundament befanden sich einige Kammern unterschiedlicher Größe, die sich zu beiden Seiten eines Korridors über die gesamte Breite des Gebäudes auffächerten. Dieser Abschnitt ähnelte stark den Schreibstubentrakten der Tribunenhäuser, die ebenfalls entlang eines Korridors angeordnet waren. Am äußersten nordwestlichen Ende lag noch ein separater Gebäudeteil der 12,2 m im Quadrat maß. Es war vom Haupthaus durch einen 1,83 m breiten Gang getrennt. Im Nordosten war er jedoch durch eine Wand mit dem Offiziershaus verbunden und bestand aus vier Räumen, die wahrscheinlich ebenfalls als Schreibstuben dienten. Sie öffneten sich zu einem Korridor, der um drei Seiten des Gebäudeblockes verlief.

#### Zenturionenhäuser

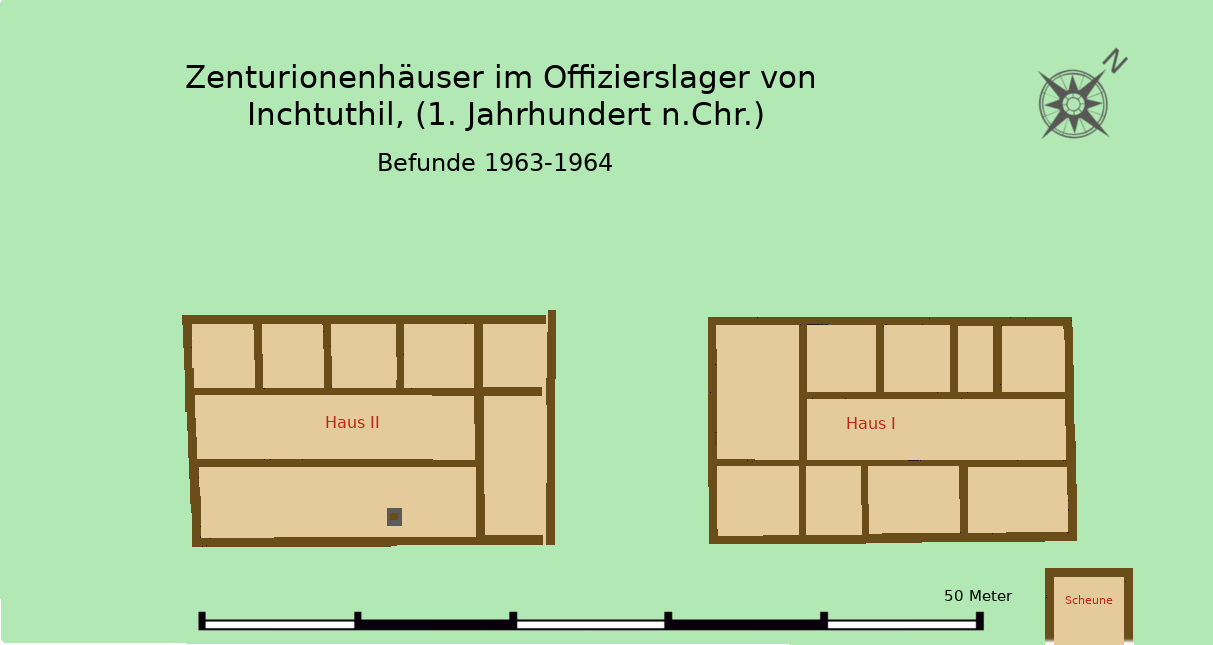
Zenturionenhäuser, Befundskizze 1964

Zwischen dem Prätorium und dem Badehaus standen zwei weitere Gebäude (Abmessungen: ca. 21,34 m nordöstlich, 12,8 m südwestlich), ihre Konstruktion ähnelte stark den Kasernenkopfbauten in der Festung. Zwischen ihnen befand sich eine 9,14 m breite Gasse, die sich zum Westtor öffnete. Die Grundrisse von Gebäude I und II sind spiegelverkehrt und fast identisch. Sie bestanden aus zwei Räumen, die zusammen die gesamte Breite des Gebäudes im Südwesten einnahmen, und einer Reihe von Räumen, die zu beiden Seiten eines zentralen Korridors angeordnet waren, der durch das ganze Gebäude führte. In Gebäude II befand sich im Südosten allerdings ein großer Raum, in dem man auf ein Pfostenloch in einer großen Grube stieß, bei Gebäude I war dieser Bereich auf drei Kammern aufgeteilt. Die beiden Gebäude könnten daher als Unterkunft jener zwei Zenturionen gedient haben, die die in den beiden Barackenblöcken einquartierten Soldaten befehligten. Es könnten dort alternativ aber auch die zwei Tribunen untergebracht gewesen sein, so lange, bis deren Häuser in der Festung fertiggestellt worden wären.

#### Badehaus

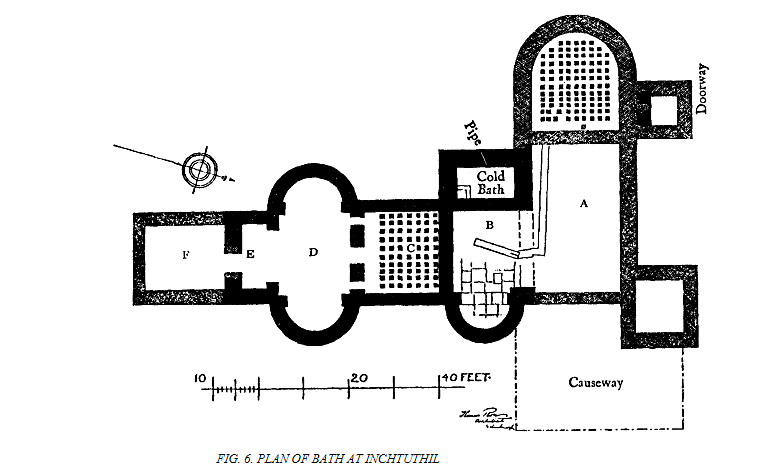
Befundplan des Badehauses von 1911

In der Südwestecke des Lagerkomplexes stand ein ca. 38 m (Nord-Süd) × 22 m (West-Ost) großes, beheizbares Bad (Balineum) des Reihentypus, komplett in Steinbauweise errichtet und mit vier Apsiden ausgestattet. Zusätzlich war noch ein Laconium hinzugefügt worden. Die Bäder des Reihentyps bestanden aus nacheinander angeordneten Räumen, wobei die Badegäste auf demselben Weg ein- und ausgingen, in diesem Fall durch das Tepidarium und das Caldarium. Bäder dieser Art fand man auch in Zivilsiedlungen, sie wurden jedoch am häufigsten an Militärstandorten nachgewiesen. Ihr auffälligstes Merkmal ist ihre strenge axiale Symmetrie. Es ähnelte ansonsten dem Exemplar beim Legionslager Cramond und war baulich sehr sorgfältig ausgeführt worden. Ein Großteil seines Mauerwerks war bei den Ausgrabungen noch bis zu einer Höhe von 0,9–1,2 m erhalten. Maitland bemerkte den Fund eines Bleirohrs. Im Caldarium wurden außerdem rot, grün und schwarz bemalte Gipsfragmente geborgen, die bewiesen, dass die Innenwände verputzt, bemalt und danach noch poliert worden waren. Es fehlte jedoch noch das Warmwasserversorgungssystem, den keine der beiden Ofenkammern dürfte während der Besatzungszeit des Lagers benutzt worden sein.
Der Platz vor dem Eingangsbereich im Norden war mit Bruchsteinen gepflastert. Dort betrat man die Umkleidehalle (Raum A, 1,06 m × 5,79 m, Apodyterium) und die 6,7 m × 5,94 m große Apsis des Laconiums, die mittels Hypokausten beheizt werden konnte. An der Nordwand von Apsis und Umkleidehalle angebaut befanden sich zwei weitere quadratische Kammern, deren Funktion ungeklärt ist (Präfurnium und Lagerraum?). Unter dem Frigidarium und dem Apodyterium verlief ein Abflusskanal. Er war 0,38 m breit und 0,8 m tief und führte nach Norden aus dem Frigidarium, bog nach Westen durch das Apodyterium ab und verließ im Süden das Gebäude, unmittelbar östlich des Laconicums. Am Austrittspunkt war er etwas breiter, die Ausgräber vermuteten dort eine Latrine, die wohl mit dem überschüssigen Wasser aus dem Frigidarium gespült wurde. Das Frigidarium (Raum B, 5,49 m × 5,49 m) verfügte über ein Kaltwasserbecken an seiner westlichen und einer 5,49 m × 5,03 m messenden Apsis an seiner östlichen Wand. Das Kaltwasserbecken maß 3,81 m × 2,13 m und war 1,22 m tief. Seine Auskleidung bestand aus Zement und 0,15 m dicken Ziegelsteinen, es konnte durch eingebaute Stufen betreten werden. Sein bleiernes Abflussrohr durchbrach die Beckenwand und führte direkt zum Hauptkanal, der mit Holz verkleidet war. Danach betrat man das Tepidarium (Raum C), von dort aus hatte man auch Zugang zum mit Hypokausten beheizten Caldarium mit seinen beiden westlich und östlich platzierten Apsiden (Raum D, 4,88 m × 5,49 m). In einer Kammer gegenüber (Raum F) befanden sich wahrscheinlich die Warmwasserkessel, Letztere wurden mit einem Ofen (Präfurnium) erhitzt, es fanden sich aber keinerlei Anzeichen dafür, dass auch sein Kamin schon fertiggestellt worden war. Der Hypokaust des Warmbades ruhte nach dem Ausgrabungsbericht von 1901 auf 111 Pfeilern. Sie bestanden aus sechs 203 mm × 216 mm × 70 mm dicken Ziegelplatten, die auf einer 279 mm großen und 76 mm dicken Basisplatte ruhten. Der obere Boden bestand aus größeren Fliesen mit einem Quadranten von 432 mm. Einige der Ziegelplatten wurden verschleppt, anschließend beim Bau der Kirche von Caputh (Perth and Kinross) wiederverwendet und blieben so der Nachwelt erhalten, sodass sie dort im Jahr 1953 untersucht werden konnten. An den Bodenestrichfragmenten des Frigidariums waren noch die Abdrücke von den Säulen des Hypocaust zu erkennen, desgleichen an den Bodenfragmenten des Caldariums und des Tepidariums.
Das Badehaus hätte im Vollbetrieb eine große Menge Wasser verbraucht, wenn auch viel weniger als das geplante Lagerbad. Es war eventuell für eine Weiternutzung im später noch entstehenden Vicus vorgesehen, aber zunächst war es sicher nur den Bewohnern des Offizierslagers oder – exklusiv – dem Legaten vorbehalten. Das Gebäude befand sich auf dem höchsten Punkt des Plateaus, wahrscheinlich sollte in seiner Nähe der Wasserverteiler des Aquädukts installiert werden, denn dort im Süden hätte es wahrscheinlich das Plateau erreicht. Nach seiner Inbetriebnahme wäre es sicherlich an das Leitungssystem angeschlossen worden, obwohl seine erhöhte Position eine aufwendigere Verlegung der Wasserleitung erforderlich gemacht hätte. Wahrscheinlich war es deswegen noch nicht voll funktionsfähig, zudem war keines der beiden Präfurnien jemals benutzt worden, so dass das Gebäude vor der Evakuierung nicht im vollen Umfang betrieben wurde. Sein Wasser musste wohl erst aufwendig in Fässern vom Fluss herantransportiert werden.

#### Kasernen

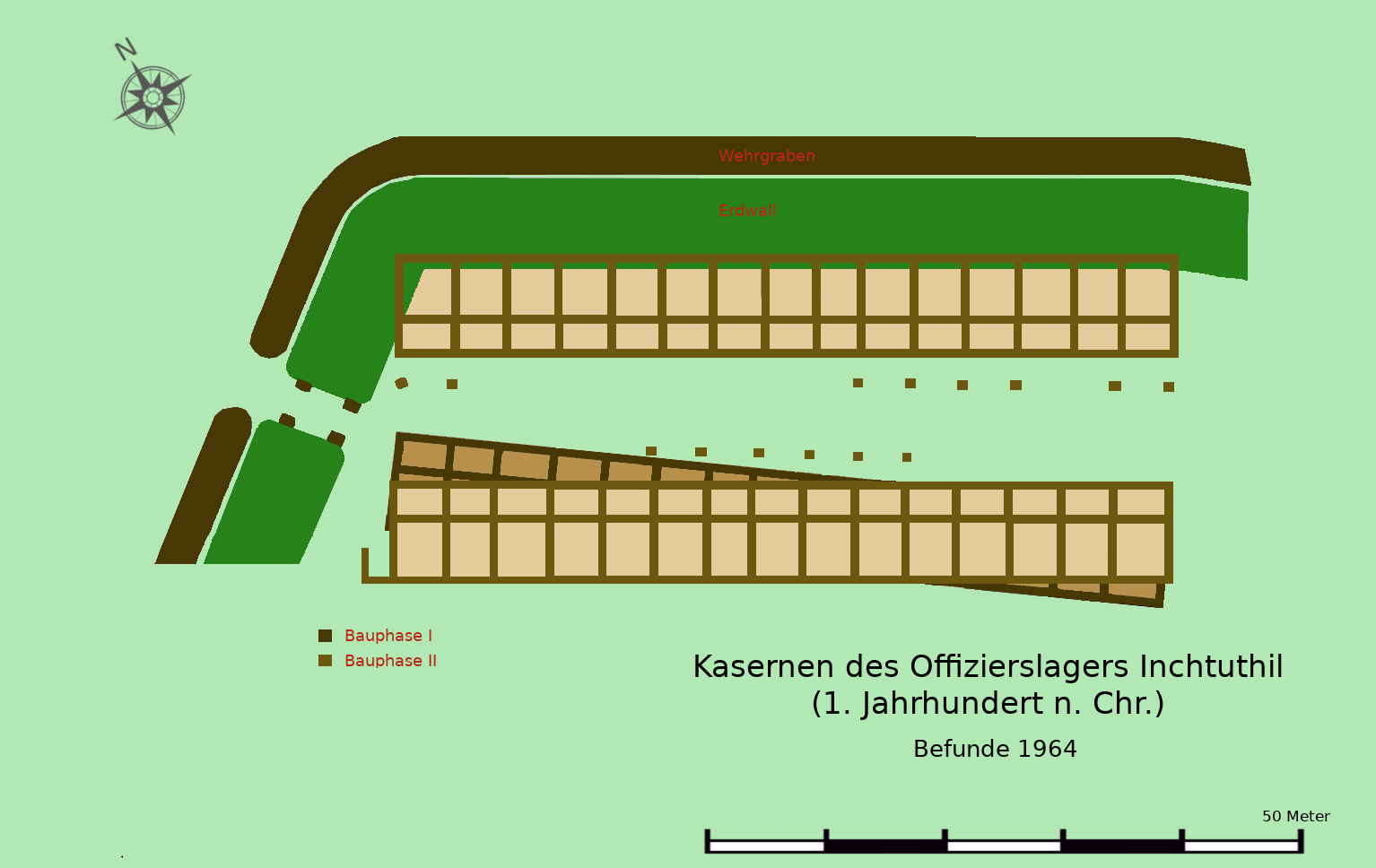
Kasernen, Befundskizze 1964

Am nordöstlichen Ende des Geländes, in unmittelbarer Nähe des Osttors, stießen die Ausgräber auf die Reste mehrphasiger Holzbaracken. Eine der Kasernen wurde bereits 1901 entdeckt. Bauphase I bestand aus einem einzelnen Kasernenblock mit einer Größe von 62,5 m × 8,23 m. Dieser war wiederum in fünfzehn Contubernia unterteilt, wobei jede von ihnen etwa 3,66 m breit war. Wie die der Lagerkasernen bestanden sie aus zwei Kammern, einer vorderen 1,83 m tief und einer hinteren, 5,49 m tief. Insgesamt verfügten die hier untergebrachten 8 Mann über eine Fläche von 26,76 m² (V 6,7 m², H 20,06 m²), die Gesamtfläche war somit nur unwesentlich geringer als die der Contubernia der Festungskasernen. Die interne Aufteilung unterscheidet sich aber dadurch, dass der Vorraum viel kleiner war. Block I verfügte anscheinend auch über keine Veranda, da keine Pfostenlöcher nachgewiesen werden konnten. Ihr Fehlen konnte auch an anderen Ausgrabungsstellen beobachtet werden, sind jedoch eher selten bei Kasernenbauten des 1. Jahrhunderts. Die Fundamentgräben der Phase I waren 0,48 m breit und 0,51 m tief. Block I befand sich zudem ca. 4,57 m hinter dem Osttor. Seine Längsachse war von Nordwesten nach Südosten ausgerichtet, parallel zur Längsachse des Prätoriums. Diese Position so nahe am Tor ist für eine römische Befestigung ebenfalls ungewöhnlich. Sie wurde vermutlich dort aufgebaut, um bei Alarm das Tor besser zu schützen und einen schnelleren Ausfall der Truppe zu ermöglichen.
Etwas später wurde der Erdwall – zumindest teilweise – eingeebnet, der Wehrgraben wieder aufgefüllt und auch das Osttor zerstört. Zu dieser Zeit brach man auch Block I wieder ab. An seiner Stelle entstanden zwei neue Kasernenblöcke, die einander gegenüberliegend errichtet wurden; einer direkt über dem Standort von Block I, aber etwas weiter nach NW abgewinkelt, der andere teilweise über dem eingeebneten Erdwall. Ihre Längsachsen folgten der Linie des einstigen nordöstlichen Erdwalles. Die Abmessungen der beiden neuen Kasernenblöcke waren dieselben wie von Block I, diesmal hatte man auch Veranden hinzugefügt (3,05 m tief), von denen man noch etwa die Hälfte ihrer Pfostengruben nachweisen konnte. Diese beiden Blöcke enthielten wieder fünfzehn Contubernia von annähernd der gleichen Größe wie die von Block I. Der südwestliche Block scheint an seinem nordwestlichen Ende zusätzlich eine schmale Kammer gehabt zu haben; sie bestätigte, dass das Osttor zu dieser Zeit nicht mehr existierte. Die Fundamente der Gebäude war auffallend unterschiedlich. Die Fundamentgräben der Phase I waren mit einem dunklen Rasenerde gefüllt, während die Gräben der Phase II mit hellen, sandigen Kies bedeckt waren. Die Fundamentgräben der Phase II hatten eine Breite von 0,53 m und eine Tiefe von 0,38 m, die der Zwischenwände waren ca. 0,15 m tief.

### Western Vallum
Dieser sich über den gesamten südwestlichen Teil des Plateaus ziehende Erdwall konnte auf einer Länge von etwa 620 m verfolgt werden und wurde erstmals 1755 von William Roy erwähnt. Er begann nicht weit von einem verlandenden Arm des Tay entfernt, stieg den Südhang des Plateaus in einem leicht geschwungenen Verlauf hinauf und verschwand etwas westlich des Baulagers wieder im Mutterboden. Während Abercrombys Ausgrabungen von 1901 wurde seine Höhe noch mit 1,5 m angegeben, in jüngerer Zeit war er kaum noch erkennbar. Dieser ursprünglich mit Rasenziegel bedeckte Kieswall war nach Südwesten ausgerichtet und 6,7 m dick. Zusätzlich war an der SW-Seite ein 5,2 m breiter und 1,7 m tiefer V-Graben ausgehoben worden. Der Graben wurde im Süden von einer hölzernen Stützpfostenkonstruktion begleitet, die vermutlich die Erde des Walls gegen Abrutschung stabilisierte. Er sollte wohl während der Errichtung des Legionslagers den Soldaten zusätzlichen Schutz bieten.

### Promontory Fort

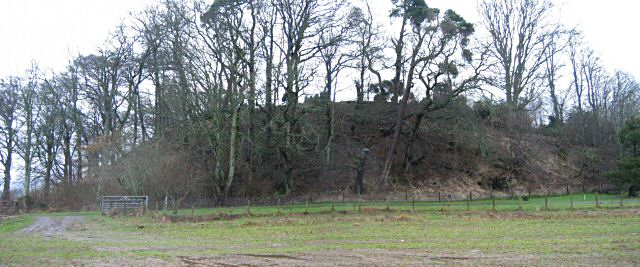
Südwestlicher Abschluss des Kastellplateaus, Standort des Promontory Fort

Diese kleine Befestigungsanlage befand sich an der südwestlichen Ecke des Plateaus und an seinem höchsten Punkt. Es umfasste eine Fläche von c. 0,91 ha. Auf drei Seiten war es durch den Steilhang geschützt, aber auf der Ostseite des Plateaus zugewandten Seite befand sich ein Mehrgraben-Verteidigungssystem. Dieses bestand aus fünf Gräben und Wällen, die so ein 61 m tiefes Verteidigungsfeld bilden. Die vier äußeren Wälle waren nur aus Schotter, aber der innere war zusätzlich mit Steinen verstärkt worden. Innerhalb dieser Verteidigungsanlagen wurden aber auch noch ein Graben und eine Palisade aus einer früheren Bauphase beobachtet. Das einzige Merkmal, das im Innenbereich freigelegt wurde, war ein sehr einfach aufgebauter Herd aus Steinplatten. Ansonsten fand man nur ein Fragment eines Decksteins. Es existieren somit keine datierbaren Funde für dieses Lager; aber es ist unwahrscheinlich, dass es zeitgleich mit dem Legionslager genutzt bzw. besetzt war. Hierfür scheint eine nachrömische Nutzung wahrscheinlicher, auch im Hinblick darauf, dass dort eine große Menge an Gourdie-Steinen gefunden wurde. Sie stammten wahrscheinlich zu einem großen Teil aus der Mauer des Kastells.

## Zivilsiedlung, Gräberfeld
Wenn das Lager länger besetzt gewesen wäre, wäre wohl in seinem Vorfeld (Pars antica) auch eine größere Siedlung oder Stadt für die Soldatenfamilien und diverse Dienstleister (Vicus oder Cannabae legionis) entstanden. Die 2009 mittels Bodenradar durchgeführten Untersuchungen enthüllten, dass sich westlich des Lagers entweder ein Gräberfeld oder eine Siedlung befunden haben könnte. Auch im Südwesten bestätigten die Untersuchungen frühere Beobachtungen aus der Luft, dass sich dort ein Gebiet mit anscheinend dicht gesetzten Pfostenlöchern, weit über die Wälle des seit langem bekannten provisorischen Baulagers hinaus bis hin zur Lagermauer erstreckt. Anlässlich einer Feldbegehung wurden auch römische Lesefunde und zahlreiche Bleikonglomerate geborgen, was auf handwerkliche Aktivitäten und damit – möglicherweise – auch auf eine Besiedlung in diesem Bereich hindeuten könnte.

## Steinbrüche
Die der Festung am nächsten befindlichen Brüche liegen in der Nähe der Middle Gourdie Farm und bei Kirkton of Lethendy, aber es stellte sich bald heraus, dass sie nicht in der Römerzeit angelegt wurden. Auch am Gourdie Hill gibt es geeignete Sandsteinvorkommen. Die Entdeckung eines kleinen römischen Lagers bei Steed Stalls am östlichen Ende des Hügels im Jahr 1940 lenkte schließlich die ganze Aufmerksamkeit der Forschung auf diesen Platz. 1970 konnte dann tatsächlich der römische Steinbruch aus der Luft lokalisiert und fotografiert werden. Im Anschluss daran wurde auch eine Straße entdeckt, die vom Nordwesttor der Legionsfestung, auf das Spittalfield-Plateau und danach direkt zu diesem Steinbruch führte, was seine Funktion und Zeitstellung zweifelsfrei bestätigte. Ihr Belag bestand aus einer dicken Kiesschicht, die über großen Pflastersteinen auf einem Fundament aus gestampfter Erde und Rasensoden auflag. Dieser Befund lässt darauf schließen, dass sie für den Transport sehr schwerer Lasten ausgelegt war. Das für das Badehaus verwendete Steinmaterial, ein fein strukturierter grauer Sandstein (im Gegensatz zu dem vom Gourdie-Hill) stammte nach Meinung der Ausgräber von 1901 entweder aus Innernytie oder aus Cargill (Perthshire), wo solche geologischen Formationen am Tay nachgewiesen wurden. Dort konnten aber bislang noch keine römerzeitlichen Steinbrüche identifiziert werden.

## Nagelhort

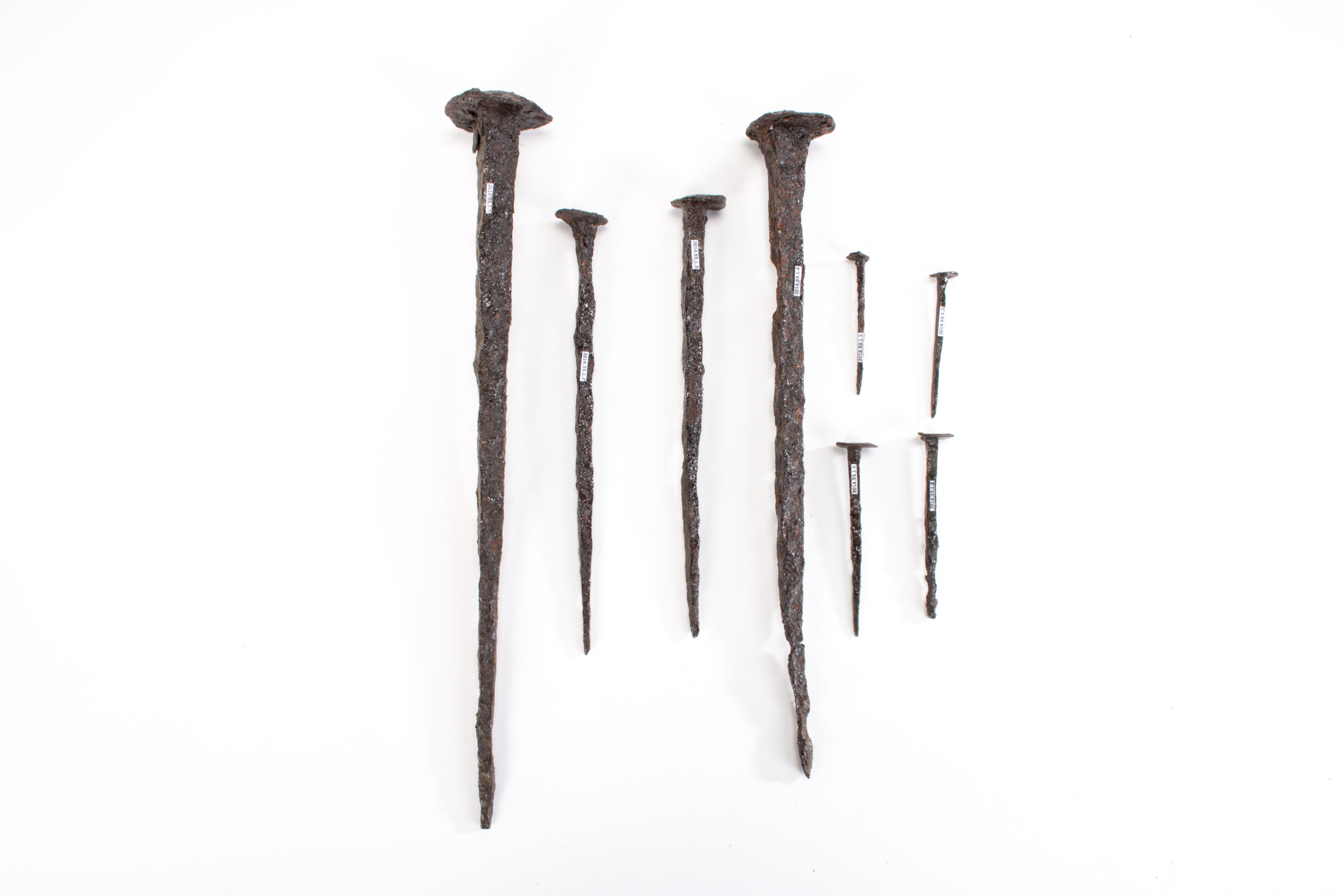
Auswahl von Nägeln aus dem Inchtuthil-Hort im Auckland Museum

Der Fund des Nagelhorts von Inchtuthil bereicherte die Kenntnis von Metallbearbeitung und Handwerkspraktiken in einem römischen Kastell. Ihr nahezu makelloser Zustand und vertraute Form – die Grundform eines Nagels hat sich seit der Antike nicht geändert – lassen sie trotz ihres Alters von über 2000 Jahren immer noch als zeitgemäß erscheinen. Deren Anzahl lässt auf einen geplanten Verbrauch von 30 Laufmeter Holz schließen, was etwa 100 Hektar Wald entsprach.
Im Sommer des Jahres 1960 bemerkte Ian Richmond bei Grabungen im Innenbereich des Werkstättengebäudes eine auffällige Bodenverfärbung, die sich schon bald als eine zugeschüttete, antike, 3,07 × 2,74 m große Grube entpuppte. Sie wurde wahrscheinlich ausgehoben, während das Gebäude noch stand, damit niemand von draußen etwas von ihrer Existenz ahnte. Beim Freilegen der Grube kamen zunächst die stark verrosteten Überreste von 10 Eisenradreifen zum Vorschein. Er stieß schließlich in weiterer Folge auf über 800.000 Plattkopfnägel, klassifiziert nach Größe und Kopftyp in sechs Gruppen – von kleinen, nur 6,3 cm langen Exemplaren bis zu größeren, 38 cm messenden Zimmermannsnägeln, die für die Holzbalken der Verteidigungsanlagen verwendet werden sollten. Ihre pyramidenförmigen Köpfe waren in der Lage, auch längerem Hämmern standzuhalten. Sie lagen in einer Tiefe von 5,6 m und waren vorsorglich noch mit einer 3,8 m dicken Schotterschicht abgedeckt. Das Werkstättengebäude darüber war ebenfalls sorgfältig abgetragen worden, wohl auch um alle Spuren zu verwischen. Da so eine große Masse vergraben wurde, korrodierten nur die äußeren Nägellagen und bildeten so eine Schutzschicht, die den inneren Kern des Nageldepots im fast perfekten Zustand bewahrte.
Es handelte sich dabei um „fabrikneue“, d. h. noch unbenutzte Nägel, die alle – vermutlich zwischen 83 und 86 n. Chr. – in den Schmieden des Legionslagers hergestellt wurden, eventuell zur Verwendung für den Bau der Gask-Ridge-Kastelle und -Wachtürme, sowie der Glen-Blocker-Lager. Die große Anzahl von Nägeln führt einmal mehr die enorme Leistungsfähigkeit des Versorgungssystems der römischen Armee vor Augen und für den Bau der damaligen Befestigungen waren riesige Mengen an Holz erforderlich. Da der größte Teil der Legionsfestung schon fertiggestellt war, noch bevor die Nägel verborgen wurden, könnte der Hort ein Beweis dafür sein, dass Inchtuthil tatsächlich die zentrale Produktionsstätte für den Gask-Ridge-Limes bzw. Nordschottlands war. Ihre Entdeckung innerhalb der Fabrica ist auch ein starkes Indiz dafür, dass sie tatsächlich dort hergestellt wurden. Auf der Halbinsel Fife gab es zudem große Raseneisensteinvorkommen, möglicherweise wurden auch nahe der Festung solche Erzlager ausgebeutet. Auch die Versorgung mit Roheisenbarren wird durch die Entdeckung mehrerer solcher Exemplare im Kastell Strageath bestätigt. Die große Anzahl von Arbeitsstunden, die für die Herstellung solcher enormen Mengen von Hand benötigt werden, lässt jedoch auch darauf schließen, dass zumindest anfänglich die benötigten Nägel schon fertig aus den Schmiedewerkstätten im Süden importiert wurden. Andererseits weist ihre Verbergung in der Fabrica darauf hin, dass dort schon große Vorräte angelegt worden waren. Vielleicht waren sie ursprünglich sogar dort gelagert worden, wo sie schließlich vergraben wurden.
Bei der Untersuchung der Nägel wurden sie u. a. geröntgt, um die Verteilung etwaiger Einschlüsse innerhalb des Metalls aufzuzeigen. Die Nägel bestehen aus kohlenstoffarmem Stahl und scheinen von sehr erfahrenen Schmieden hergestellt worden zu sein. Ihre innere Struktur ist fein geschichtet, wobei die Schichtung auf Schwankungen des Kohlenstoffgehalts und das Vorhandensein dünner nichtmetallischer Einschlüsse zurückzuführen ist, die in Eisenoxid (Wustit) gesättigtes Silikat (Fayalit) enthalten sind. Es wird angenommen, dass die Schmiede die Nägel durch „Reibschweißen“ vieler dünner Schichten (z. B. durch Falten dünner Bleche) gebildet haben. Die nichtmetallischen Einschlüsse sind die Überreste von Schlacken mit niedrigem Schmelzpunkt, die absichtlich angewendet wurden, um den Prozess zu beschleunigen. Die Nägel haben je nach Verwendungszweck unterschiedliche Formen, Größen und Härten. Obwohl alle Nägel aus reinen Eisen bestanden, waren sie in ihrer Zusammensetzung (Kohlenstoffgehalt) heterogen. Nichtsdestotrotz zeigte weder die Nagelzusammensetzung noch ihre Größe eine signifikante Korrelation mit dem Korrosionsgrad. Auch Materialwissenschaftler haben einige der Nägel untersucht, um die Langzeit-Korrosionseffekte auf Atommüllfässer einschätzen zu können.
Das Gesamtgewicht des Hortfundes betrug über 10 Tonnen, ursprünglich waren in die Grube wohl über eine Million Nägel abgekippt worden. Die Anforderungen an Nägel wurde durch die Größe der Festung bestimmt, aber der Bestand hätte noch für fünf weitere Kohortenlager ausgereicht. Ihre hohe Anzahl war wahrscheinlich auch der Grund dafür, dass sie beim Abzug der Legion nicht abtransportiert werden konnten. Römisches Schmiedeeisen war bei den nördlichen Stämmen sehr begehrt, da es zur Waffenherstellung wiederverwendet werden konnte. Daher mussten die Nägel vergraben werden, damit sie nicht in Feindeshand fielen. Sie wurden von den Archäologen geborgen und dem National Museum of Antiquities in Edinburgh übergeben. Anschließend wurden sie in das Stahlwerk von Colville gebracht, um dort gezählt, gemessen und genauer untersucht zu werden. Der Bestand belief sich auf exakt 875.428 Stück.
Ian Richmond stiftete 1962 seiner Universität eine Auswahl von fünf Stück, andere kamen als Spende auch in Museen in Übersee und auf den Kontinent. Um die Ausgrabungen in Inchtuthil zu finanzieren, wurden die Nägel über das Iron and Steel Institute (Verein britischer Eisenhüttenarbeiter) einzeln für jeweils fünf Shilling oder als etikettiertes 5er-Set im Teakholzkästchen für 25 Shilling (heute ca. 34 €) verkauft. Mehr als 10.000 Anfragen aus aller Welt gingen hierzu schon im ersten Jahr ein und sie wurden begehrte Sammlerobjekte. Es dauerte einige Jahre, um die Anfragen zu bearbeiten, die schließlich aber alle beantwortet wurden. Schon im Oktober 1963 musste der Verkauf wieder eingestellt werden, da hierfür keine geeigneten Nägel mehr vorhanden waren. Das Stahlwerk behielt einige der Nägel für Studienzwecke zurück und goss in den 1980er Jahren 100 Stück in Harzblöcke ein, die als Briefbeschwerer an British Steel und für Werbezwecke ausgegeben wurden. Der Großteil des Nagelschatzes dürfte aber eingeschmolzen worden sein. Aber noch im Jahr 2004 bot die American Historic Society Inchtuthil-Nägel als Halsketten zum Verkauf an.

## Hinweis
Das Lagerareal ist Teil eines privaten Anwesens und es gibt keine Wegweiser oder Parkmöglichkeiten. Es kann über eine holprige Landstraße erreicht werden, von wo aus die B947 in die A984 Dunkeld Road mündet. Man fährt eine Farmstraße entlang, bis man den Fluss sieht, dann nach den Delvine Gardens Cottages auf einen Feldweg abbiegen, bis man ein Hinweisschild (Roman Camp) erreicht.

### Weiterführende Literatur
- William Smith: Dictionary of Greek and Roman Geography-Alata Castra, LLD 1854.
- Charlton Lewis, Charles Short: A Latin Dictionary.
- William Maitland: History and Antiquities of Scotland. London, 1757.
- Thomas Pennant: A Tour in Scotland 1772.
- William Roy: The military antiquities of the Romans in Britain. London 1793.
- John Abercromby: Excavations made on the Estate of Meikleour, Perthshire, in May 1903, Proc. Soc. Antiq. Scot., Vol. 38, 1903–1904. A ROMAN SIGNAL-TOWER ON THE BLACK HILL.
- James Curle: A Roman frontier post and ist people. The Fort of Newstead in the Parish of Melrose. James MacLehose and Sons for the Society of Antiquaries of Scotland, Glasgow 1911.
- William J. Watson: The History of the Celtic Place-Names of Scotland. Edinburgh 1927.
- Anthony Richard Birley: The Roman government of Britain. Oxford University Press, Oxford u. a. 2005, ISBN 0-19-925237-8.
- Sheppard Sunderland Frere: Britannia: a history of Roman Britain, Routledge, 1987, ISBN 978-0-7102-1215-3.
- Guy de la Bedoyere: Roman Britain: A New History. Thames and Hudson Ltd., London 2010.
- John Mann, David Breeze: Ptolemy, Tacitus and the tribes of north Britain. Proceedings of the Society of Antiquaries of Scotland, Volume 117, 1987.
- David Breeze: Agricola in the Highlands? Proceedings of the Society of Antiquaries of Scotland, Volume 120, 1990.
- David Breeze: Roman Forts in Britain. Shire Archaeology, Oxford 2002.
- Andrew Burn: Agricola and Roman Britain. English Universities Press, London 1953.
- Antony Kamm: The Last Frontier: The Roman Invasions of Scotland. Neil Wilson Publishing, London 2009.
- David Campbell: Mons Graupius AD 83. Osprey, Oxford 2010.
- Stephen Dando-Collins: Legions of Rome, the definitive history of every imperial Roman legion. Quercus, London 2010.
- Thomas Fischer: Die Armee der Caesaren: Archäologie und Geschichte. Friedrich Pustet, Regensburg 2012, ISBN 3-7917-2413-4.
- Hugh Davies: Roman Roads in Britain. Shire Archaeology, Oxford 2008.
- Nic Fields: Rome’s Northern Frontier AD 70–235. Osprey, Oxford 2005
- Adrian Goldsworthy: The Complete Roman Army. Thames and Hudson, London 2003.
- Richard Hobbs, Ralph Jackson: Roman Britain. British Museum Company Ltd, London 2010.
- Gordon Maxwell: Agricola's campaigns: the evidence of the temporary camps, Scot. Archaeol. Forum, vol. 12, 1980.
- Gordon Maxwell: A Battle Lost: Romans and Caledonians at Mons Graupius. Edinburgh University Press, Edinburgh 1990.
- Gordon Maxwell, Malcolm Todd: A Companion to Roman Britain. Blackwell Companions to British. John Wiley & Sons, London 2008.
- Chris McNab: The Roman Army. Osprey, Oxford 2012.
- Miles Russell, Stuart Laycock: Un-Roman Britain: Exposing the Myth of Britannia. The History Press, Stroud 2010.
- John Kenneth Sinclair St. Joseph: The Camp at Durno, Aberdeenshire, and the site of Mons Graupius. Britannia Journal 1978.
- John Waite: To Rule Britannia. The History Press, Stroud 2011.
- Robert Conquest: A Note on the 'Civitas' and 'Polis' Names of Scotland: An Alternative Approach. Britannia, Volume 31, 2000.
- Osbert Crawford: Topography of Roman Scotland: North of the Antonine Wall. Cambridge University Press 1949.
- Alison Grant: Roman military objectives in Britain under the Flavian Emperors. BAR British series, Volume 440, Archeo press, Oxford 2007.
- Guto Rhys: Approaching the Pictish language: historiography, early evidence and the question of Pritenic. University of Glasgow, 2015.
- Alastair Strang: Recreating a possible Flavian map of Roman Britain with a detailed map for Scotland. Proceedings of the Society of Antiquaries of Scotland 1998.
- D. R. Wilson: Roman Britain in 1962. I. Sites explored, Journal of Roman Studies, vol. 53, 1963.
- R. H. Jones: Troop movements in Scotland: the evidence from marching camps, Limes XX. Proceedings of the XXth International Congress of Roman Frontier Studies. September 2006, Morillo, Hanel and Martin, [eds], 2006, Offprint. Madrid 2009.
- Thomas C. Smout, Alan R. MacDonald, Fiona Watson: A History of the Native Woodlands of Scotland 1500–1920. Edinburgh University Press, 2007, ISBN 978-0-7486-3294-7.
- William Hanson: The Roman Presence: Brief Interludes, in Edwards, Kevin J. & Ralston, Ian B.M. (Eds) (2003) Scotland After the Ice Age: Environment, Archaeology and History, 8000 BC – AD 1000. Edinburgh . Edinburgh University Press.
- Alistair Moffat: Before Scotland: The Story of Scotland Before History. London. Thames & Hudson 2005, ISBN 0-500-05133-X
- Antonio Montesanti: Inchtuthil. A comparative study and missing developments. 2009.
- George C. Boon: Isca: The Roman legionary fortress at Caerleon, 1972.
- William H. Manning, I.R. Scott: Roman Timber Military Gateways in Britain and the German Frontiers, Britannia 10, 1979.
- A. Richardson: Granaries and Garrisons in Roman Forts, Oxford Journal Of Archaeology, 23(4), 2004.
- Albert Rivet, Colin Smith: The place-names of Roman Britain, Batsford studies in archaeology. London 1979.
- Anne Robertson: Roman coins found in Scotland, 1951–60, Proc. Soc. Antiq. Scot., vol. 94, 1960–1961 (1963).
- Anne Robertson: Roman „signal stations“ on the Gask Ridge, Trans. Proc. Perthshire Soc. Natur Sci., 1974, Special Issue.
- Michael Bishop: Handbook to Roman Legionary Fortresses, Pen and Sword Military, Barnsley 2012.
- William Miller, Russell Alexander, Neil Chapman, Ian McKinley, John Smellie: Natural Analogue Studies in the Geological Disposal of Radioactive Wastes: Waste Management Series 2, Pergamon, 2000, ISBN 978-0-08-053245-5, S. 102–103.
- Mattingly, David. „Historical Map and Guide of Roman Britain.“ Text by S. Esmonde Cleary. Ordnance Survey, Southampton, 2001. Britannia 33 (2002): 383–384, ISBN 978-0-319-29029-3
- Miller, William et al., eds. Geological disposal of radioactive wastes and natural analogues. Vol. 2. Elsevier, 2000, ISBN 978-0-08-043853-5
- I. Crossland: Corrosion of iron-based alloys–evidence from nature and archaeology. Crossland Report CCL/2006/02, Nirex Ltd, Harwell, UK, 2006.
- Harald v. Petrikovits: Die Innenbauten römischer Legionslager während der Prinzipatszeit. ABHANDLUNGEN DER RHEINISCH-WESTFÄLISCHEN AKADEMIE DER WISSENSCHAFTEN, BAND 56. Springer Fachmedien Wiesbaden GmbH, 1974.
- Colin M. Wells: Where did they put the horses? Cavalry stables in the Early Empire. In: Jenő Fitz (Hrsg.): Limes. Akten des XI Internationalen Limeskongresses (Székesfehérvár), Budapest 1977, S. 659–665.

- Karte mit allen Koordinaten:
- OSM |
- WikiMap